# Régiments d'infanterie français d'Ancien Régime (L)
Cet article présente la liste des régiments d'infanterie français d'Ancien Régime, commençant par la lettre L.

## L
- Régiment de La Barthe

Le régiment est organisé 29 mai 1569, avec une fraction du régiment de Brissac (1567-1569), après la mort de son colonel, Timoléon de Cossé, comte de Brissac, avec à sa tête Gabriel de La Barthe. Il sert, durant la troisième guerre de Religion, en Poitou et participe à la bataille de La Roche-l'Abeille. Il est donné en 1570 à N. de Guarrières, et devient le régiment de Guarrières.
- Régiment de La Bastide

C'est l'ancien régiment de Poudenx (1689-1645), qui est renommé « régiment de La Bastide » en 1692 après avoir été donné à N. de La Bastide. Dans le cadre de la guerre de la Ligue d'Augsbourg, il rejoint l'armée de Catalogne en 1694 et participe au siège de Barcelone en 1697. Il est licencié 16 mai 1698.
- Régiment de La Baume (1636-1637)

Le régiment est levé le 6 mars 1636 par N. de La Baume, dans le cadre de la guerre de Trente Ans. Affecté à l'armée d'Italie, il est licencié en 1637.
- Régiment de La Baume (1713-1714)

C'est l'ancien régiment du Duc de Noailles, qui est renommé « régiment de La Baume » après avoir été donné en 1713 à N. de La Baume. Il est licencié le 18 mars 1714 après la paix.
- Régiment de La Baume d'Hostun

Le régiment est levé le 7 juillet 1621 par N. de La Baume d'Hostun, dans le cadre de la répression organisée contre les Huguenots. En 1622, il participe au siège de Poussin durant lequel l'enseigne Monchalin se laisse couper le poignet plutôt que de se dessaisir de son drapeau. Il se trouve ensuite au siège de Montpellier et est licencié le 14 février 1623
- Régiment de La Bergerie

Ce régiment est levé le 29 avril 1625, par N. de La Bergerie dans le cadre de la deuxième rébellion huguenote. Employé dans les îles d'Aunis, il est réformé en mai 1626. Rétabli le 11 août 1627 pour la troisième rébellion huguenote il participe au siège de La Rochelle. Engagé dans la guerre de Trente Ans, il participe à la conquête de la Savoie en 1629 et 1630 puis il est licencié en 1631.
- Régiment de La Bloquerie

C'est l'ancien régiment de Meslé, qui est renommé « régiment de La Bloquerie » le 10 août 1633 et qui prend le nom de régiment de Vallemont en août 1637.

Régiment de La Bloquerie
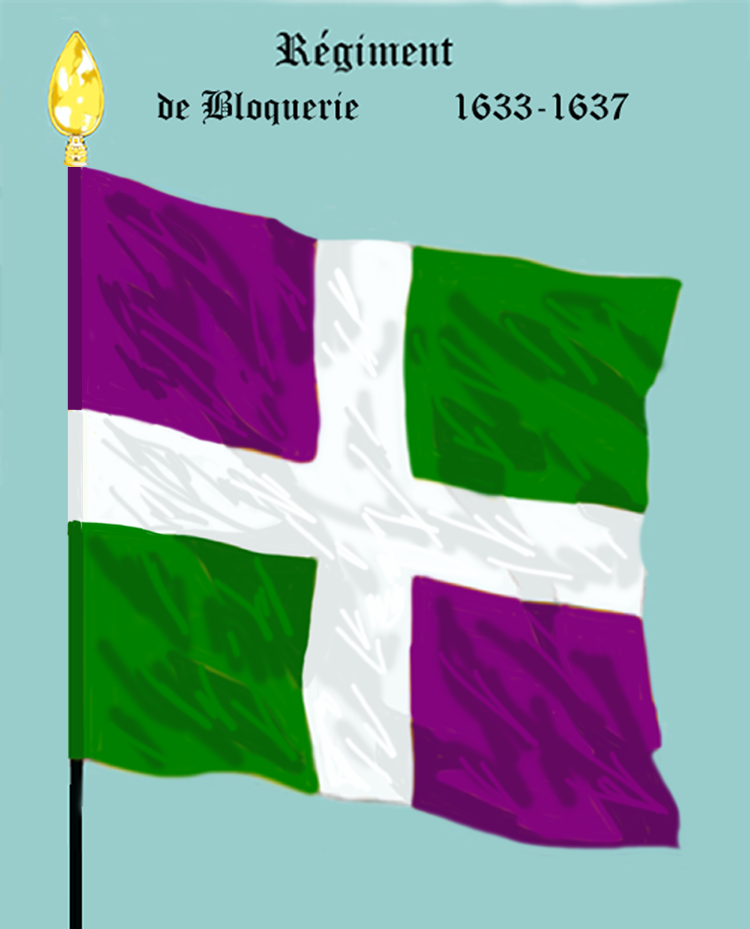
de 1633 à 1637

- Régiment de La Boëssière

Ce régiment est levé le 9 août 1636 par Jean d'Harambures de La Boëssière, dans le cadre de la guerre de Trente Ans. Il participe à la reprise de Corbie, avant de rejoindre l'armée d'Italie en 1637. Le mestre de camp est tué en 1639 au combat de La Route (La Rotta), en Piémont, près de Carmagnole et le régiment se disperse.
- Régiment de La Boullaye 

C'est un régiment protestant, levé en août 1580, dans le cadre de la septième guerre de Religion, par Charles Eschallard de La Boullaye. Le régiment sert en Flandre avec François de France duc d'Alençon. Licencié en 1583, il est rétabli en juin 1585 et sert en Aunis et en Saintonge jusqu'en 1595.
- Régiment de La Braugelie

Le régiment est levé le 23 mai 1646 par Nicolas Joumart de La Braugelie dans le cadre de la guerre de Trente Ans. Il se trouve aux sièges de Piombino et de Portolongone en 1646, au siège de Crémone en 1647. Il est mis en garnison dans cette place et il est licencié le 12 décembre 1659.
- Régiment de La Brosse

C'est l'ancien régiment de Bueil-Racan, qui est renommé « régiment de La Brosse » en 1712 et qui prend le nom de régiment de Boufflers-Rémiancourt en 1713.
- Régiment de La Castelière 

C'est un régiment ligueur, formé en janvier 1589, dans le cadre de la huitième guerre de Religion, par N. de La Castelière. En 1589, il participe à la défense de Paris, en 1590 il se trouve à la bataille d'Ivry et il est licencié la même année.
- Régiment de La Chabrouillaye

C'est l'ancien régiment de Montmège, qui, après avoir été donné à N. de La Chabrouillaye est renommé « régiment de La Chabrouillaye » en mai 1641. Il se trouve au siège de Dieuze en 1642 et est licencié après la campagne.
- Régiment de La Chanterie 

Ce régiment est levé en 1589, dans le cadre de la huitième guerre de Religion, pour la ligue, par N. de La Chanterie. En 1590, il est participe à la défense de Saint-Denis et est détruit près de Noyon en 1591.
- Régiment de La Chapelle-Balou

Le régiment est levé le 5 mai 1616, par Jean de Thiercelin de Rance de La Chapelle-Balou. Il participe au siège de Chinon et est réformé le 1er décembre 1616. Rétabli le 5 juillet 1620, il sert en Berry et prend part en 1621, au siège de Sancerre, puis en 1622 au siège de Montpellier en 1622. De nouveau réformé 1er novembre 1622 il est une nouvelle fois rétabli le 3 avril 1628 dans le cadre des rébellions huguenotes et participe siège de la Rochelle. Il est licencié en novembre 1628 après la capitulation de la cité protestante.
- Régiment de La Chapelle-Biron

Le régiment est levé le 20 mars 1635 par N. de La Chapelle-Biron, dans le cadre de la guerre de Trente Ans. Il est envoyé au secours de Mayence puis il est liencié le 22 juin 1636.
- Régiment de La Chastaigneraye

Ce régiment est levé en mai 1585, par Jean de Vivonne de La Chastaigneraye, dans le cadre de la huitième guerre de Religion. Devenu ligueur en 1587, il se trouve aux prises de Mauléon et de Montaigu, en 1588 au siège de La Garnache puis à l'attaque de Tours en 1589 et à la Bataille d'Ivry en 1590 durant laquelle son mestre de camp y est tué et le régiment est alors dispersé.

Régiment de La Châtre (1684-1702)
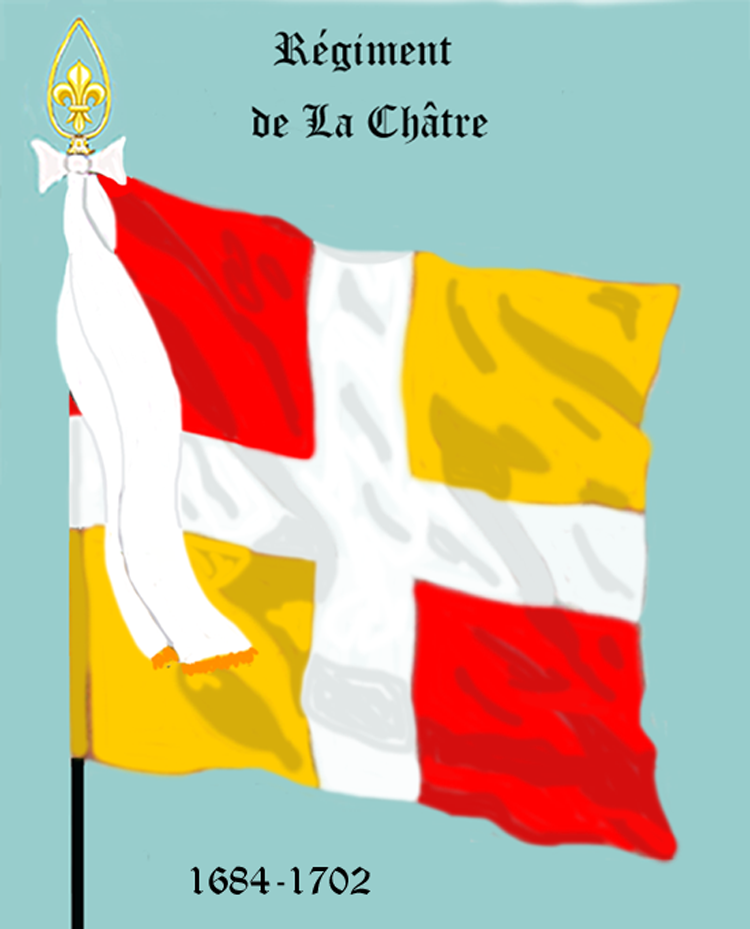
de 1684 à 1702

C'est l'ancien régiment d'Humières (1677-1684), qui est renommé « régiment de La Châtre » le 16 mai 1684 et qui prend le nom de régiment de Saint-Sulpice le 29 janvier 1702.
- Régiment de La Châtre (1684-1702)
- de 1684 à 1702

- Régiment de La Châtre (1689-1698)

Le régiment est formé 1er janvier 1689 des milices de Berry, par le marquis de La Châtre. Dans le cadre de la guerre de la Ligue d'Augsbourg, il rejoint l'armée de Flandre, avec laquelle il se trouve à la bataille de Neerwinden en 1693 et les campagnes de 1696 et 1697 sur la Meuse. Il est licencié le 30 mars 1698.
- Régiment de La Chenelaye

C'est l'ancien régiment de Grancey, qui est renommé « régiment de La Chenelaye » le 23 mars 1707 et qui prend le nom de régiment de Souvré le 13 octobre 1730.

Régiment de La Chenelaye
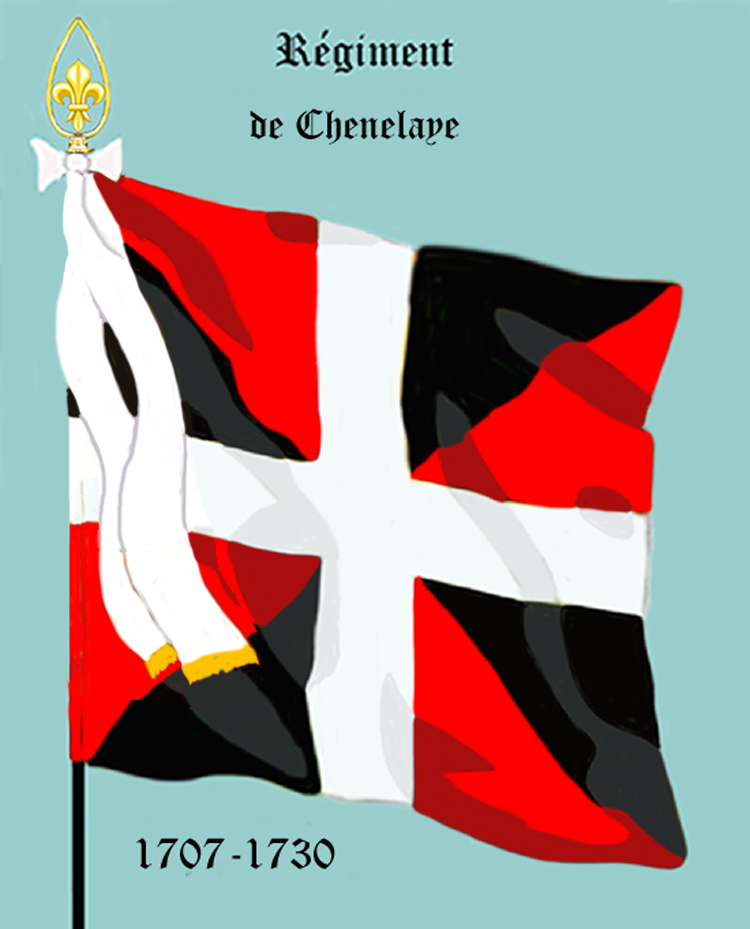
de 1707 à 1730

- Régiment de La Clavière

C'est l'ancien régiment d'Espenan, qui, après avoir été donné à Étienne de Chamborand de La Clavière est renommé « régiment La Clavière » le 26 mai 1646. Il est licencié le 6 août 1651.
- Régiment de La Coche 

C'est un régiment protestant, formé à Grenoble en septembre 1568, dans le cadre de la troisième guerre de Religion, par N. de La Coche. Le régiment sert en Lorraine et est détruit en novembre 1568 par Claude duc d'Aumale, lors de la bataille de Saint-Quirin.

Régiment de La Cour au Chantre
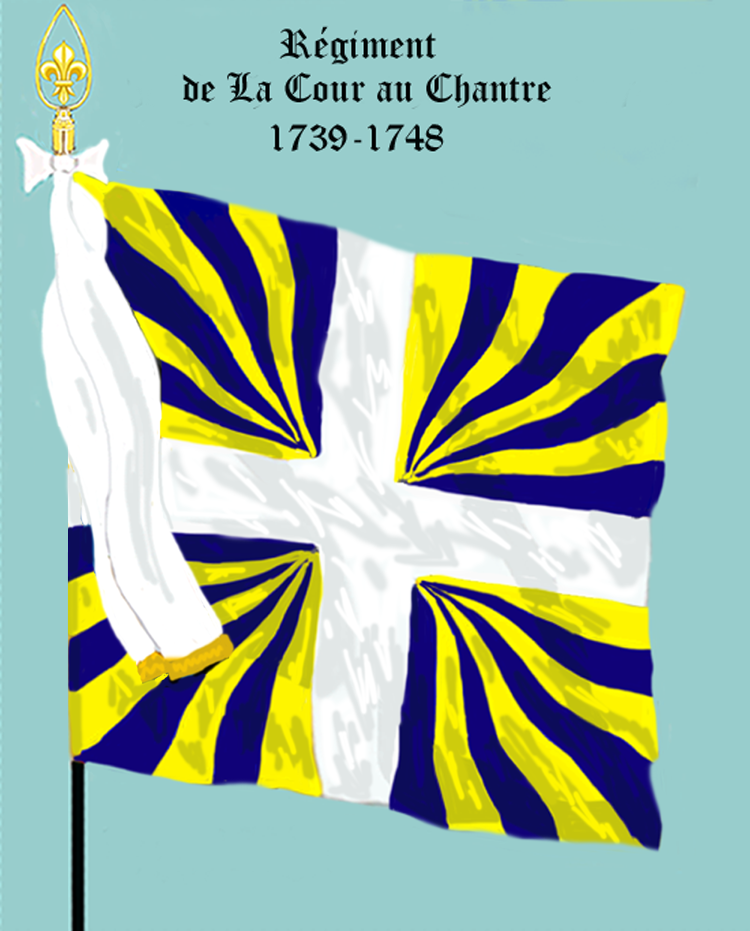
de 1739 à 1748

C'est l'ancien régiment de Bezenwald, qui est renommé « régiment de La Cour au Chantre » le 26 octobre 1738 et qui prend le nom de régiment de Granvillars (où Grand Villars) le 12 mai 1748.
- Régiment de La Cour au Chantre
- de 1739 à 1748

- Régiment de La Courbe

Ce régiment est levé en 1588, dans le Poitou, par N. de La Courbe, dans le cadre de la huitième guerre de Religion. En 1588, il participe à la prise de Marans et au blocus de Poitiers en 1591. Il est licencié en 1591.
- Régiment de La Couronne (1638-1661)

Ce régiment est levé sous ce titre le 10 février 1638, dans le cadre de la guerre franco-espagnole, par Henri d'Escoubleau de Sourdis, archevêque de Bordeaux. Affecté à l'armée de Navarre, il se trouve à la prise de Fontarabie, au combat de Gattari en 1638, au secours de Salses en 1639, aux sièges de Collioure et de Perpignan en 1642. Donné le 15 janvier 1643 à Frédéric-Charles de La Rochefoucauld, comte de Roye, il rejoint l'armée d'Allemagne et participe à la bataille de Fribourg et à la conquête du Palatinat en 1644. Il rentre d'Allemagne en 1649, participe au siège de Condé, puis il suit la fortune de Turenne en 1650 avec lequel il se trouve aux combats de Bléneau et d'Étampes en 1652, et au siège de Sainte-Ménehould en 1653. Donné en avril 1654 à Jacques Henry de Durfort, comte de Duras avec lequel il s'illustre au siège de Landrecies en 1655, au siège de Valenciennes en 1656, au siège de Saint-Venant en 1657 à la prise d'Audenaerde et à la bataille des Dunes en 1658. Ce régiment est désigné quelquefois vers cette époque sous le nom de régiment de Rochepère du nom du lieutenant-colonel de Rochepère, qui le commandait pour Jacques Henry de Durfort, comte de Duras. Le régiment est incorporé en 1661 dans le régiment de Lorges (1661-1665) qui deviendra le régiment d'Aquitaine.
- Régiment de La Couronne,.

C'est l'ancien régiment d'Artois (1667-1673), qui prend le titre de « régiment de La Couronne » en 1673. Le 23 décembre 1698 il reçoit l'incorporation du régiment d'Hautefort (1695-1698). Par ordonnance du 30 janvier 1778, la compagnie de grenadiers du bataillon de garnison du régiment forme le régiment des grenadiers royaux de la Normandie. Le « régiment de La Couronne » est devenu depuis la Révolution le 45e régiment d'infanterie de ligne.

Régiment de La Couronne
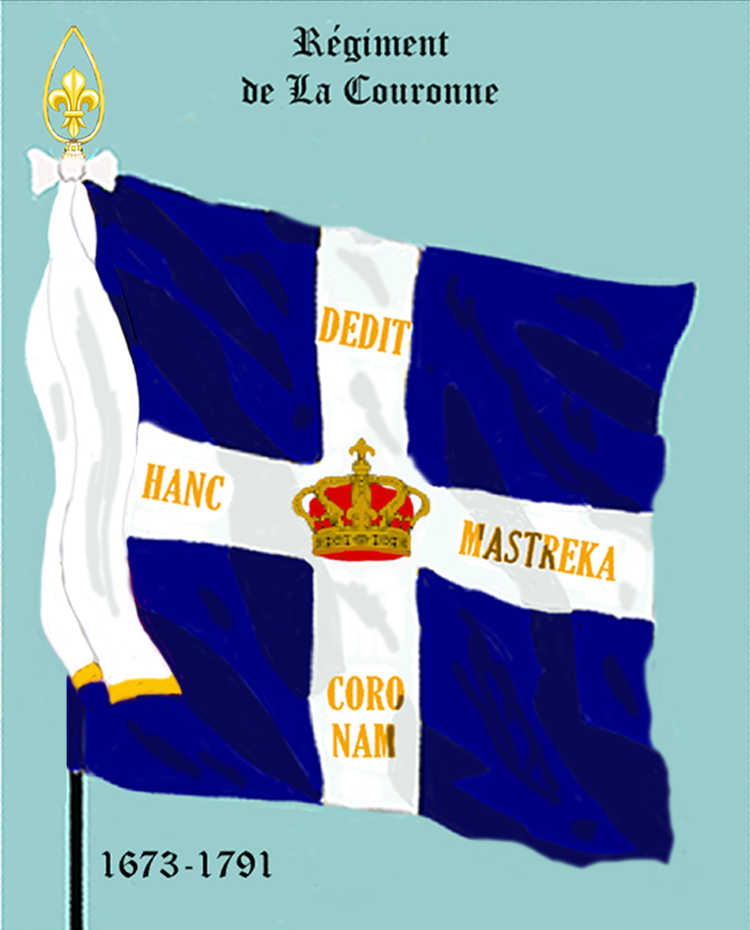
de 1673 à 1791
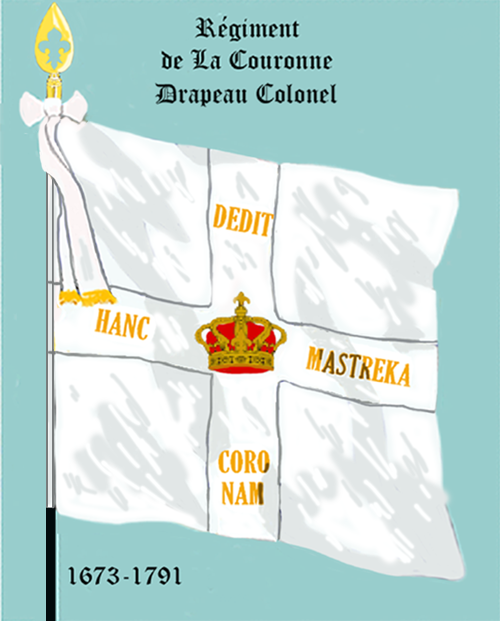
drapeau colonel

- Régiment de La Croix (1589-1595)

Ce régiment est levé en mai 1589, dans le cadre de la huitième guerre de Religion, par N. de La Croix. En 1590, il participe à la bataille d'Ivry et en 1595 à l'attaque de Ham durant laquelle le mestre de camp est tué et le régiment détruit.
- Régiment de La Croix (1590-1591) 

C'est un régiment ligueur, levé en 1590, dans le cadre la huitième guerre de Religion, par N. de La Croix. Il est détruit en 1591 en cherchant à se jeter dans Chartres.
- Régiment de La Cru

Le régiment est levé le 20 mars 1702 par N. de La Cru. Engagé dans la guerre de Succession d'Espagne il sert dans l'armée de Flandre. Il prend le nom de régiment de Caraman après avoir été donné en 1705 à N. Riquet de Caraman.
- Régiment de La Dauphine 

Ce régiment allemand est levé sous ce titre, le 1er juillet 1747, par Henri-Auguste, comte de Friezen. Engagé dans la guerre de Succession d'Autriche, il rejoint l'armée de Flandre et participe au siège de Maastricht en 1616. Il est donné le 11 avril 1755 à Adam, comte de Lowenhaupt et se trouve au camp de la Sambre à Aymeries en 1755. Dans le cadre de la guerre de Sept Ans et est Affecté à l'armée d'Allemagne eh 1757, et il participe à la bataille d'Haastembeck, à la conquête du Hanovre en 1757, aux batailles de Sandershausen et de Lutzelberg en 1758, et à la bataille de Minden en 1759. Il est incorporé le 18 février 1760 dans le régiment Royal-Bavière. Ce régiment portait habit bleu, parements, revers et collet rouges; boutons jaunes; revers garni de six boutons de deux en deux et d'un septième en haut; trois boutons sous le revers du côté gauche; pattes de poches en travers garnies de trois boutons; culotte et veste avec quatre boutons; chapeau bordé d'or.
- Régiment de La Douze

Le régiment est levé le 7 juillet 1621 par Charles d'Abzac marquis de La Douze, dans le cadre de la répression organisée contre les Huguenots. En 1621, il se trouve aux sièges de Montauban et de Monheur. En 1622, il participe aux sièges de Royan, de Saint-Antonin et de Montpellier avant d'être réformé le 14 février 1623. Rétabli le 31 juillet 1639 dans le cadre de la guerre franco-espagnole, il est affecté à l'armée d'Italie et se trouve au combat de La Route (La Rotta), en Piémont, près de Carmagnole. En 1640, il est au siège de Turin. Passé à l'armée de Roussillon en 1641, il setrouve cette année là au siège d'Elne et l'année suivante aux sièges de Collioure et de Perpignan avant de retourner à retourner à l'armée d'Italie. Le régiment est licencié en 1648.
- Régiment de La Faille 

Ce régiment wallon est levé le 2 janvier 1702 par N. de La Faille. Engagé dans la guerre de Succession d'Espagne, il est affecté à l'armée de Flandre et participe à la surprise de Gand en 1708. Il est licencié en 1709.
- Régiment de La Fare (1647-1648)

Ce régiment est levé le 13 juin 1647 par Antoine, baron de La Fare dans le cadre de la guerre de Trente Ans. Affecté à l'armée d'Italie, il se trouve au siège de Crémone, ou le mestre de camp y est grièvement blessé. Le 3 janvier 1648 le régiment d'Estrades (1640-1648), alors à l'armée d'Italie, est incorporé dans le « régiment de La Fare ». Il prend le nom de régiment d'Estrades après avoir été donné le 1er septembre 1648 à Godefroy, comte d'Estrades.
- Régiment de La Fare (1648-1654)

C'est l'ancien régiment du Cardinal de Sainte-Cécile, qui est renommé « régiment de La Fare » le 1er septembre 1648 après avoir été donné au mestre de camp à Antoine, baron de La Fare. Affecté à l'armée de Catalogne, il se trouve à la défense de Barcelone en 1651, et au siège de Sainte-Ménéhould en 1653. Il est incorporé en mars 1654 dans le régiment de La Fare (1648-1656), un autre régiment du baron de la Fare.
- Régiment de La Fare (1648-1656)

C'est l'ancien régiment de La Trousse, qui est renommé « régiment de La Fare » le 12 août 1648 après avoir été donné à Charles, marquis de La Fare qui est remplacé lui-même le 6 mars 1654 par Antoine, baron de La Fare. En mars 1654, il reçoit l'incorporation du régiment de La Fare (1648-1654), un autre régiment du baron de la Fare. Le régiment participe au siège de Landrecies en 1655 et il est licencié le 5 janvier 1656.
- Régiment de La Fare-Soustelle (1702-1714)

Ce régiment est levé le 7 mai 1702 par Charles-Auguste, comte de La Fare-Soustelle dans le cadre de la guerre de Succession d'Espagne. Il fait la campagne de 1703 contre les Camisards du Languedoc, puis il participe à la conquête de la Savoie en 1705, et au siège et bataille de Turin en 1706. Envoyé en Guyenne en 1707, il rejoint l'armée de Dauphiné de 1708 à 1711 puis l'armée de Flandre en 1712 avec laquelle il se trouve, la même année, à la bataille de Denain, et sièges de Douai, de Le Quesnoy et de Bouchain. Il est licencié le 7 octobre 1714.
- Régiment de La Fère

C'est l'ancien régiment de Mazarin-Français (1654-1661), qui prend le 3 janvier 1647, le titre de régiment de La Fère en 1661 après la mort du cardinal Mazarin. Par ordonnance du 30 janvier 1778, une compagnie du régiment forme le régiment des grenadiers royaux de la Bretagne. Le « régiment de Fère » est devenu depuis la Révolution le 52e régiment d'infanterie de ligne.
- Régiment de La Fère artillerie

Le « régiment d'artillerie de La Fère » est formé le 13 août 1765 de la brigade de Saint-Auban du régiment Royal-Artillerie. Le « régiment de La Fère artillerie » est devenu depuis la Révolution le 1er régiment d'artillerie.
- Régiment provincial d'artillerie de La Fère-Artillerie

C'est un régiment provincial qui est créé par l'ordonnance du 30 janvier 1778. Ce régiment est formé des bataillons de Châlons et de Saint-Dizier sous le commandement des colonels, comte de Joviac en 1778, comte d'Esnos en 1780, comte de Cunchy de Fleury, en 1788. Par ordonnance du 30 janvier 1778, les deux compagnies du régiment forment le régiment des grenadiers royaux de la Champagne.
- Régiment de La Ferté (1636-1639)

Ce régiment est levé le 6 mars 1636 par N. de La Ferté, dans le cadre de la guerre de Trente Ans. Affecté à l'armée d'Italie, il combat à Buffalora (it) en 1636, puis passe en Picardie ou il fait le siège d'Hesdin en 1639. Il est licencié cette même année.
- Régiment de La Ferté (1647-1657)

C'est l'ancien régiment de Calvisson (1642-1647), qui prend le 3 janvier 1647, le nom de « régiment de La Ferté » après avoir été donné à Henri de Sennectère, duc de La Ferté. Dans le cadre de la guerre franco-espagnole, il est envoyé en Picardie et participe au siège d'Ypres, et à la bataille de Lens en 1648. Il fait partie de l'armée de Lorraine pendant la Fronde et se trouve aux prises de Rethel et de Mouzon en 1653, à la prise de Belfort et de Clermont-en-Argonne en 1654, aux prises de Landrecies et de Condé en 1655. Le régiment est licencié en 1657.
- Régiment de La Ferté-Senneterre

Ce régiment est levé le 20 mai 1651 par Henri, duc de La Ferté-Sennectère. Il prend en 1685 le titre de régiment de La Sarre.
- Régiment de La Feuillade (1640-1643)

Ce régiment est levé le 22 février 1640 par Léon d'Aubusson, comte de La Feuillade, dans le cadre de la guerre de Trente Ans. Il participe au siège d'Arras en 1640, au siège d'Aire en 1641, et au siège de Thionville en 1643. Il est licencié après cette campagne.
- Régiment de La Feuillade (1652-1656)

C'est l'ancien régiment de La Tour-Rauquelaure, qui est renommé « régiment de La Feuillade » après avoir été donné en octobre 1652 à François d'Aubusson comte de La Feuillade. Dans le cadre de la guerre de Trente Ans, le régiment se trouve au siège du Quesnoy en 1655 et au siège de Valenciennes en 1656. Il prend le nom de régiment du Bout du Bois après avoir été donné à N. du Bout du Bois, en 1656 après la prise de Valenciennes.
- Régiment de La Feuillade (1704-1708)

Ce régiment est levé le 1er janvier 1704 par Louis d'Aubusson, duc de La Feuillade. Engagé dans la guerre de Succession d'Espagne, il participe à la soumission de la Savoie et du comté de Nice en 1705, au siège et bataille de Turin en 1706 et il passe sur les Alpes en 1707. Il prend le nom de régiment de Mancini (1708-1709) après été donné en février 1708 à N. de Mancini.
- Régiment de La Flosselière

Ce régiment est levé en 1619, pour la Reine-Mère, Marie de Médicis, par N. marquis de La Flosselière. En 1620, il participe à la défense des Ponts-de-Cé et est licencié le 13 août 1620 à la paix de Loudun.
- Régiment de La Fons

C'est l'ancien régiment de Villenouvet, qui prend le titre de « régiment de La Fons » le 19 janvier 1706 après avoir été donné à N. La Fons. Engagé dans la guerre de Succession d'Espagne, il prend le nom de régiment de Matha (1710-1714) en 1710 après avoir été donné à N. de Bourdeilles, comte de Matha.
- Régiment de La Force (1625-1631)

Le régiment est levé le 17 janvier 1625 par Jacques Nompar de Caumont duc de La Force. Il prend le nom de régiment de Castelmoron en 1631.
- Régiment de La Force (1695-1698),

Le régiment est levé le 25 décembre 1695 par N. de Caumont de La Force dans le cadre de la guerre de la Ligue d’Augsbourg. En 1696, il est affecté à l'armée d'Italie puis à l'armée de la Meuse en 1697. Il est licencié le 30 décembre 1698.
- Régiment de La Force (1705-1711)

C'est l'ancien régiment de Bouzols, qui prend le titre de « régiment de La Force » en 1705 après avoir été donné à N. marquis de Caumont La Force. Engagé dans la guerre de Succession d'Espagne, il sert dans l'armée de Catalogne en 1706, et se trouve au siège de Barcelone. Il passe à l'armée de Roussillon en 1708 et retourne à l'armée de Catalogne en 1710. Il prend le nom de régiment de Lassay après avoir été donné en 1711 à N. de Madaillan de Lesparre, chevalier de Lassay.
- Régiment de La Forest

Ce régiment est levé en 1588, dans le Poitou, par N. de La Forest-Bourdesault dans le cadre de la huitième guerre de Religion. En 1588, il participe à la prise de Marans, puis en 1591 au blocus de Poitiers et au siège de Mirebeau. Il est licencié en 1591.

Régiment de La Frezelière
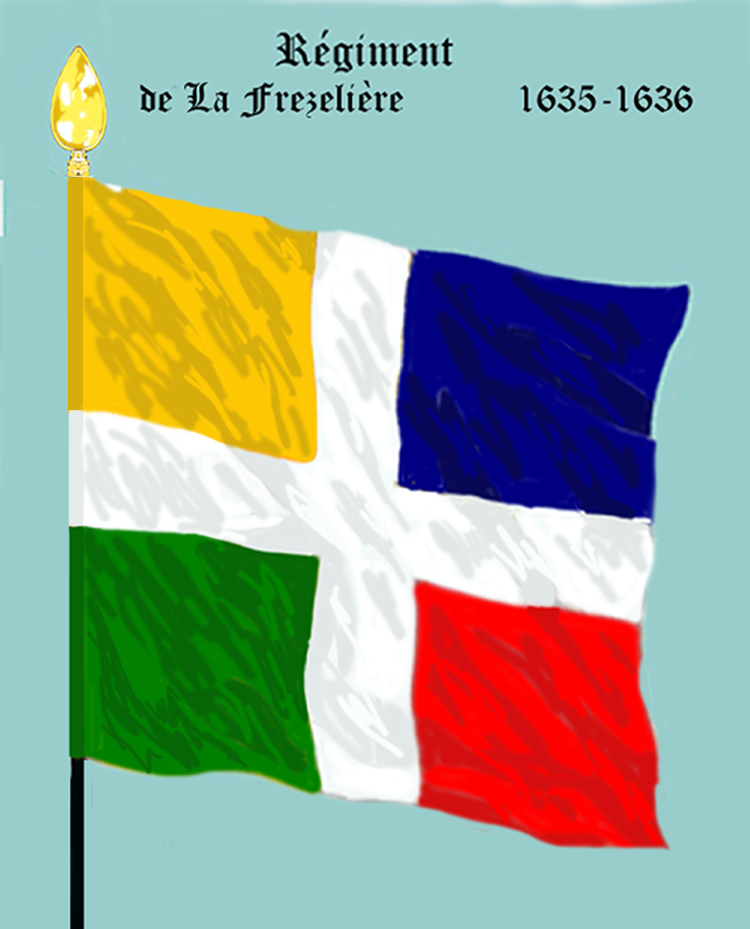
de 1635 à 1636

C'est l'ancien régiment de Sainte-Offange, qui donné à Isaac Frezeau, marquis de La Frezelière est renommé « régiment de La Frezelière » le 19 juillet 1635 et qui prend le nom de régiment de Touraine en mai 1636.
- Régiment de La Frezelière
- de 1635 à 1636

- Régiment de La Garde (1588-1592)

Ce régiment est levé en 1588 par Antoine Iscalin des Aymars, baron de La Garde, dans le cadre de la huitième guerre de Religion. En 1589, il participe au siège de Paris et à la bataille d'Arques. En 1590 il se trouve à l'attaque des faubourgs de Paris et en 1592 à la défense et reprise de Caudebec et il est licencié cette même année.
- Régiment de La Garde (1689-1695)

Le régiment est formé 1er janvier 1689 des milices de Caen, par le baron de La Garde. Engagé dans la guerre de la Ligue d'Augsbourg, il sert sur les côtes. Il prend le nom de régiment de Villiers en 1695 après avoir été donné à N. de Villiers
- Régiment de La Garenne 

C'est un régiment protestant, levé en 1575, dans le cadre de la cinquième guerre de Religion, par N. de La Garenne. Après avoir participé au secours de Montauban, il est licencié le 6 mai 1576 à la signature de l'édit de Beaulieu.
- Régiment de La Gervasais

C'est l'ancien régiment de Gondrin, qui est renommé « régiment de La Gervasais » le 26 juillet 1712 après avoir été donné à Auguste Nicolas Magon de La Gervaisais. Le 21 janvier 1714, il reçoit l'incorporation du régiment de Tavannes (1702-1714) et du régiment de Castelet. Le 20 mars 1714, il reçoit l'incorporation du régiment de Dampierre (1705-1714). Il prend le nom de régiment d'Antin le 10 mars 1734 après avoir été donné à Louis de Pardaillan de Gondrin, duc d'Antin.

Régiment de La Gervasais
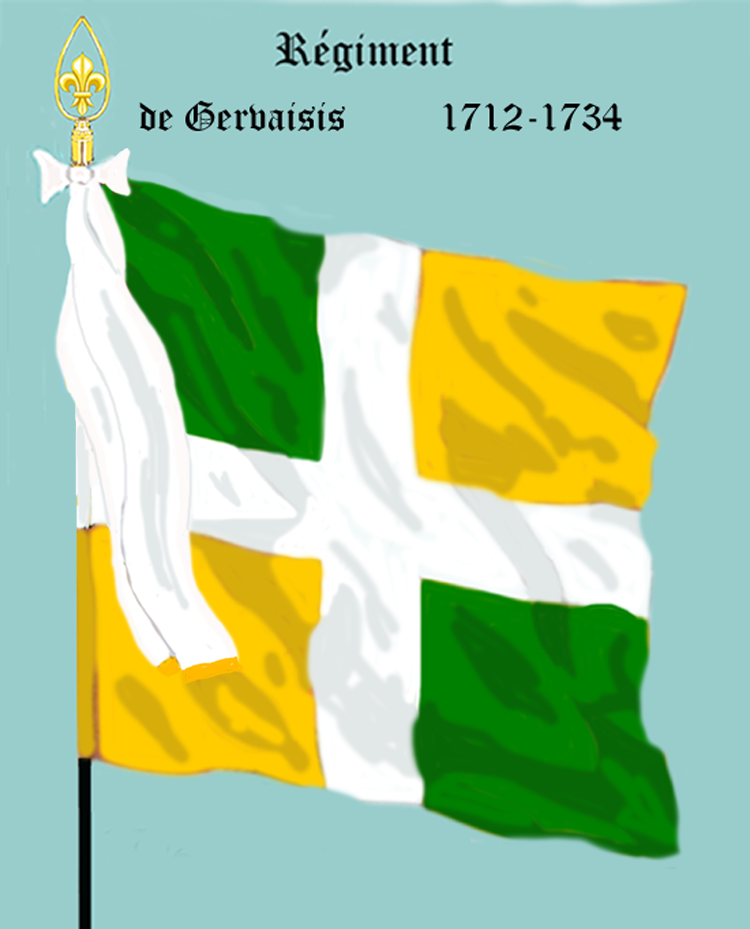
de 1712 à 1734

- Régiment de La Grandville 

Ce régiment protestant est levé en 1588 par N. de La Grandville, dans le cadre de la huitième guerre de Religion. En 1588, il participe à la reprise de Marans, aux prises de Niort et de Maillezais. En 1589, il est envoyé au secours de Tours et est licencié à la fin de la campagne.
- Régiment de La Grange

Le régiment est levé le 7 juillet 1621 par N. de La Grange, dans le cadre de la répression organisée contre les Huguenots. En 1622, il participe aux sièges de Poussin et de Montpellier. En 1625, le régiment fait partie de l'expédition contre Gênes et il est détruit lors de la prise de Novi.
- Régiment de La Grangerie

Le régiment est levé le 23 mai 1646 par N. La Grangerie dans le cadre de la guerre de Trente Ans. Il participe aux sièges de Piombino et de Portolongone en 1646, et Il est licencié après la campagne en 1654.
- Régiment de La Grise

Ce régiment est levé le 21 mai 1702 par N. de La Grise. Engagé dans la guerre de Succession d'Espagne il sert sur le Rhin et dans les Alpes. Il prend le nom de régiment de Montesson le 29 décembre 1706 après avoir été donné à Charles, comte de Montesson
- Régiment de La Guillotière

C'est l'ancien régiment de Modène, qui après avoir été donné à son mestre de camp lieutenant Michel d'Aits de La Guillotière prend le nom de « régiment de La Guillotière » le 31 mars 1649. Affecté à l'armée de Guyenne en 1652, il rejoint l'armée d'Italie en 1654, avec laquelle il se trouve au siège de Valenza en 1656, et au siège de Mortare en 1658. Il est licencié le 12 décembre 1659.
- Régiment de La Houssaye

C'est l'ancien régiment de Clermont (1702-1705), qui est renommé « régiment de La Houssaye » après avoir été donné le 14 janvier 1705 à Nicolas-Léon Phelippes de La Houssaye. Engagé dans la guerre de Succession d'Espagne, il prend le nom de régiment de Vassan après avoir été donné le 8 avril 1706 à Charles, marquis de Vassan.
- Régiment de La Ilhière

Le régiment est formé 1er janvier 1689 des milices de Soissons, par Louis de Polastron de La Ilhière-Lesdin. Durant la guerre de la Ligue d'Augsbourg, il reste dans les garnisons et est licencié le 15 juillet 1698.
- Régiment de La Jousselinière

Ce régiment est levé en 1619, pour la Reine-Mère, Marie de Médicis, par N. de La Jousselinière. En 1620, il participe à la défense des Ponts-de-Cé et est licencié le 13 août 1620 à la paix de Loudun.
- Régiment de La Lande

Ce régiment est levé le 3 décembre 1695 par N. du Deffant de La Lande. Engagé dans la guerre de la Ligue d'Augsbourg, il sert à l'armée de la Meuse. Il est réformé le 30 novembre 1698.
- Régiment de La Londe (1702-1706)

Ce régiment est levé le 18 janvier 1702 par N. chevalier de la Londe. Engagé dans la guerre de Succession d'Espagne il sert à l'armée du Rhin. Il prend le nom de régiment de Franclieu après avoir été donné le 4 février 1706 à N. de Franclieu.
- Régiment de La Londe (1706-1714)

Ce régiment est levé le 4 février 1706 par N. chevalier de la Londe. Engagé dans la guerre de Succession d'Espagne il sert dans les garnisons. Il est incorporé le 17 janvier 1714 dans le régiment de Champagne.
- Régiment de La Luzerne (1589-1598)

Ce régiment est levé le 20 avril 1589, dans le cadre de la huitième guerre de Religion, par Gabriel de Briqueville, marquis de La Luzerne. En 1589 il se trouve à la bataille d'Arques, puis l'année suivante à la bataille d'Ivry. En 1591 et 1592 il participe au siège de Rouen, à celui de La Fère en 1596 et celui d'Amiens en 1597. Le régiment est licencié le 6 mai 1598 après la paix de Vervins.
- Régiment de La Luzerne (1640-1641)

Ce régiment est levé le 21 juin 1640, dans le cadre de la guerre de Trente Ans, par N. de Bricqueville de La Luzerne. Il se trouve au siège de Turin et est licencié en 1641.
- Régiment de La Magnane

Ce régiment est levé en mai 1585, par N. comte de La Magnane, dans le cadre de la huitième guerre de Religion. En 1586 il sert en Poitou et il est licencié en 1587.
- Régiment de La Marche (1684-1762)

Ce régiment est créé sous ce titre, le 15 septembre 1684, et donné à Armand-Charles de Gontaut, baron de Biron. Engagé dans la guerre de la Ligue d'Augsbourg, il participe à la conquête du Palatinat en 1688 et rejoint l'armée de Flandre, avec laquelle il se trouve à la bataille de Walcourt en 1689, puis il participe, durant l'expédition d'Irlande en 1690, à la bataille de la Boyne et fait partie des six bataillons français qui se retirent sur Dublin avec leur artillerie sans être entamés. De retour en France, il est envoyé à l'armée des Alpes en 1691, et participe au siège de Nice, emporte le faubourg de Carmagnola, et à la défense de Suze. Il rejoint l'armée de Flandre, et assiste au siège de Namur, et à la bataille de Steinkerque en 1692, à la bataille de Neerwinden, au siège de Charleroi en 1693, au bombardement de Bruxelles en 1695 et au siège d'Ath en 1697. Dans le cadre de la guerre de Succession d'Espagne il rejoint l'armée d'Allemagne en 1701 et est donné le 15 février 1702 à Alexandre-Thomas du Bois de Fiennes, bailli de Givry, avec lequel il se trouve aux sièges de Brisach et de Landau, et à la bataille du Speyerbach en 1703 puis il est transféré l'armée des Alpes, et participe à la défense de Chambéry, et au siège de Suze en 1704, à la conquête du comté de Nice en 1705, au siège et à la bataille de Turin en 1706 et à la défense de Toulon en 1707. Il passe à l'armée de Dauphiné de 1708 à 1710, à l'armée de Catalogne en 1711, de Gérone (ca) puis au secours de Gérone (ca) en 1712, au siège de Barcelone en 1714. Il est donné le 1er février 1719, au marquis de la Ferté-Sennecterre et en 1731 à Jean-Charles de La Ferté, marquis de Sennectère puis le 10 mars 1734 à Charles-Bernardin-Godefroy Gigault, marquis de Bellefonds avec lequel il participe, lors de la guerre de Succession de Pologne, à l'expédition de Dantzig durant lequel il est fait prisonnier en Russie jusqu'en 1735. Il est donné le 6 juin 1741 à Vincent-Judes, marquis de Saint-Pern et dans le cadre de la guerre de Succession d'Autriche, il rejoint l'armée de Bavière jusqu'en 1743 avec laquelle il se trouve à la bataille de Dettingen puis rejoint l'armée de Flandre en 1744, et participe aux prises de Menin, d'Ypres et de Furnes en 1744 puis il passe en Alsace, et assiste à la bataille d'Augenheim, et au siège de Fribourg. Donné le 26 mai 1745 à Louis Drummond, comte de Melfort, il rejoint l'armée du Bas-Rhin puis l'armée de la Meuse en 1746 et se trouve aux prises de Mons, de Charleroi et de Namur, et à la bataille de Rocoux en 1746. Donné le 3 mars 1747 à Jean-Baptiste-Donatien de Vimeur, marquis de Rochambeau il se distingue à la bataille de Lauffeld en 1747 et au siège de Maastricht en 1616. Durant la guerre de Sept Ans, il fait partie de l'expédition de Minorque en 1756 puis rejoint l'armée de Westphalie, avec laquelle il se trouve à la bataille de Hastenbeck et à la conquête du Hanovre en 1757, à la bataille de Krefeld en 1758 puis il sert sur les côtes de 1759 à 1762. Il est donné 31 mars 1759 à Jacques-François, chevalier de Chastellux, et le 5 novembre 1761 à Anne-Louis du Quingo, marquis de Crenolle et il est licencié le 25 novembre 1762. Le régiment de La Marche avait six drapeaux. Les carrés étaient partagés en trois bandes perpendiculaires à la hampe; la bande du milieu jaune, les autres divisées en trois rectangles, bleu, rouge et feuille morte, en partant de la hampe. La tenue consistait en habit, petit collet et culotte blancs; veste et parements rouges; boutons jaunes; poches ordinaires garnies de cinq boutons, trois sur la manche; chapeau bordé d'or.
- Régiment de La Marche (1726-1727)

C'est l'ancien régiment de Brie (1684-1762), qui après avoir été donné à Louis-François de Bourbon-Conti, comte de La Marche prend le nom de « régiment de La Marche » le 22 juin 1726, et mis sous le commandement du colonel-lieutenant Guillaume, marquis du Bellay de La Courbe. Il est remis le 1er juin 1727 sous le titre de régiment de Brie (1684-1762).
- Régiment de La Marche-Prince (1753-1775)

C'est l'ancien régiment de Nivernais (1684-1753), qui est renommé « régiment de La Marche-Prince » le 9 février 1753 après avoir été donné à Louis-François-Joseph de Bourbon-Conti, comte de La Marche. Sous le commandement du colonel-lieutenant N. de La Clavière, marquis de Chamborand, il participe à la défense des côtes de Bretagne pendant la guerre de Sept-Ans. Le 20 février 1761, le commandement est passé au colonel-lieutenant, marquis de Causans avec lequel il occupe de 1762 à 1768 les garnisons de Bordeaux, de Rocroi, de Mont-Dauphin et de Monaco puis il fait les campagnes de 1768 et 1769 en Corse, puis il occupe de 1770 à 1775 Mont-Dauphin, Belfort, Toul, Calais et Philippeville, et le 17 avril 1774 le régiment passe sous la direction du colonel-lieutenant, Jacques-Vincent de Mauléon, comte de Causans. Le régiment est incorporé le 26 avril 1775 dans le régiment de Périgord. Les deux drapeaux d'ordonnance du régiment de de Nivernais avaient dans chaque carré trois bandes perpendiculaires à la hampe, une feuille morte, une bleue et une isabelle, en commençant par le haut. Sous le comte de La Marche, les drapeaux prirent les couleurs de la maison de Conti, rouge et isabelle. Ce corps porta d'abord habit et culotte blancs; veste, collet et parements bleus; boutons blancs; poches garnies de quatre boutons; autant sur les manches; chapeau bordé d'argent. En 1616, on lui donna le collet et les parements violets, avec boutons et galon d'or.
- Régiment de La Marche-Prince (1775-1776)

C'est l'ancien régiment de Périgord (1684-1775), qui est renommé « régiment de La Marche-Prince » en 1775 après avoir reçu l'incorporation du régiment de La Marche et qui prend le nom de régiment de Conti en 1776.
- Régiment de La Marette

Le régiment est levé le 10 février 1641 par N. de La Marette, dans le cadre de la guerre de Trente Ans. Envoyé à l'armée d'Italie, Il participe au siège de Coni en 1641 durant lequel le mestre de camp est tué et le régiment est licencié cette même année.

Régiment de La Marine
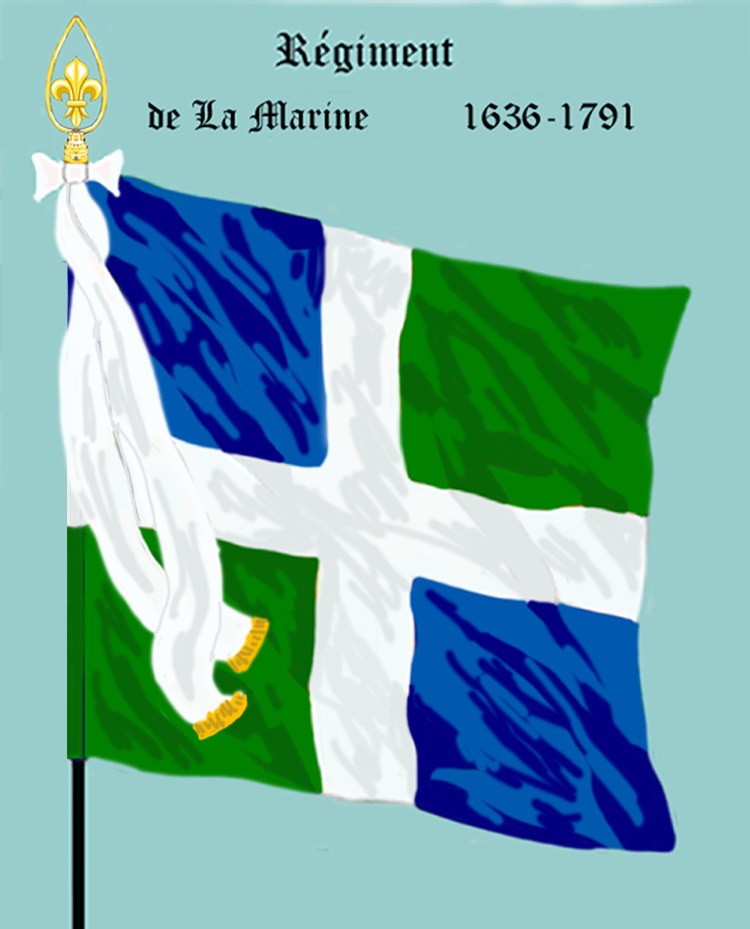
de 1636 à 1791

C'est l'ancien régiment Cardinal-Duc, qui prend en 1636 le nom de « régiment de La Marine ». En 1642 il reçoit le renfort du régiment de Sérignan. Le 28 août 1684 2 compagnies du régiment sont tirées pour permettre de former le régiment Royal-Bombardiers. Le 26 septembre 1684 un bataillon du régiment permet de former le régiment de Luxembourg. Le 29 juillet 1715 il reçoit l'incorporation d'une partie du régiment de Noé. Le 29 août 1715 il reçoit l'incorporation du régiment de Bellaffaire (1707-1715). Par ordonnance royale du 25 mars 1776, les 2e et 4e bataillons du régiment forment le régiment d'Auxerrois. Par ordonnance du 30 janvier 1778, la compagnie de grenadiers du bataillon de garnison du régiment forme le régiment des grenadiers royaux de la Champagne. Le « régiment de La Marine » est devenu depuis la Révolution le 11e régiment d'infanterie de ligne.
- Régiment de La Marine
- de 1636 à 1791

- Régiment de La Marine 

Le régiment de La Marine, arrive en France en 1689 et il passe au service de la France en septembre 1691. Sous les ordres du colonel, Nicolas Fitz-Gérald, il est engagé dans la guerre de la Ligue d'Augsbourg et sert sur les côtes de Normandie en 1692, à l'armée du Rhin de 1693 à 1695, à l'armée de la Moselle en 1696 et 1697. Il est incorporé le 27 février 1698 dans le régiment d'Albemarle.
- Régiment de La Marine du Levant

Le régiment est levé, sous ce titre, le 17 juin 1646 par le cardinal Mazarin dans le cadre de la guerre de Trente Ans. Sous le commandement du colonel-lieutenant Melchior de Gardes d'Agout, marquis de Vins, il participe aux sièges de Piombino et de Portolongone en 1646, au siège de Crémone en 1647 durant lequel le colonel-lieutenant y est très-grièvement blessé. Il est alors donné le 21 avril 1648 à N. de La Roque, qui y incorpore son régiment, le régiment de La Roque. Il est licencié en 1654.
- Régiment de La Marine de Piémont 

Ce régiment piémontais est admis le 24 octobre 1688 au service de France. Le 26 septembre 1690, après la défection du duc de Savoie Victor-Amédée, le régiment est cassé et incorporé dans le régiment de Montroux.

Régiment de La Mark
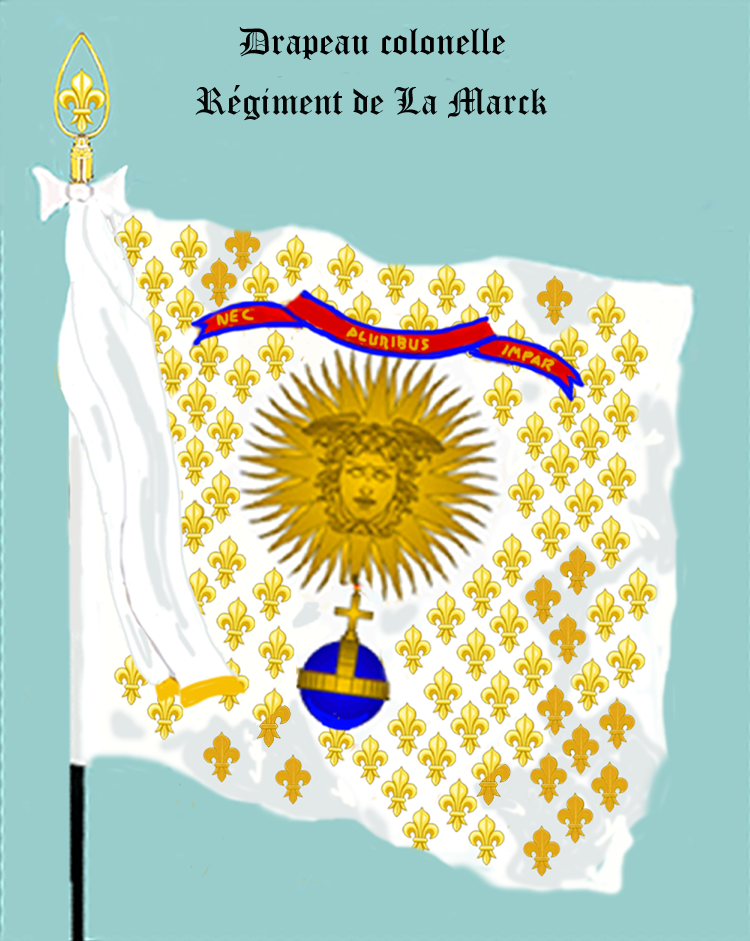
drapeau colonel
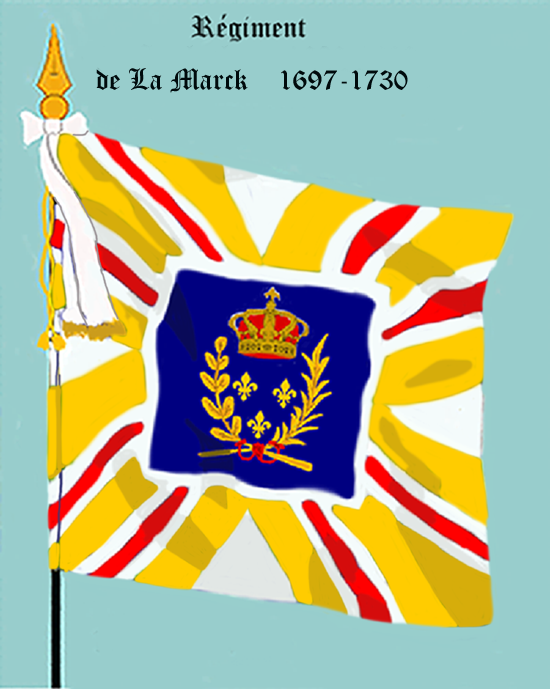
de 1697 à 1730
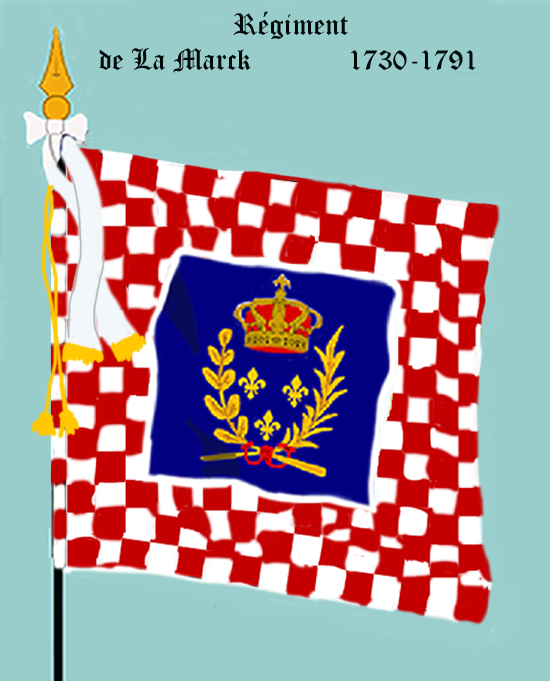
de 1730 à 1791

C'est l'ancien régiment de Surbeck (1686-1693), qui est renommé « régiment de La Mark » le 24 janvier 1693. Le 18 janvier 1760 il reçoit l'incorporation du 2e bataillon du régiment de Lowendal. Le « régiment de La Mark » est devenu depuis la Révolution le 77e régiment d'infanterie de ligne.
.
- Régiment de La Mark
- drapeau colonel
- de 1697 à 1730
- de 1730 à 1791

- Régiment de La Maurie 

C'est un régiment protestant, levé en juin 1585, dans le cadre de la huitième guerre de Religion, par N. de La Maurie. Après avoir participé à la siège de Tulle en 1585, le régiment passe au service des Pays-Bas en 1586. Son mestre de camp s'acquiert le surnom d'« Épouvante de la Frise ».
- Régiment de La Meilleraye (1615-1620)

Ce régiment est levé le 15 octobre 1615, par Charles Louis de Moy, marquis de La Meilleraye. Affecté à l'armée du maréchal de Boisdauphin. Réformé le 6 mai 1616, à la paix de Loudun, il est rétabli le 9 septembre 1616, il est à nouveau réformé le 1er décembre 1616 et une nouvelle fois rétabli le 5 juillet 1620, il participe à l'attaque des Ponts-de-Cé et est licencié après la campagne.
- Régiment de La Meilleraye (1627-1656)

Ce régiment est levé le 20 septembre 1627 par Charles de La Porte, marquis de La Mailleraye. En 1627 et 1628, engagé dans la répression de la troisième rébellion huguenote, il se trouve au siège de La Rochelle. En 1629, dans le cadre de la guerre de Trente Ans, il se trouve à l'attaque du Pas-de-Suze et en 1630, au combat du pont de Carignan. Il effectue la campagne de 1632 en Bretagne puis passe en Lorraine en 1634 ou il participe au siège de La Mothe, puis en 1635, au combat des Avins et à la prise de Tirlemont, en 1636 au siège de Dôle, en 1637 aux sièges de Landrecies, de Maubeuge et de La Capelle, en 1639 au sièges de Lillers, d'Hesdin et de Saint-Omer, en 1640 à la prise de Charlemont et au siège d'Arras, en 1641 au siège d'Aire et de La Bassée, en 1642 au siège de Collioure et de Perpignan et en 1643 à la bataille de Rocroi. Il fait les campagnes de 1644 et 1645 en Picardie puis participe à l'expédition des présides de Toscane en 1646 et aux prises de Piombino et de Porlolongone. Il reste en Italie jusqu'en 1648, puis sert en Poitou et Saintonge en 1650. Il est licencié en 1656.
- Régiment de La Mothe (1585-1590)

Ce régiment est levé en mai 1585, par N. de La Mothe-Chérergeau, dans le cadre de la huitième guerre de Religion. En 1586 il participe au combat de Melle puis en 1590 à l'attaque des faubourgs de Paris et il est licencié après cette campagne.
- Régiment de La Mothe (1695-1590)

Ce régiment est levé le 17 novembre 1695 par Eléonor-Clément de Guillaud, comte de La Mothe. Engagé dans la guerre de la Ligue d'Augsbourg, il sert à l'armée de Flandre. Il est réformé le 30 décembre 1698, après le traité de Ryswick.
- Régiment de La Mothe-Houdancourt (1633-1647)

Ce régiment est levé le 10 août 1633, par Philippe, comte de La Mothe-Houdancourt, dans le cadre de la guerre de Trente Ans. En 1633, il se trouve au siège de Nancy puis il rejoint l'armée de Picardie en 1634 avec laquelle il participe à la bataille d'Avein et à la prise de Louvain en 1635. En 1636, il participe à la défense de Saint-Jean-de-Losne puis il passe à l'armée du Rhin en 1637 avec laquelle il se trouve au combat de la Kintzig avant de revenir en Bourgogne en 1638 et de participer aux prises de Poligny, de Lunéville et de Brisach puis à la prise de Blamont en 1639. Il passe, la même année, en Piémont et il se trouve au combat de La Route (La Rotta), en Piémont, près de Carmagnole puis aux sièges de Casal et de Turin en 1640. Envoyé à l'armée de Roussillon en 1641 il participe au siège de Tarragone (ca) puis en 1642 à la bataille de Lérida. Le régiment reste en Catalogne jusqu'en 1646 où il fait partie à l'expédition des présides de Toscane la même année et est mis en garnison à Piombino. Il prend le nom de régiment de La Tour-Noaillac le 22 février 1647 après avoir été donné à Melchior de La Tour-Noaillac.
- Régiment de La Mothe-Houdancourt (1652-1656)

Le régiment est levé le 7 janvier 1652 par Philippe, comte de La Mothe-Houdancourt. Il est licencié en 1656.
- Régiment de La Mothe-Houdancourt (1702-1709)

Le régiment est levé le 25 juillet 1702 par N. de La Mothe-Houdancourt. Engagé dans la guerre de Succession d'Espagne, il prend le nom de régiment de Ghistelles après avoir été donné vers 1709 à N. de Ghistelles.
- Régiment de La Mothe-d'Hugues

C'est l'ancien régiment de Lassay (1702-1710), qui est renommé « régiment de La Mothe-d'Hugues » le 26 avril 1710 après avoir été donné à N., marquis de La Mothe d'Hugues. Engagé dans la guerre de Succession d'Espagne, il rejoint l'armée de Flandre en 1710, il participe à la bataille de Denain, et aux prises de Douai, du Quesnoy et de Bouchain en 1712. Il est licencié le 30 octobre 1714.
- Régiment de La Motherie

Ce régiment est levé le 1er septembre 1647, par N. de La Motherie, pour tenir garnison à Armentières. Il est licencié en décembre 1658.
- Régiment de La Motte (1702-1709)

Le régiment est levé le 25 juillet 1702, par Eléonor-Clément de Guillaud, comte de La Motte. Engagé dans la guerre de Succession d'Espagne, il sert à l'armée d'Allemagne en 1702, à l'armée de Bavière en 1703 et 1704 et se trouve aux prisesd'Ulm et d'Augsbourg en 1703, et à la bataille d'Höchstädt 1704. Il rejoint l'armée de Flandre en 1705 avec laquelle il participe à la bataille de Ramillies, et à la défense d'Ostende en 1706, à la bataille d'Audenarde en 1708 et à la bataille de Malplaquet en 1709 durant laquelle le colonel y est tué. Il prend le nom de régiment d'Artagnan (1709-1714) après avoir été donné le 10 décembre 1709 à Louis de Montesquiou, chevalier d'Artagnan.
- Régiment de La Motte (1712-1713)

C'est l'ancien régiment de Le Tellier, qui est renommé « régiment de La Motte » en 1712 après avoir été donné à N. de La Motte. Engagé dans la guerre de Succession d'Espagne, il reste dans les garnisons des places fortes de Flandre. Le régiment est licencié le 31 décembre 1713.
- Régiment de La Moulière

Ce régiment est levé le 8 février 1628 par N. de La Moulière. Il sert en Languedoc et est licencié le 20 août 1629.
- Régiment de La Mousson 

C'est un régiment protestant, formé dans le Languedoc en septembre 1568, dans le cadre de la troisième guerre de Religion, par N. de La Mousson. Affecté à l'armée dite des Vicomtes il participe, en 1569, à la campagne de Poitou et est licencié le 8 août 1570 à la paix de Saint-Germain-en-Laye.
- Régiment de La Noue (1569-1570) 

C'est l'ancien régiment protestant de Saint-Mégrin qui après la mort de François Estuer de Caussade, vicomte de Saint-Mégrin est remplacé, en 1569, par François de La Noue, dit Bras-de-Fer devient le « régiment de La Noue ». En 1569, dans le cadre de la troisième guerre de Religion le régiment participe au secours de Niort et à la bataille de Moncontour. Il est licencié le 8 août 1570 à la paix de Saint-Germain-en-Laye.
- Régiment de La Noue (1650-1650)

Le régiment est levé le 5 septembre 1650, par N. de La Noue. Il sert en Guyenne et est licencié après la campagne.
- Régiment de La Passe

Le régiment est levé le août 1625 par N. de La Passe dans le cadre de la répression de la deuxième rébellion huguenote. Il sert en Languedoc et est licencié en mai 1626 après la signature du traité de Paris.
- Régiment de La Planche

C'est l'ancien régiment de Belzunce (1704-1712), qui est renommé « régiment de La Planche » après avoir été donné en août 1712 à N. Desmortiers de La Planche. Engagé dans la guerre de Succession d'Espagne, il est licencié en 1714.
- Régiment de La Pommeraye

Ce régiment est levé 2 février 1632, dans le cadre de la guerre de Trente Ans par N. de La Pommeraye. Il sert sur le Rhin puis il est licencié en octobre 1632.
- Régiment de La Porte

Le régiment est levé le 19 avril 1655 par Armand-Charles, marquis de La Porte dans le cadre de la guerre franco-espagnole. Il se trouve aux prises de Landrecies, de Condé et de Saint-Ghislain et est licencié la même année.
- Régiment de La Prée

Ce régiment est levé en mars 1643 par N. de La Prée, dans le cadre de la guerre franco-espagnole. Il participe à la bataille de Rocroi et est licencié après la campagne.
- Régiment de La Puralière

Le régiment est levé le 20 septembre 1627 par N. de La Puralière dans le cadre de la répression de la troisième rébellion huguenote. Il participe au siège de La Rochelle et est licencié en novembre 1628 après la capitulation de la cité protestante.
- Régiment de La Raimbaudière

Ce régiment levé le 3 septembre 1702, par Pierre-Alexandre de Goyon, marquis de La Raimbaudière. Engagé dans la guerre de Succession d'Espagne, il sert toujours dans les garnisons. Il est incorporé le 21 janvier 1714 dans le régiment de Boufflers-Rémiancourt (1713-1718).
- Régiment de La Rainville

Ce régiment levé le 3 février 1617, par N. de La Rainville. Il prend le nom de |régiment de Menillet en 1621.
- Régiment de La Reine

C'est l'ancien régiment de Mazarin-Français (1659-1661), qui, après la mort du cardinal de Mazarin, est renommé « régiment de La Reine », du nom Marie-Thérèse d'Autriche, le 12 mars 1661. Il reçoit l'incorporation, en 1661, du régiment de Limousin (1650-1661). Le 23 décembre 1695 le bataillon d'Espiffaudière du « régiment de la Reine » forme le régiment de Siougeat. Le 1er février 1715 il reçoit l'incorporation du régiment d'Eppeville. Par ordonnance du 30 janvier 1778, une compagnie du régiment forme le régiment des grenadiers royaux de la Touraine. Le régiment de La Reine est devenu depuis la Révolution le 41e régiment d'infanterie de ligne.
- Régiment de La Reine d'Angleterre 

Le régiment de La Reine d'Angleterre, Marie de Modène épouse du roi d'Angleterre Jacques II, arrive en France en 1689 et il passe au service de la France en septembre 1691. Sous les ordres du colonel, François Wauchop,, il est engagé dans la guerre de la Ligue d'Augsbourg et sert à l'armée des Alpes en 1693, et se trouve à la bataille de La Marsaille, en 1693, durant laquelle le colonel y est tué. Le régiment est alors donné à Henri Luttrell qui mène le régiment au siège de Valenza en 1696 puis il rejoint l'armée de Catalogne, et participe au siège de Barcelone en 1697. Il est incorporé le 27 février 1698 dans le régiment de Luttrell.
- Régiment de La Reine Marie de Médicis

C'est l'ancien régiment des Gardes de la Reine-Mère, qui est rétabli sous le nom de « régiment de la Reine Marie de Médicis » le 20 septembre 1627 par Antoine de La Mothe-Houdancourt. Le régiment participe au siège de la Rochelle et est licencié en novembre 1628 après la capitulation de la cité protestante.
- Régiment de La Reine-Mère

Ce régiment est levé sous ce titre le 25 juin 1643 par François Marie de L'Hôpital, duc de Vitry. Il prend le titre de régiment d'Artois en 1667.

Régiment de La Reine-Mère
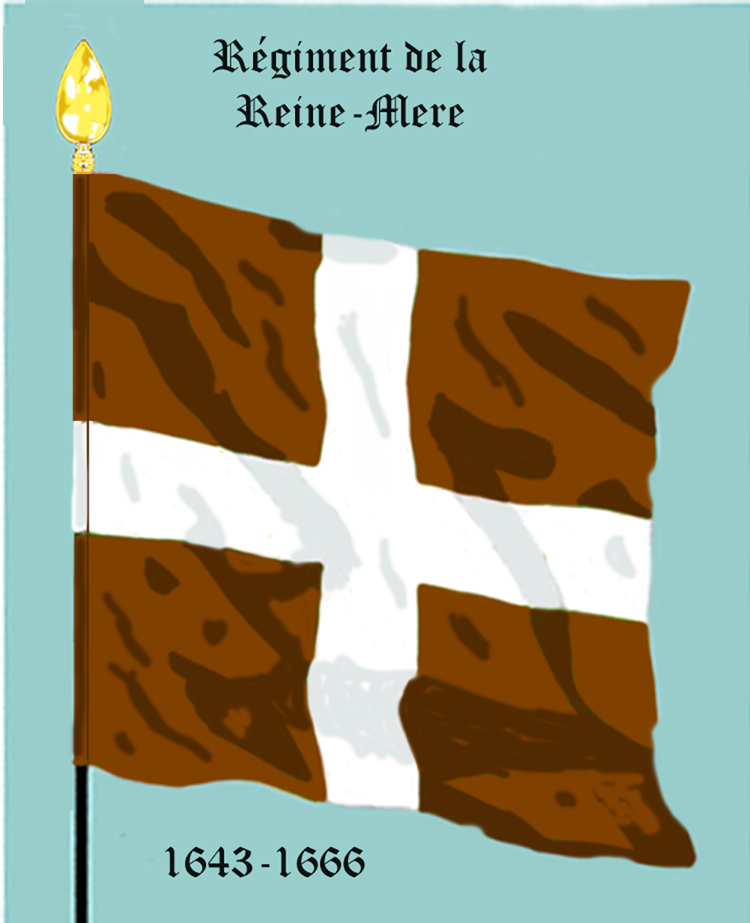
de 1643 à 1666

- Régiment de La Rivière-Castéras où régiment de La Rivière

C'est l'ancien régiment de Montluc (1702-1707), est renommé « régiment de La Rivière-Castéras » après avoir été donné le 20 février 1707 à Pierre de La Rivière-Castéras. Engagé dans la guerre de Succession d'Espagne il sert en Italie puis il passe en Flandre. Il est incorporé le 31 décembre 1713 dans le régiment Royal.
- Régiment de La Rivière-Puytaillé

C'est un régiment, formé en novembre 1568, dans le cadre de la troisième guerre de Religion, par N. de La Rivière-Puytaillé, pour la défense du bas-Poitou. Le mestre de camp meurt en février 1570 et est remplacé par le capitaine Chaperon qui prend alors le nom de régiment de Chaperon.
- Régiment de La Rochefoucauld 

Ce régiment protestant est levé en avril 1587, dans le cadre de la huitième guerre de Religion, par N. La Rochefoucauld. Le régiment participe au siège de Fontenay-le-Comte et est licencié la même année.
- Régiment de La Roche-Aymon

C'est l'ancien régiment de Stainville (1743-1745), est renommé « régiment de La Roche-Aymon » en 1745 et qui prend le nom de régiment de Royan en 1761.

Régiment de La Roche-Aymon
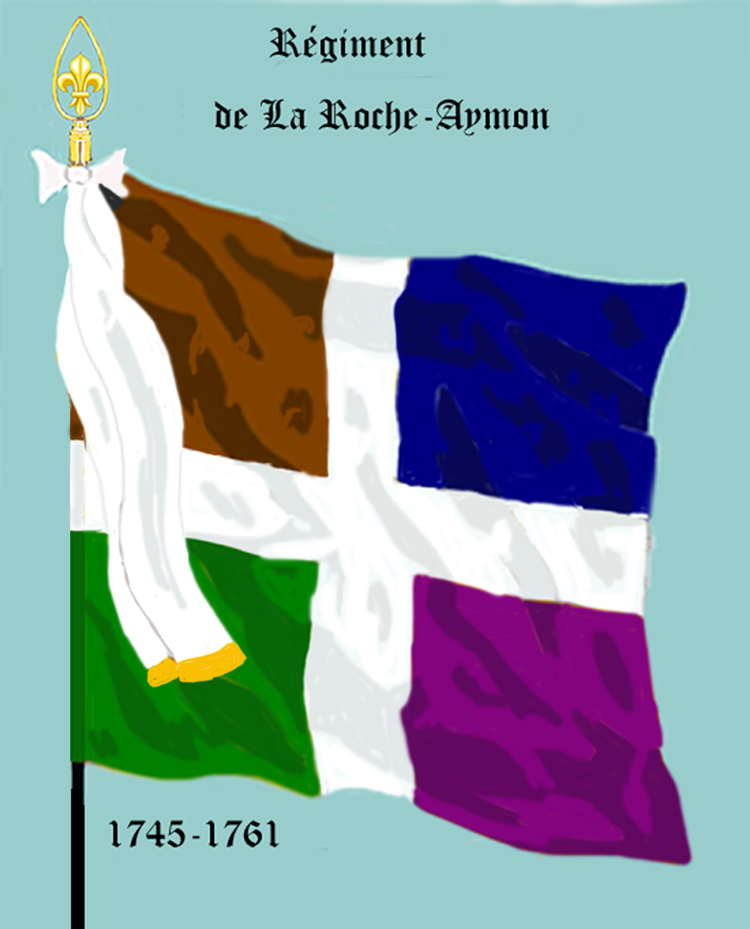
de 1745 à 1761

- Régiment de La Roche-Giffart

Le régiment est levé le 9 août 1636 par N. de La Roche-Giffart dans le cadre de la guerre de Trente Ans. Il sert en Champagne puis participe aux prises de Lunéville et de Brisach en 1638 et il est licencié après cette campagne.
- Régiment de La Roche-Guyon

C'est l'ancien régiment de Lannoy, qui est renommé « régiment de La Roche-Guyon » en 1643 après avoir été donné à Henri Roger du Plessis, comte de La Roche-Guyon. Dans le cadre la guerre de Trente Ans, il se trouve au siège de Gravelines en 1644, aux prises de Cassel et de Mardyk en 1645, et aux prises de Courtrai et de Bergues en 1646. Il est licencié en 1648.
- Régiment de La Roche-Montezon

Le régiment est levé en mai 1585, dans le cadre de la huitième guerre de Religion par N. de La Roche-Montezon. Il sert en Guyenne et est licencié après la campagne.
- Régiment de La Rochedumaine

Le régiment est levé le 3 décembre 1702 par N. de La Rochedumaine. Engagé dans la guerre de Succession d'Espagne il prend le nom de régiment de Desangles après avoir été donné le 20 juillet 1707 à Georges de Renard Desangles.
- Régiment de La Rochelle

C'est un régiment provincial qui est créé par ordonnance du 4 août 1771, en remplacement des milices provinciales. Ce régiment est formé du bataillon de Saint-Jean-d'Angély sous le commandement de Henri Antoine marquis de Thémines. Le régiment est supprimé par ordonnance du 15 décembre 1775 qui fait disparaître les troupes provinciales.
- Régiment de La Rochette (1635-1639) 

C'est l'ancien régiment liégeois d'Hénin, qui est prend le nom de « régiment de La Rochette » en 1635 après avoir été donné à N. de La Rochette. Il sert en Bourgogne puis il prend le nom de régiment de Marchin après avoir été donné en 1639 à Jean Gaspard Ferdinand, comte de Marchin.
- Régiment de La Rochette

Il est levé le 9 février 1640 par N. de La Rochette, pour tenir garnison à Turin. Il prend le nom de régiment de Souvigny après avoir été donné le 15 juillet 1641 à Jean de Gagnières, comte de Souvigny.
- Régiment de La Roche-Tulou

C'est l'ancien régiment de Desprez, qui est prend le nom de « régiment de La Roche-Tulou » après avoir été donné en 1705 à N. de La Roche-Tulou. Engagé dans la guerre de Succession d'Espagne il prend le nom de régiment de Rohan (1710-1714) après avoir été donné en 1710 à N. chevalier de Rohan.
- Régiment de La Roque (1646-1649)

Le régiment est levé le 23 mai 1646 par N. de La Roque dans le cadre de la guerre de Trente Ans. Il se trouve aux sièges de Piombino et de Portolongone en 1646, au siège de Crémone en 1647. Il est incorporé en 1649 dans le régiment de La Marine du Levant.
- Régiment de La Roque (1709-1714)

C'est l'ancien régiment de Thomassin de Saint-Paul, qui est renommé « régiment de La Roque » le 27 juillet 1709 après avoir été donné à N. de La Roque. Engagé dans la guerre de Succession d'Espagne il est licencié en 1714.
- Régiment de La Roque-Besnac 

C'est un régiment protestant, levé en 1577, dans le cadre de la sixième guerre de Religion, par N. de La Roque-Besnac. Après avoir participé aux sièges de Marmande et de Villefranche il est licencié le 17 septembre 1577 à la paix de Bergerac.
- Régiment de La Roquette

Le régiment est levé le 7 juillet 1621 par N. de La Roquette, dans le cadre de la répression organisée contre les Huguenots. En 1621, il participe au siège de Montauban puis en 1622 aux sièges de Tonneins et de Montpellier durant lequel son mestre de camp est tué. Il est licencié le 14 février 1623 après le traité de Montpellier.
- Régiment de La Roue

Le régiment est levé le 5 août 1637 par Balthazar, comte de La Roue, dans le cadre de la guerre de Trente Ans. Affecté à l'armée d'Italie, il est incorporé le 13 mars 1641 dans le régiment d'Auvergne.
- Régiment de La Salle

Le régiment est levé le 25 juillet 1652 par Louis de Caillebot, marquis de La Salle. Il est licencié la même année.
- Régiment de La Saludie

Le régiment est levé le 29 mars 1638 par N. de La Saludie, dans le cadre de la guerre de Trente Ans. Il se trouve au siège de Brisach en 1638 puis il est envoyé en garnison à Guise en 1639. Il est licencié cette même année.
- Régiment de La Sarre

C'est l'ancien régiment de La Ferté-Senneterre, qui prend le titre de « régiment de La Sarre » en 1685. Par ordonnance du 30 janvier 1778, la compagnie de grenadiers du bataillon de garnison du régiment forme le régiment des grenadiers royaux du Lyonnais. Le « régiment de La Sarre » est devenu depuis la Révolution le 51e régiment d'infanterie de ligne.
- Régiment de La Serre-Aubeterre

C'est l'ancien régiment d'Aubeterre, qui est rétabli sous le nom de « régiment de La Serre-Aubeterre » le 14 mars 1645 par Louis d'Esparbès de Lussan de La Serre-Aubeterre. En 1645, il est présent aux batailles de Mariendhal et de Nordlingen, ainsi qu'aux prises d'Heilbronn et de Trèves. Il rentre en France en 1648 puis il est affecté à l'armée de Catalogne de 1652 à 1658. Il est licencié le 12 décembre 1659.
- Régiment de La Suze (1619-1620)

C'est l'ancien régiment du Bourg de Lespinasse (1597-1622), qui est renommé « régiment de La Suze » en 1619 et qui prend le nom de régiment de Lauzière (1620-1621) en 1620.
- Régiment de La Suze (1621-1653)

Le régiment est levé le 7 juillet 1621 par Gaspard de Champagne, comte de La Suze, dans le cadre de la répression organisée contre les Huguenots. En 1621, il se trouve au siège de Montauban et est réformé en 1623. Rétabli en octobre 1635, dans le cadre de la guerre de Trente Ans, il est chargé de l'occupation de Porrentruy puis il participe à la prise de Belfort et de Montbéliard en 1636 et continue de servir en Franche-Comté jusqu'en 1640. En 1641, il se trouve au siège de Dieuze en 1641. puis il occupe Belfort pour la Fronde en 1649. Il est licencié en 1653.
- Régiment de La Tour

Le régiment est levé le 8 février 1628 par Philippe de Torcy, marquis de La Tour. En 1629, dans le cadre de la guerre de succession de Mantoue, il participe à l'attaque du Pas de Suse, puis en 1630 au combat de Veillane et à l'attaque du pont de Carignan puis au siège de Valenza en 1635 et au combat de Buffalora (it) en 1636 puis embarqué en 1637 sur la flotte du comte d'Harcourt il participe à la reprise des îles de Lérins. Affecté à l'armée de Piémont en 1639, il se trouve au siège de Tortone en 1642 avant de rejoindre l'armée de Flandre en 1646 et mis en garnison à Arras. Il prend le nom de régiment de Montdejeu le 4 avril 1652.
- Régiment de La Tour d'Auvergne

C'est l'ancien régiment de Montboissier, qui est renommé « régiment de La Tour d'Auvergne » le 12 août 1746 après avoir été donné à Nicolas-François-Jules, comte de La Tour d'Auvergne. Engagé dans la guerre de Succession d'Autriche, il participe aux prises de Mons et de Namur, et à la bataille de Rocoux en 1746, à la défense de la Provence et la conquête de Nice en 1747. il est incorporé le 10 février 1749, la compagnie des grenadiers dans le régiment des Grenadiers de France et le reste dans le régiment de Nice. Les deux drapeaux d'ordonnance de ce régiment avaient dans chaque carré sept raies parallèles à la hampe, quatre bleues et trois jaunes. Il portait habit complet gris-blanc, parements rouges, boutons et galon de chapeau d'argent.

Régiment de La Tour d'Auvergne
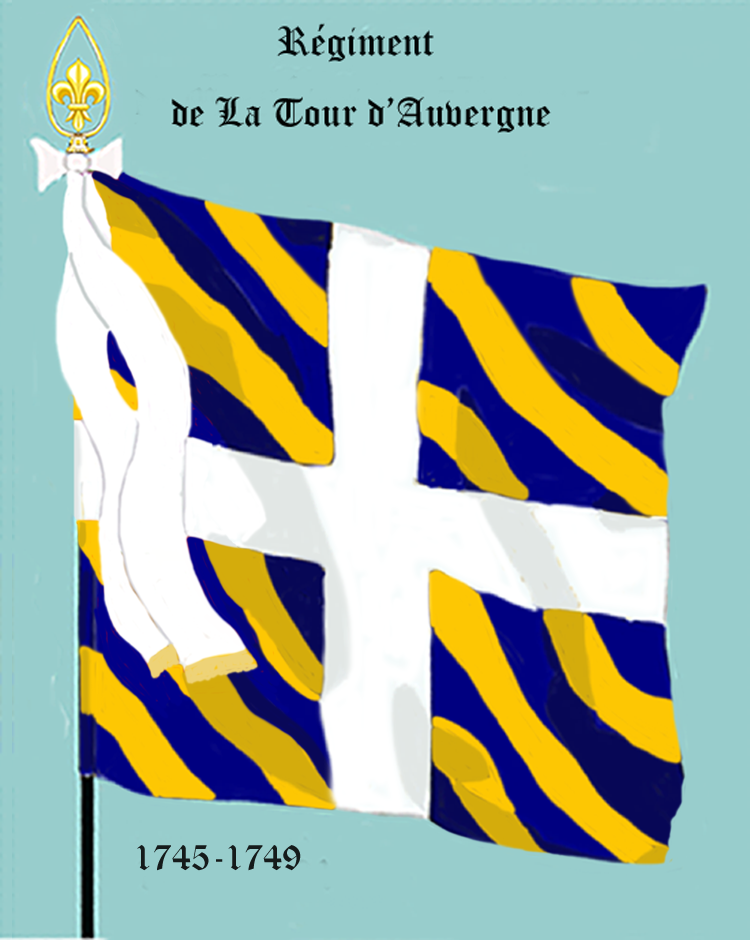
de 1745 à 1749

- Régiment de La Tour-Maubourg

Le régiment est levé le 14 mai 1702 par Jean-Hector de Faÿ, marquis de La Tour-Maubourg. Engagé dans la guerre de Succession d'Espagne il sert à l'armée du Rhin, participe au siège de Brisach en 1703, rejoint l'armée de Flandre en 1704, et les armées de la Moselle et de Flandre en 1705, et est placé en 1706 dans les lignes de Bruxelles. Il prend le nom de régiment de Thomassin de Saint-Paul après avoir été donné le 23 janvier 1707 à François-Lazare Thomassin de Saint-Paul.
- Régiment de La Tour-Noaillac

C'est l'ancien régiment de La Mothe-Houdancourt, qui, après avoir été donné à Melchior de La Tour-Noaillac est renommé « régiment de La Tour-Noaillac » le 22 février 1647. Il fait les campagnes de Piémont, et de Catalogne puis il est licencié en 1656.
- Régiment de La Tour du Pin

C'est l'ancien régiment de Crillon, qui est renommé « régiment de La Tour du Pin » en 1746 et qui prend le nom de régiment de Boisgélin en 1761.

Régiment de La Tour du Pin
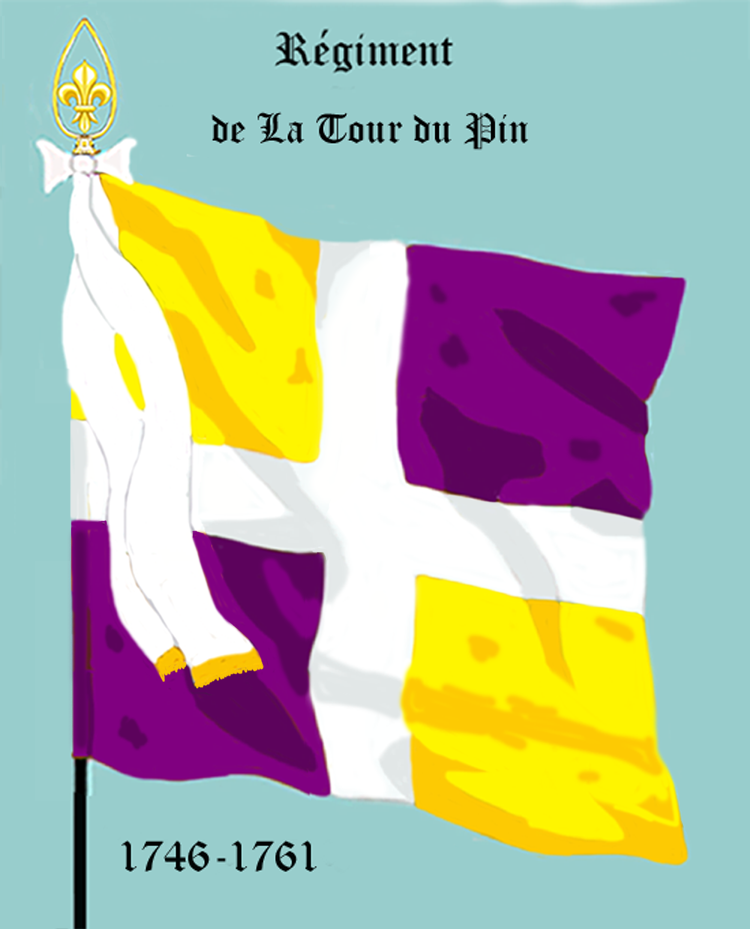
de 1746 à 1761

- Régiment de La Tour-Rauquelaure

C'est l'ancien régiment de Persan, qui est renommé « régiment de La Tour-Rauquelaure » après avoir été donné le 15 février 1651 à N. comte de La Tour-Rauquelaure, dans le cadre de la guerre de Trente Ans. Le mestre de camp ayant été tué en Flandre, il devient le régiment de La Feuillade après avoir été donné à François d'Aubusson comte de La Feuillade, en octobre 1652.
- Régiment de La Trémouille (1587-1588)

Ce régiment est levé le 1er avril 1587, par Gilbert de La Trémouille, marquis de Royan, dans le cadre de la huitième guerre de Religion. Licencié en 1588, il est rétabli sous le nom de |régiment de Royan le 2 avril 1590.
- Régiment de La Trémouille (1636-1636)

Ce régiment est levé le 9 août 1636 par N. duc de La Trémouille dans le cadre de la guerre de Trente Ans. Il participe à la reprise de Corbie, puis il est licencié après la campagne de 1636.

Régiment de La Trémouille (1728-1731)
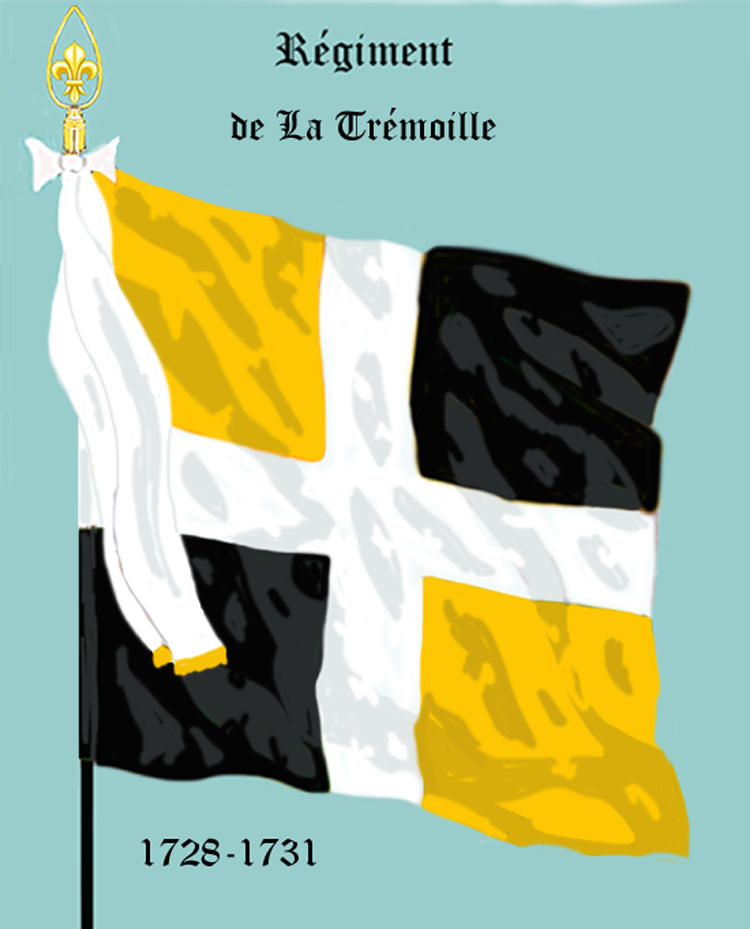
de 1728 à 1731

C'est l'ancien régiment de Bacqueville, qui est renommé « régiment de La Trémouille » le 7 octobre 1728 et qui prend le nom de régiment de Tessé (1731-1734) le 24 septembre 1731.
- Régiment de La Trémouille (1728-1731)
- de 1728 à 1731

- Régiment de La Troche

Ce régiment est levé en 1591, dans le cadre la huitième guerre de Religion, par N. de La Troche pour participer au blocus de Poitiers. Il est licencié la même année.
- Régiment de La Trousse

Ce régiment est levé le 1er février 1647, dans le cadre la guerre franco-espagnole, par François Le Hardy, marquis de La Trousse, pour tenir garnison à Roses. En 1648, il participe au siège de Tortose durant lequel le mestre de camp, est tué. Il prend le nom de régiment de La Fare après avoir été donné le 12 août 1648 à Charles, marquis de La Fare.
- Régiment de La Valette (1621-1627)

C'est l'ancien régiment de Saint-Luc, qui est donné le 4 juillet 1621 à Jean-Louis de Nogaret, chevalier de La Valette et renommé « régiment de La Valette ». En 1621, il participe au blocus de la Rochelle et l'année suivante au siège de Royan. En 1623, il est mis en garnison à Bergerac et rejoint l'armée de Guyenne en 1625 et 1626. Le 30 janvier 1627 il est donné à François d'Epinay, marquis de Saint-Luc et reprend le nom de régiment de Saint-Luc.
- Régiment de La Valette (1627-1634)

Ce régiment est levé le 11 août 1627 par Louis-Charles Gaston de Nogaret de Foix, chevalier de La Valette dans le cadre de la répression de la troisième rébellion huguenote. Il sert en Guyenne puis est réformé le 7 février 1628. Rétabli en 1629, il sert en Languedoc. Le régiment est donné le 8 septembre 1634 sous le nom de régiment de Candalle.
- Régiment de La Valette (1639-1639)

Ce régiment est levé le 20 janvier 1639 par Louis de Nogaret d'Épernon, cardinal de La Valette dans le cadre de la guerre franco-espagnole. Affecté à l'armée d'Italie, il est donné, à la mort du cardinal, le 28 septembre 1639, à Abraham Fabert, devenant le régiment de Fabert.
- Régiment de La Vallière (1585-1587) 

Ce régiment protestant est levé en 1585 par N. de La Baume de La Vallière pour la huitième guerre de Religion. En 1586, il participe à la défense de Marans et est licencié en 1587.
- Régiment de La Vallière (1646-1647)

Ce régiment est levé le 5 janvier 1646 par François de La Baume-Leblanc, chevalier de La Vallière pour tenir garnison à Flix en Catalogne. Il participe au premier et au deuxième siège de Lérida en 1646 et 1647. Le mestre de camp est tué en 1647, durant le deuxième siège de Lérida, et le régiment est licencié.
- Régiment de La Vallière (1727-1741) 

C'est l'ancien régiment de Boufflers (1721-1727), qui est renommé « régiment de La Vallière » le 1er juillet 1727 après avoir été donné à Louis-César de La Baume-Le Blanc, marquis de La Vallière. En 1727, il se trouve au camp de la Moselle puis il prend le nom de régiment de Vaujours en février 1732 puis de nouveau celui de « régiment de La Vallière » en août 1739. Il prend le nom de régiment de Guise après avoir été donné le 20 janvier 1741 à Louis Marie Léopold de Lorraine, prince de Guise.

Régiment de La Vallière
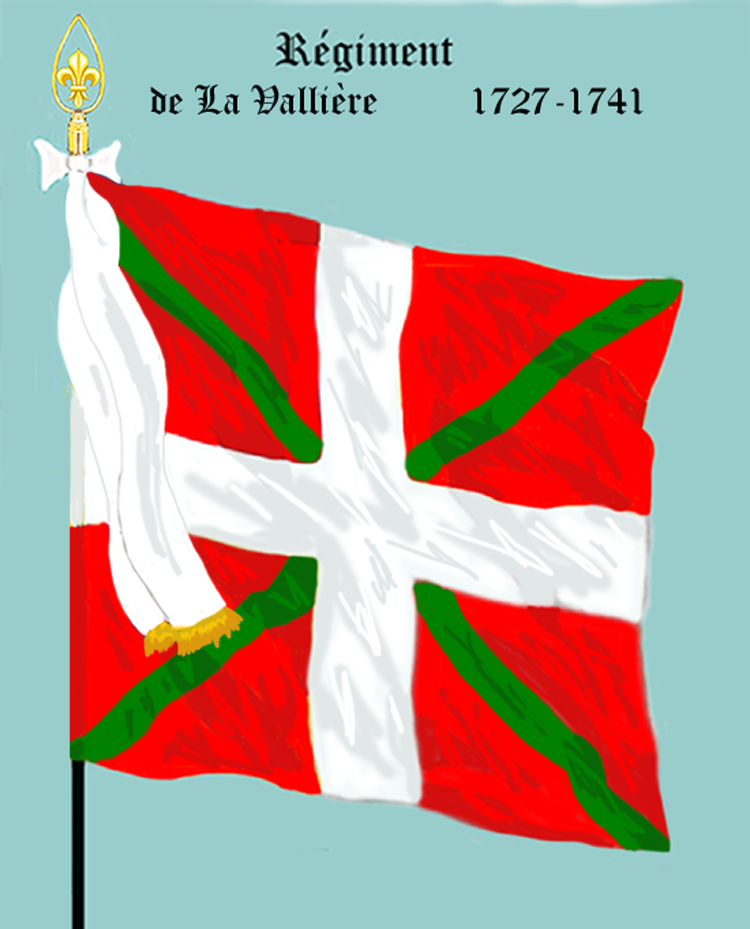
de 1727 à 1741

- Régiment de La Vauguyon

C'est un régiment, levé le 21 janvier 1569, dans le cadre de la troisième guerre de Religion, par N. de La Vauguyon. En 1569, il participe à la bataille de Moncontour et est licencié le 8 août 1570 à la paix de Saint-Germain-en-Laye.
- Régiment de La Vieuville

Le régiment est levé le 4 février 1706 par N. d'Ablois de La Vieuville. Engagé dans la guerre de Succession d'Espagne il sert dans l'armée de Dauphiné. Il est licencié le 13 décembre 1713.
- Régiment de La Villemeneust

C'est l'ancien régiment de Pisançon, qui est renommé « régiment La Villemeneust » en 1707 après avoir été donné à N. de Lesquen de La Villemeneust. Engagé dans la guerre de Succession d'Espagne il sert sur les Alpes jusqu'à la paix. Il est licencié en 1714.
- Régiment de La Villette

Ce régiment est levé le 1er janvier 1592 dans le cadre la huitième guerre de Religion, par N. de La Vilette. Il sert en Savoie et sert sous le commandement du connétable et maréchal de Lesdiguières jusqu'à son licenciement en 1597.
- Régiment de La Vogadera 

Ce régiment piémontais est levé le 15 juillet 1653 N. de La Vogadera. Affecté à l'armée de Flandre, il est licencié en 1655.
- Régiment de Labadie

C'est l'ancien régiment d'Oyse, qui est renommé « régiment de Labadie » après avoir été donné le 7 septembre 1711 à N. Labadie, qui le conduit en Roussillon, dans le cadre de la guerre de Succession d'Espagne, et participe au siège de Barcelone en 1714. Il est licencié en 1715.
- Régiment de Labour

Le régiment est créé sous ce titre, le 4 octobre 1692, et donné à Antoine de La Vove, marquis de Tourouvre. Engagé dans la guerre de la Ligue d'Augsbourg, il rallie l'armée d'Italie en 1693, et assiste à bataille de La Marsaille cette même année. Il est donné le 5 mai 1696 à un autre membre de la famille de Tourouvre qui commande l'unité durant les campagnes de 1696 et 1697 sur le Rhin. Il est donné en 1701 à Claude-Alexandre, comte de Bonneval dans le cadre de la guerre de Succession d'Espagne, il est affecté à l'armée d'Italie concoure à la bataille et prise de Luzzara en 1702 et à l'expédition du Tyrol en 1703. Donné en 1704 à N. chevalier de Bonneval, il participe au sièges de Verceil, d'Ivrée et de Verrue en 1704, et à la bataille de Cassano en 1705. Il est donné le 16 juin 1706 à Georges de Raymond qui prend sa tête au siège et bataille de Turin en 1706, puis il rejoint l'armée de Dauphiné en 1707, l'armée du Rhin en 1708, l'armée de Dauphiné en 1709, à l'armée du Rhin en 1710, à l'armée de Dauphiné de 1711 à 1713. Il est incorporé le 7 octobre 1714 dans le régiment d'Orléans.

Régiment de Labour
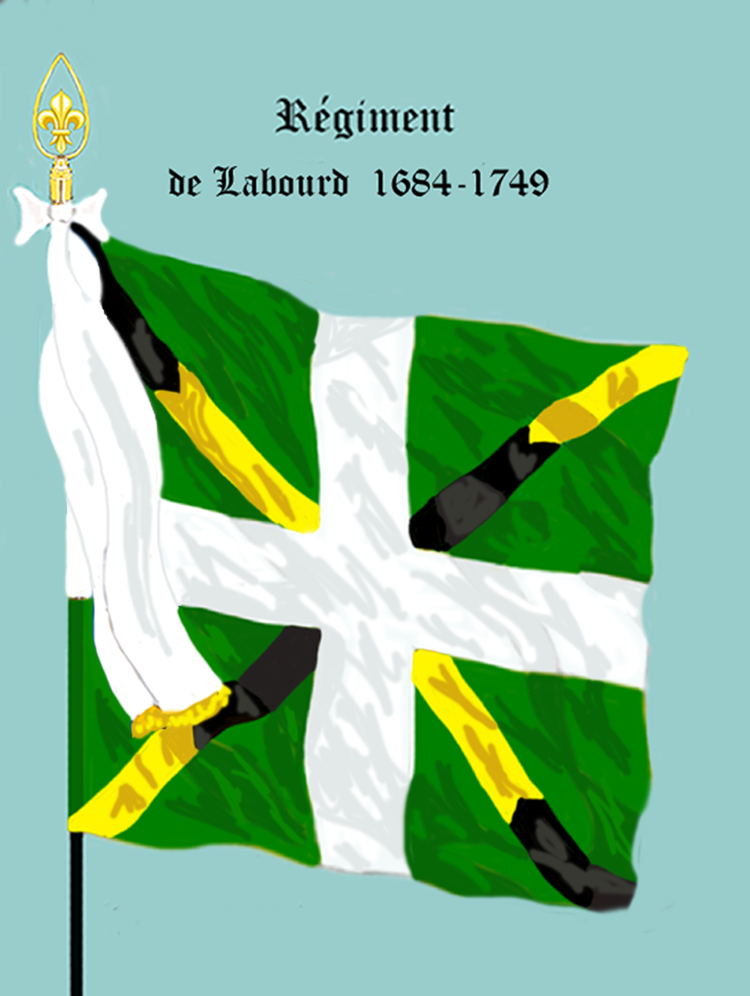
de 1692 à 1714

- Régiment de Lachau-Montauban

Le régiment est levé le 10 décembre 1702 par François-Hector de La Tour du Pin, comte de Lachau-Montauban. Engagé dans la guerre de Succession d'Espagne il rejoint l'armée du Rhin et participe à la défense d'Haguenau en 1705, aux expéditions de Villars en 1706 et 1707, passe à l'armée de Flandre en 1708, se trouve dans les lignes de la Lauter en 1710, retourne à l'armée de Flandre, et participe à la bataille d'Arleux en 1711. Il est incorporé le 22 mai 1714 dans le régiment de Tallard (1707-1739).
- Régiment de Lafons de La Ferté

C'est l'ancien régiment de Pézeux (1701-1702), qui est renommé « régiment de Lafons de La Ferté » le 3 octobre 1702 après avoir été donné à N. de Lafons de La Ferté. Dans le cadre de la guerre de Succession d'Espagne, il se trouve au siège de Landau en 1703 puis il passe en Flandre en 1704, participe à la défense de Lille en 1708 et à l'attaque d'Arleux en 1711 durant laquelle le colonel y est dangereusement blessé. Le régiment est licencié le 15 août 1714.
- Régiment de L'Aigle (1695-1698) également écrit Régiment de Laigle

Le Régiment de L'Aigle est levé le 18 décembre 1695 par Jacques Louis des Acres, marquis de L'Aigle dans le cadre de la guerre de la Ligue d'Augsbourg. Affecté à l'armée de Flandre il est réformé le 18 novembre 1698 après le traité de paix de Ryswick,.
- Régiment de L'Aigle (1702-1714) également écrit Régiments de Laigle

Le Régiment de L'Aigle est levé le 25 juillet 1702 par Jacques Louis des Acres, marquis de L'Aigle dans le cadre de la guerre de Succession d'Espagne. Affecté à l'armée de Flandre il sert dans les garnisons des villes de Flandre. Donné à son fils, Louis Gabriel des Acres comte de L'Aigle en janvier 1711, le régiment est licencié en 1714 après le traité de paix de Rastatt
- Régiment de Laistre

Ce régiment est levé le 7 novembre 1695 par N. de Laistre. Engagé dans la guerre de la Ligue d'Augsbourg, il est employé à la défense de Namur en 1695. Il est réformé le 30 décembre 1698, après le traité de Ryswick.
- Régiment de Laleu

Le régiment est levé le 17 juin 1646 par N. de Laleu dans le cadre de la guerre de Trente Ans. Il participe au de Portolongone en 1646, et il est mis en garnison dans cette place. Il prend le nom de régiment de Valois après avoir été donné en 1650 au jeune Jean Gaston d'Orléans, duc de Valois, fils de Gaston duc d'Orléans.
- Régiment de Lallement 

Ce régiment wallon est levé en juin 1684 par N. Lallement. Il prend le nom de régiment de Zurlauben (1685-1704) après avoir été donné le 14 avril 1685 à Béat-Jacques de La Tour-Châtillon, comte de Zurlauben.
- Régiment de Lallier

C'est l'ancien régiment d'Estrades, qui est renommé « régiment de Lallier » en 1661 et qui prend le titre de régiment de Lignières en 1667.
- Régiment de Lally 

Ce régiment, irlandais, est levé le 1er octobre 1744 par Thomas-Arthur, marquis de Lally-Tolendhal. Engagé dans la guerre de Succession d'Autriche, il est affecté à l'armée de Flandre en 1745, et participe à la bataille de Fontenoy, aux prises de Tournai, d'Audenarde, de Termonde et d'Ath en 1745, il se trouve au camp de Dunkerque en 1746, à la bataille de Lauffeld, et à la prise de Berg-op-Zoom en 1747, et au siège de Maastricht en 1616. Dans le cadre de la guerre de Sept Ans, le régiment s'embarque pour l'Inde en 1757 et arrive le 28 avril 1758 à Pondichéry et attaque le même jour Gondelour, qui capitule le 2 mai. Il participe ensuite au siège du fort Saint-David, où l'on prend 700 Anglais, 1 700 esclaves noirs et 180 bouches à feu, prise de Divicottey,, où l'on trouve 80 canons, au siège de Tanjaour, qui est levé. Le régiment se retire par Karikal à Pondichéry, d'où il passe dans la nababie d'Arcate et participe aux prises d'Egmore et de San-Thomé, attaque de la ville basse de Madras, et combat d'Arcate en 1758, au siège de Madras en 1759 et à la défense de Pondichéry, en 1760, où il est fait prisonnier le 15 janvier 1761. Ramené en France, il est incorporé le 21 décembre 1762 dans le régiment de Dillon. Le régiment de Lally portait l'habit rouge avec parements vert-clair, doublure blanche, boutons jaunes, poches en travers garnies de trois boutons, culotte blanche, douze boutons sur le devant de l'habit, et trois sur la manche, veste verte garnie de chaque côté de douze boutons, chapeau bordé d'or.

Régiment de Lally
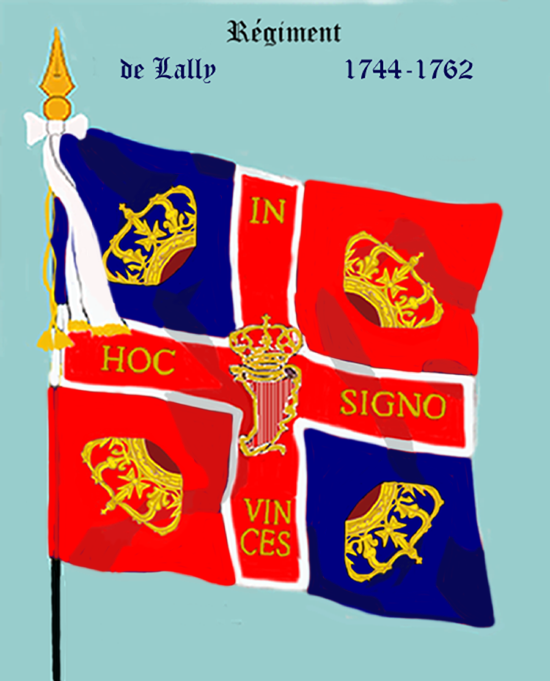
de 1744 à 1762

- Régiment de Lamar 

C'est l'ancien régiment de Santena, qui prend le nom de « régiment de Lamar » le 25 mars 1691 après avoir été donné à Claude, chevalier de Lamar. Engagé dans la guerre de la Ligue d'Augsbourg, il rejoint l'armée de Flandre, et participe au siège de Namur, et à la bataille de Steinkerque en 1692, puis il rejoint l'armée du Rhin en 1693 et l'armée de Flandre en 1694. Il est licencié le 9 janvier 1698.
- Régiment de Lamballe

C'est l'ancien régiment de Beaujolais, qui prend le nom de « régiment de Lamballe » le 10 janvier 1765 et qui reprend le titre de régiment de Beaujolais le 15 mai 1768.
- Régiment de Lambertye

Ce régiment est levé 5 février 1632, dans le cadre de la guerre de Trente Ans par Gabriel, comte de Lambertye. Réformé en octobre 1632, il est rétabli le 10 juillet 1634 pour tenir garnison à Nancy. Il prend le nom de régiment de Brinon après avoir été donné le 3 janvier 1647 à Jean-Charles de Sennectère, comte de Brinon.
- Régiment de Lameth 

C'est l'ancien régiment de Rattweil, qui est renommé « régiment de Lameth » après avoir été donné en 1644 à François, vicomte de Lameth. Il sert sous le commandement de Turenne en Allemagne. Il est licencié le 2 octobre 1648.
- Régiment de Lamothe

C'est l'ancien régiment de Navailles-Saint-Geniez, qui est renommé « régiment de Lamothe » après avoir été donné à Pierre de Jarzé, comte de Lamothe, le 20 avril 1667. En 1667, le régiment participe à la campagne de Flandre, en 1668 à la campagne de Franche-Comté et en 1672 à la campagne de Hollande. Mis en garnison à Naardenil est cassé le 4 octobre 1673, pour avoir mal défendu cette place.
- Régiment du Landé

Le régiment est levé le 21 mars 1632, dans le cadre de la guerre de Trente Ans, par Joab de Sequeville du Landé. Il sert en Valteline et se trouve à la prise de Chiavenne et au combat de Morbegno en 1635. À l'armée d'Italie en 1637, il est licencié en 1638.
- Régiment de Landereau

Ce régiment est levé en 1572 en Poitou par Charles Rouhault de Landereau pour la quatrième guerre de Religion. Il participe au siège de La Rochelle et par manque de moyens du Trésor royal le siège est levé et le régiment licencié le 24 juin 1573.

Régiment des Landes
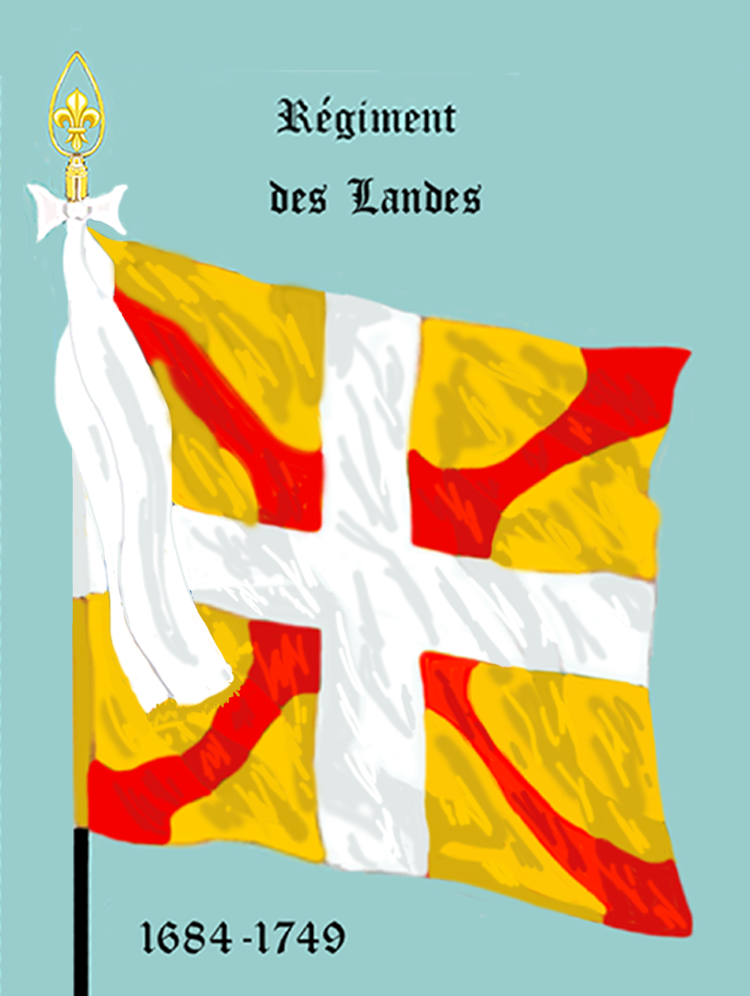
de 1693 à 1749

Le régiment est créé sous ce titre le 5 janvier 1693 et donné à Adrien, comte de Mailly-La-Houssaye. Durant la guerre de la Ligue d'Augsbourg, il sert sur les côtes françaises jusqu'en 1697. Lors de la guerre de Succession d'Espagne,il est affecté à l'armée du Rhin en 1702, et se trouve au siège de Kelh, et à la campagne de Bavière en 1703, et à la bataille d'Höchstädt en 1704. Donné le 3 août 1704 à Alexandre-Maximilien-Balthazar-Dominique de Gand d'Isenghien, comte de Middelbourg, il rejoint l'armée de la Moselle en 1705, l'armée de Flandre en 1706 et combat à la bataille de Ramillies en 1706, à la bataille d'Audenarde en 1708, à la bataille de Malplaquet en 1709, à la bataille d'Arleux en 1711, aux sièges de Douai, du Quesnoy et de Bouchain en 1712. Il est donné le 3 août 1716 à Louis de Frétat, comte de Boissieux, et le 15 septembre 1730 à Ferdinand Agathange, marquis de Brun. Dans la guerre de Succession de Pologne, il se trouve à l'armée d'Allemagne en 1733 et assiste au siège de Kehl en 1733, à la bataille d'Ettlingen, et au siège de Philippsbourg en 1734. Il est donné le 16 avril 1738 à Claude-Gustave-Chrétien, marquis des Salles, et le 6 mars 1743 à N. comte de Villeneuve. Armée des Alpes en 1744. Dans le cadre de la guerre de Succession d'Autriche, il participe à la bataille d'Assietta en 1747. Il est donné le 3 avril 1747 à Pierre-Louis-Aimé de Guiffrey de Monteynard, chevalier de Marcieu, et le 1er janvier 1748 à François-Gaspard, comte de Poly-Saint-Thiébaut. Il est incorporé le 10 février 1749, la compagnie des grenadiers dans le régiment des Grenadiers de France et le reste dans le régiment de Hainaut (1684-1762). Les deux drapeaux d'ordonnance de ce régiment étaient façonnés de rouge et de jaune dans chaque carré. Habit complet gris-blanc, boutons très-gros et galon d'or.
- Régiment des Landes
- de 1693 à 1749

- Régiment de Landsford 

Ce régiment irlandais, est levé le 18 juin 1647, par N. Landsford pour participer à la guerre franco-espagnole. Affecté à l'armée de Flandre, il se trouve au siège de Landrecies en 1655, et au siège de Condé en 1656.Il est licencié en 1662.
- Régiment de Langède

Ce régiment est levé le 23 novembre 1695 par N. de Langède. Engagé dans la guerre de la Ligue d'Augsbourg, il sert à l'armée de la Meuse. Il est réformé le 30 décembre 1698, après le traité de Ryswick.
- Régiment de Langeron

Ce régiment est levé en mai 1628 par Charles Andrault de Maulevrier, vicomte de Langeron. Il est envoyé en Piémont au secours du duc de Mantoue, dans le cadre de la guerre de Succession de Mantoue. Il est réformé en 1629. Rétabli le 27 mars 1630, il est engagé dans la guerre de Trente Ans et sert en Savoie avant de rejoindre l'armée de Picardie en 1632 avec laquelle il participe à la reprise de Corbie en 1636, aux sièges de Renty et de Saint-Omer en 1638, au siège d'Hesdin en 1639, au siège d'Arras en 1640 aux prises de Bar-le-Duc, de Pont-à-Mousson, de Saint-Mihiel, de Neufchâteau et d'Epinal en 1641, à la bataille de Rocroi et au siège de Thionville en 1643. Il est donné le 25 juillet 1643, à Philippe Andrault, comte de Langeron avec lequel il se trouve au siège de Gravelines en 1644 avant de servir en Picardie jusqu'au temps de la Fronde. Mis en garnison à La Charité-sur-Loire en 1651, il est licencié en 1653.
- Légion de Languedoc

Elle est formée par ordonnance du 24 juillet 1534 avec les anciens francs-archers de la province de Languedoc et disparait après 1559.
- Régiment de Languedoc (1585-1598) également appelé régiment de Montoison

C'est l'ancien régiment de Montataire, qui est renommé « régiment de Languedoc » en 1585. Donné le 1er janvier 1592 à Claude de Clermont, comte de Montoison le régiment se trouve, en 1592, à la bataille de Villemur, et à la prise de Vienne en 1595. Le régiment est cassé le 6 mai 1598 après la paix de Vervins. Les restes du régiment permettra de former le régiment de Montmorency (1600-1601).
- Régiment de Languedoc (1622-1648)

C'est l'ancien régiment de Portes, qui se fait appeler « régiment de Languedoc » à partir de 1622 durant la 1re rébellion protestante. Après avoir participé au siège de Montpellier sous le commandement du duc Henry de Montmorency, gouverneur du Languedoc il est cassé en mai 1626 après le traité de Paris. Le régiment est rétabli le 2 avril 1628 pour Henri, duc de Montmorency. Il est licencié en 1632 après la catastrophe de son chef à Castelnaudary. Dans le cadre de la guerre de Trente Ans, le régiment est rétabli le 15 juillet 1636 par Charles de Schomberg, duc d'Halwin, qui a sous lui le chevalier de Suze pour mestre de camp-lieutenant. Le régiment participe en 1636 à la prise de Leucate puis à sa défense en 1637 durant laquelle le chevalier de Suze y est tué. Le régiment se trouve en 1637 à la reprise des îles de Lérins. De 1638 à 1640 il est affecté à l'armée de Roussillon puis en 1641 à l'armée de Guyenne puis de nouveau à l'armée de Roussillon en 1642 avec laquelle il participe à la prise de Perpignan. Le régiment est donné le 2 mai 1647 à Gaston, duc d'Orléans, qui a sous lui pour mestre de camp-lieutenant François de Labaune, comte de Valon. Affecté à l'armée d'Italie il se trouve à la prise de Casalmaggiore et au siège de Crémone. Le 14 juin 1648 il prend le titre de régiment de Languedoc-Orléans.
- Régiment de Languedoc

Ce régiment qui est levé le 20 mars 1672 sous le titre de province de Languedoc. Le 10 février 1749, il reçoit l'incorporation du régiment d'Aunis (1684-1749). Par ordonnance du 30 janvier 1778, une compagnie du régiment forme le régiment des grenadiers royaux du Languedoc (1778-1789). Le « régiment de Languedoc » est devenu sous la Révolution le 67e régiment d'infanterie de ligne.
- Régiment de Languedoc-Orléans

C'est l'ancien régiment de Languedoc (1622-1648), qui prend le titre de « régiment de Languedoc-Orléans » le 14 juin 1648. Le régiment participe au siège et à la bataille de Crémone, à la campagne de 1649 en Italie à la campagne de 1650 en Mayenne et au siège de Bordeauxavant de passer en Picardie en 1651. Devenu un régiment frondeur, il se trouve, en 1652, à la batailles d'Étampes et du faubourg Saint-Antoine, ainsi qu'au aux prises de Bar, de Château-Porcien et de Vervins. En 1653, il rejoint l'armée de Catalogne, et participe au secours de Roses, siège de Gérone et au combat de Bordilly puis reste en Catalogne jusqu'à la paix des Pyrénées. En juin 1657, le comte de Valon se démet de sa charge et le régiment est licencié 13 février 1660, à la mort du duc d'Orléans.
- Régiment de Lannion (1702-1713)

Ce régiment est levé le 25 juillet 1702 par Anne Bretagne, marquis de Lannion. Donné le 14 janvier 1705 à Jean-Baptiste-Pierre-Joseph, chevalier de Lannion. Engagé dans la guerre de Succession d'Espagne il sert sur les côtes de Bretagne pendant toute la guerre. Il est licencié le 31 décembre 1713 après la paix.
- Régiment de Lannion (1711-1714)

C'est l'ancien régiment de Caraman, qui prend le nom de « régiment de Lannion » après avoir été donné en 1711 à Anne Bretagne, marquis de Lannion. Engagé dans la guerre de Succession d'Espagne, il reste toujours dans les garnisons. Il est licencié en 1714.
- Régiment de Lannoy (1641-1643)

Ce régiment est levé le 10 février 1641 pour tenir garnison à Montreuil par Charles comte de Lannoy, qui s'en démet en 1643 en faveur de son gendre Henri Roger du Plessis, comte de La Roche-Guyon et prenant alors le nom de régiment de La Roche-Guyon.
- Régiment de Lannoy (1702-1710)

Ce régiment est levé le 14 mai 1702 par N. de Lannoy. Engagé dans la guerre de Succession d'Espagne il sert à l'armée du Rhin, puis il passe en Espagne en 1704, participe au siège de Barcelone en 1706 et rejoint l'armée de Flandre en 1708. Il prend le nom de régiment du Soupa après avoir été donné en 1710 à N. du Soupa.

Régiment de Lannoy (1708-1712)
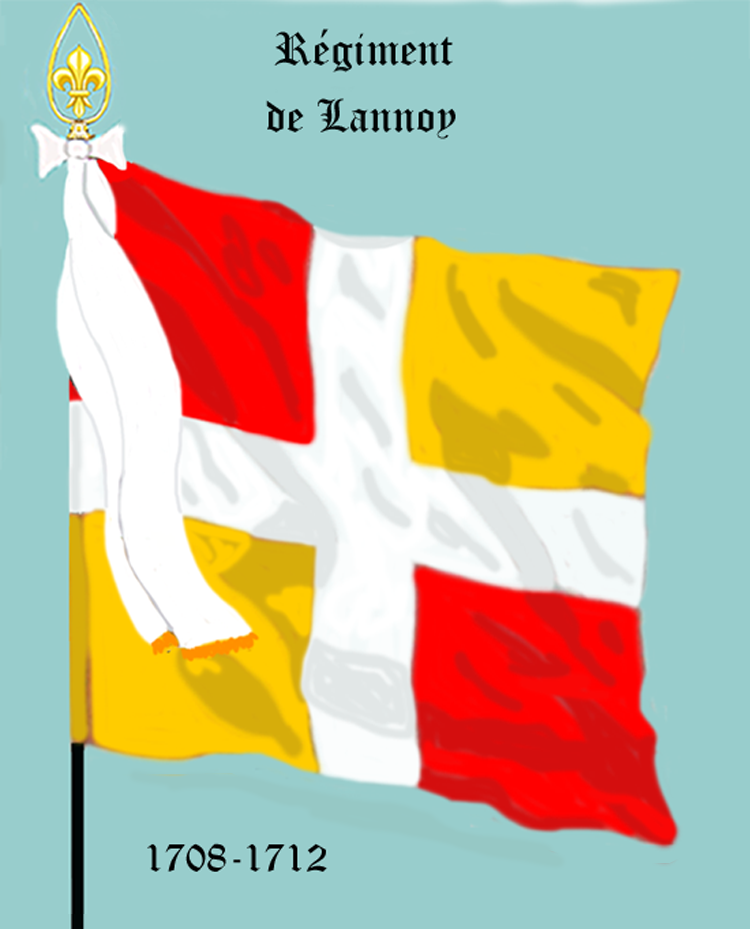
de 1708 à 1712

C'est l'ancien régiment de Saint-Sulpice, qui est renommé « régiment de Lannoy » le 4 mars 1708 et qui prend le nom de régiment de Louvigny (1712-1734) le 16 avril 1712.
- Régiment de Lannoy (1708-1712)
- de 1708 à 1712

- Régiment de Laon

C'est un régiment provincial qui est organisé en 1773, en remplacement des milices provinciales. Ce régiment est formé des bataillons de Laon et Mazarin, sous le commandement du colonel marquis de Chavigny. Le régiment est supprimé, en 1774.
- Régiment de Laonnais où Régiment de Laonnois

Le régiment est créé sous ce titre, le 4 octobre 1692, et donné à Jean-Louis de Cugnac, chevalier du Bourdet. Engagé dans la guerre de la Ligue d'Augsbourg, il sert sur les côtes en 1693, puis il rejoint l'armée d'Allemagne en 1694, l'armée de Flandre et le bombardement de Bruxelles en 1695, l'armée de la Meuse en 1696, et l'armée de Flandre en 1697. Dans le cadre de la Guerre de Succession d'Espagne, il participe à l'cccupation du Luxembourg en 1701, à la bataille de Friedlingen en 1702, au siège de Kehl, et à l'expédition de Bavière en 1703, et à la bataille de Höchstädt (1704) en 1704, puis il sert à l'armée du Rhin en 1705, à l'armée d'Espagne, et siège de Barcelone en 1706, à la bataille d'Almansa, et au siège de Lérida en 1707, au siège de Tortose en 1708 et passe à l'armée de Flandre en 1709 ou il est mis en garnison à Bouchain. Donné le 14 mars 1710 à Ferdinand Agathange, marquis de Brun. et participe à la défense de Bouchain en 1711 et y est fait prisonnier après la chute de la place. Il est échangé en 1712 et est licencié le 20 septembre 1714.
- Régiment de Larchant

Le régiment est levé le 10 février 1575, par N. de Larchant, pendant la cinquième guerre de Religion. Il est licencié en 1577.
- Régiment de Larray

C'est l'ancien régiment de Schomberg (1674-1681), qui est renommé « régiment de Larray » le 4 janvier 1681 et qui prend le nom de régiment de Sceaux le 24 août 1688.
- Régiment de Las Sierras 

C'est l'ancien régiment de Los Rios, qui est renommé « régiment de Las Sierras » en 1710. Engagé dans la guerre de Succession d'Espagne il prend le nom de régiment de Léon en 1711.
- Régiment de Lassay (1702-1710)

Ce régiment est levé 11 janvier 1702 par Léon de Madaillan de Lesparre, marquis de Lassay. Engagé dans la guerre de Succession d'Espagne, il est affecté à l'armée du Rhin et participe aux sièges de Brisach et de Landau, et à la bataille du Speyerbach en 1703, puis il rejoint l'armée de Bavière, et se trouve à bataille d'Höchstädt en 1704, passe à l'armée de la Moselle en 1705 et assiste aux prises du Fort-Louis, de Drusenheim, de Lauterbourg et de l'île du Marquisat en 1706, puis il reste dans les lignes de la Lauter jusqu'en 1710. Il prend le nom de régiment de La Mothe-d'Hugues après avoir été donné le 26 avril 1710 à N., marquis de La Mothe d'Hugues.
- Régiment de Lassay (1711-1715)

C'est l'ancien régiment de La Force (1705-1711), qui prend le titre de « régiment de Lassay » en 1711 après avoir été donné à N. de Madaillan de Lesparre, chevalier de Lassay. Engagé dans la guerre de Succession d'Espagne, il participe au siège de Barcelone en 1714. Il est licencié en 1715.
- Régiment de Lastic

C'est l'ancien régiment de Durfort, qui est renommé « régiment de Lastic » le 20 février 1761 et qui prend le titre de régiment de Beaujolais le 10 décembre 1762.
- Régiment de Laubanie

C'est l'ancien régiment de Martel, qui est renommé « régiment de Laubanie » après avoir été donné le 3 mai 1710 à N. Rousseau de Laubanie. Engagé dans la guerre de Succession d'Espagne, il est incorporé le 2 juin 1714 dans le régiment Royal
- Régiment de Lauge

Ce régiment est levé le 22 janvier 1596, dans le cadre de la huitième guerre de Religion par N. baron de Lauge. Il sert pour la réduction de Marseille puis il est licencié la même année.
- Régiment de Launay

Le régiment est formé 1er janvier 1689 des milices d'Anjou, par N. de Launay. Dans le cadre de la guerre de la Ligue d'Augsbourg il sert à l'armée de Flandre et participe à la bataille de Neerwinden en 1693. Il est licencié le 30 mars 1698.
- Régiment de Launay-Gringenières 

C'est l'ancien régiment liégeois de Marchin, qui est prend le nom de « régiment de Launay-Gringenières » le 18 mai 1650 après avoir été donné à Jean Gaspard Ferdinand, comte de Marchin. Le régiment est rendu à Jean Gaspard Ferdinand, comte de Marchin en 1653 qui reprend alors le nom de régiment de Marchin.
- Régiment de Lauragais

C'est l'ancien régiment de Souvré, qui est renommé « régiment de Lauragais » le 6 mars 1743 et qui prend le nom de régiment de Ségur (1745-1749) le 1er décembre 1745.

Régiment de Lauragais
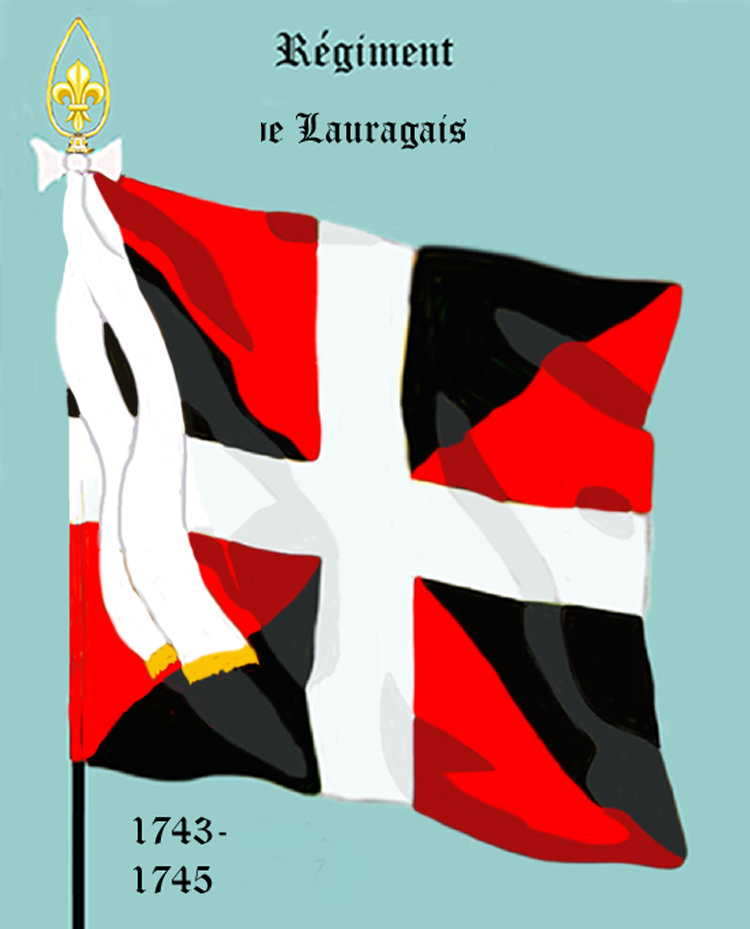
de 1743 à 1745

- Régiment de Lauzières (1617-1628)

C'est l'autre nom, parfois utilisé, du régiment de Thémines.
- Régiment de Lauzières (1620-1621)

C'est l'ancien régiment de La Suze, qui est renommé « régiment de Lauzières » en 1620 et qui prend le nom de régiment d'Estissac en 1621.
- Régiment de Lauzun

Ce régiment est levé le 26 février 1619, par François Nompar de Caumont, comte de Lauzun. Réformé le 2 juin 1619, il est rétabli le 5 juillet 1620, dans le cadre des rébellions huguenotes, et participe à l'attaque des Ponts-de-Cé puis en 1621, aux sièges de Saint-Jean-d'Angély, de Clérac, de Montauban et de Monheurt, en 1622, aux sièges de Tonneins et de Montpellier et il est licencié le 14 février 1623.
- Régiment de Lavadant

Le régiment est levé en Limousin, le 1er mars 1574, par N. comte de Lavadant, dans le cadre de la cinquième guerre de Religion. Il sert en Poitou et est licencié après la campagne de 1575.
- Régiment de Laval (1642-1643)

Ce régiment est levé en février 1642 par Guy marquis de Laval, dans le cadre de la guerre franco-espagnole. Affecté à l'armée d'Italie, il se trouve au siège de Tortone en 1642 et à celui de Trino en 1643. Il est licencié le 8 octobre 1643.
- Régiment de Laval (1702-1705)

Ce régiment est levé le 14 juin 1702 par Guy-Claude-Rolland de Montmorency, comte de Laval. Engagé dans la guerre de Succession d'Espagne il sert dans l'armée de Flandre. Il prend le nom de régiment de Sennectère après avoir été donné en 1705 à Jean Charles de La Ferté, marquis de Sennectère.
- Régiment de Laval (1709-1712)

C'est l'ancien régiment de Conflans, qui est renommé « régiment de Laval » après avoir été donné en 1709 à N. comte de Laval. Engagé dans la guerre de Succession d'Espagne il prend le nom de régiment de Ruys après avoir été donné en 1712 à N. de Ruys.
- Régiment de Laval (1712-1749)

C'est l'ancien régiment de Mortemart, qui est renommé « régiment de Laval » le 27 février 1712 après avoir été donné à Guy-André de Montmorency, duc de Laval. Dans le cadre de la guerre de Succession d'Espagne le régiment participe à la bataille de Denain, aux prises de Marchiennes, de Douai, du Quesnoy et de Bouchain en 1712, aux sièges de Landau et de Fribourg en 1713 ou durant ce siège, les deux compagnies de grenadiers reçoivent une sortie, tous les grenadiers se font tuer, moins quatre et le colonel a la mâchoire fracassée. Il prend le nom de régiment de Tonnay-Charente le 13 décembre 1729 à Louis-Paul de Rochechouart, prince de Tonnay-Charente, puis celui de régiment de Rochechouart le 5 décembre 1731, puis de nouveau celui de « régiment de Laval » après avoir été donné le 22 août 1743 à Guy-André-Pierre de Montmorency, marquis de Laval. Engagé dans la guerre de Succession d'Autriche, il participe à la reprise des lignes de la Lauter, au combat de Suffelsheim et au siège de Fribourg en 1744, et à la prise de Kronenbourg en 1745 puis il passe à l'armée de Flandre avec laquelle il se trouve au combat de Mesle, à la prise de Gand la même année, à la bataille de Rocourt en 1746. Il participe à la conquête de la Flandre hollandaise, au siège de Berg-op-Zoom en 1747 et au siège de Maastricht en 1748. Il prend le nom de régiment de Cambis après avoir été donné le 1er février 1749 à Jacques-David, duc de Cambis d'Orsans.
- Régiment de Lavardin (1574-1576)

Le régiment est levé en Bretagne et en Anjou, le 1er mars 1574, par Jean de Beaumanoir, marquis de Lavardin, dans le cadre de la cinquième guerre de Religion. En 1574, il participe aux sièges de Saint-Lô, de Domfront et de Fontenay-le-Comte. En 1575, il participe à la prise du Mont-Saint-Michel et est licencié en février 1576. Maximilien de Béthune duc de Sully a été enseigne dans ce régiment.
- Régiment de Lavardin (1615-1620)

Ce régiment est levé le 15 août 1615, par Claude de Beaumanoir, vicomte de Saint-Jean et de Lavardin. Réformé le 6 mai 1616, il est rétabli le 5 juillet 1620. Il participe au siège du château de Caen et à l'attaque des Ponts-de-Cé. Il est licencié après la campagne.
- Régiment de Le Ferron

Le régiment est levé le 7 septembre 1632 par Charles Claude Le Ferron. En 1634, il participe à la conquête de la Lorraine et se trouve aux prises d'Haguenau, de Bitche et de La Mothe puis il secours de Heidelberg et de Philisbourg puis au combat de Fresche, aux sièges de Spire et de Vaudémont en 1635. Passé à l'armée d'Italie en 1636, il se trouve au combat à Buffalora (it), puis à la défense d'Asti en 1637, au secours de Verceil en 1638, au siège de Chivasso en 1639, aux sièges de Casal et de Turin en 1640 et aux sièges d'Ivrée et de Coni en 1641. En 1642, il passe en Roussillon et participe aux sièges de Collioure et de Perpignan avant de revenir en Italie en 1643 ou il assiste aux sièges de Trino et d'Asti. Le régiment est incorporé le 8 octobre 1643 dans les régiments d'Aiguebonne et des Galères. Rétabli le 29 mai 1644, il est affecté à l'armée d'Italie, et il se trouve à la prise de Santia avant de rejoindre l'armée de Catalogne en 1645, avec laquelle il se trouve au siège de Roses et à la bataille de Llorens (ca) puis au premier siège de Lérida en 1646 et au second siège de Lérida en 1647. Réformé en 1648, il est rétabli le 9 juillet 1655 et envoyé à l'armée d'Italie avec laquelle il se trouve au siège de Valenza en 1656 et au siège d'Alexandrie en 1657. Il est licencié en décembre 1658.
- Régiment de Le Havre

Ce régiment est créé le 18 février 1772, pour le service de la flotte et des ports, et formé de deux bataillons, chacun de neuf compagnies, dont une de bombardiers, une de canonniers et sept de fusiliers. Le 26 décembre 1774, le régiment est fondu avec les régiments de Bordeaux (1772-1774), de Bayonne, de Toulon, de Rochefort (1772-1774), de Brest, de Marseille et de Saint-Malo pour former le régiment d'infanterie du Corps Royal de La Marine. Le régiment avait habit bleu de roi, doublure, veste et culotte blanches, poches en travers garnies de trois boutons, manches en botte avec trois boutons; boutons blancs, galon jaune au chapeau, collet du parement et du revers, écarlate.
- Régiment de Le Havre de Grâce

Le régiment est levé sous ce titre, le 10 juillet 1636, par le commandeur de La Porte, pour la garde du Havre de Grâce. Il devient le 3 février 1640 la propriété du cardinal de Richelieu puis est réformé à la mort du cardinal en décembre 1642. Rétabli le 6 juin 1644, il rejoint l'armée d'Allemagne, et participe à la bataille de Fribourg. Il est licencié en 1645.
- Régiment de Le Lude

Le régiment est formé, par ordre du 28 septembre 1567 dans le cadre de la deuxième guerre de Religion, en Anjou, par Louis de Daillon comte du Lude. En 1568, le régiment participe à la prise de Mirebeau et à la défense de Niort. Engagé dans la troisième guerre de Religion, il se trouve, le 15 juin 1570, au combat de Sainte-Gemme et est licencié le 8 août 1570 à la paix de Saint-Germain-en-Laye.
- Régiment de Le Mans

C'est un régiment provincial qui est créé par ordonnance du 4 août 1771, en remplacement des milices provinciales. Ce régiment est formé des bataillons de Le Mans et de Mayenne sous le commandement du Charles Louis comte d'Esnos. Le régiment est supprimé par ordonnance du 15 décembre 1775 qui fait disparaître les troupes provinciales.
- Régiment de Le Rasle

Ce régiment est levé le 15 juillet 1653 N. Le Rasle. Il participe au siège de Sainte-Ménéhould. Il est licencié après la campagne.
- Régiment de Le Tellier

C'est l'ancien régiment de Villequier, qui est renommé « régiment de Le Tellier » en 1709 après avoir été donné à N. Le Tellier. Engagé dans la guerre de Succession d'Espagne, il prend le nom derégiment de La Motte en 1712 après avoir été donné à N. de La Motte.
- Régiment de Leberon (1569-1570)

Ce régiment est organisé en juin 1569, pour François de Leberon, avec une fraction du régiment de Montluc (1567-1569). Dans le cadre de la troisième guerre de Religion, il participe aux sièges de Mont-de-Marsan et de Rabastens il est licencié en Languedoc le 8 août 1570 à la paix de Saint-Germain-en-Laye.
- Régiment de Leberon (1616-1616)

Ce régiment est levé 13 novembre 1616 par N. de Leberon. Il sert en Savoie et est licencié le 1er décembre 1616.
- Régiment de Lecques (1585-1587) 

C'est l'ancien régiment de Grémian, qui est renommé « régiment de Lecques » en octobre 1585 après avoir été donné à Antoine du Pleix de Lecques. Dans le cadre de la huitième guerre de Religion, il sert en Languedoc et est licencié en 1587.
- Régiment de Lecques (1630-1631)

Ce régiment est levé le 27 mars 1630, par Henri de Chaumont, baron de Lecques,, dans le cadre de la guerre de Succession de Mantoue. Il participe à la conquête de la Savoie puis il est réformé le 11 janvier 1631. Rétabli le 8 juillet 1631, il participe à la bataille de Castelnaudary puis il passe en 1635 dans la Valteline et est engagé aux combats de Bormio et de Morbegno. Il prend le 8 décembre 1631 le titre de régiment des Cévennes.
- Régiment de Lée (1693-1694) 

C'est l'ancien régiment d'O'Brien, qui est renommé « régiment de Lée » le 18 novembre 1693 après avoir été donné à André de Lée. Il prend le nom de régiment de Talbot le 25 août 1694 après avoir été donné à Richard Talbot.

Régiment de Leé (1693-1694)
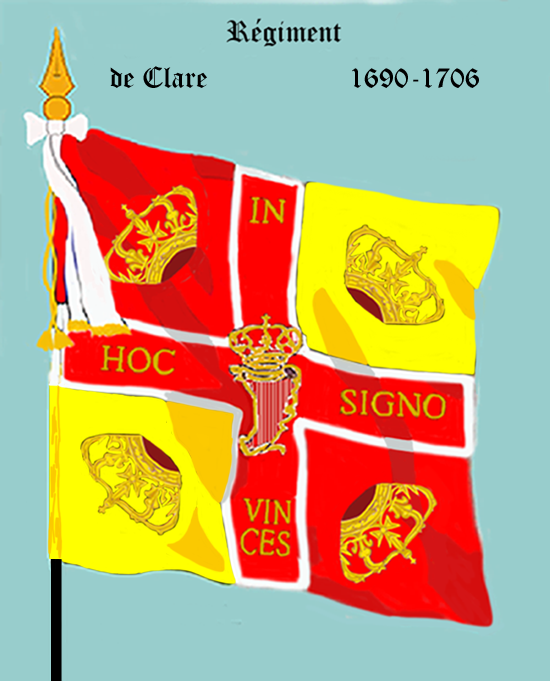
de 1690 à 1706

- Régiment de Lée (1694-1733) 

C'est l'ancien régiment de Mountcashel, qui est renommé « régiment de Lée » le 28 juillet 1694 après avoir été donné à André de Lée. Il prend le nom de régiment de Bulkeley le 16 septembre 1733 après avoir été donné à François de Bulkeley.

Régiment de Lée (1694-1733)
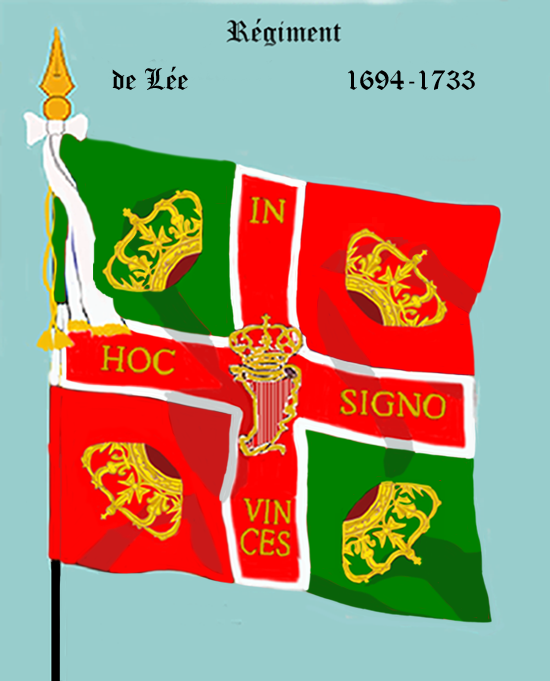
de 1694 à 1733

- Légion de Clermont-Prince

C'est l'ancien régiment des Volontaires Étrangers de Clermont-Prince, qui prend le titre « Légion de Clermont-Prince » le 21 décembre 1762, et reconstitué sur le pied des autres légions. Elle est en garnison à Longwy en 1616, et à Philippeville en 1766. Elle est mise cette année là sous le titre de légion de Condé.
- Légion de Condé

C'est l'ancienne légion de Clermont-Prince, qui prend le titre « Légion de Condé » en 1766. Elle est en garnison à Strasbourg en 1768, et à Bitche en 1770. Elle est donnée cette année à N. chevalier de Maillé. Il prend alors garnison en Bretagne en 1771, à Lauterbourg en 1772, à Haguenau en 1774 et au Puy en 1775. L'unité est licenciée à Valence le 9 décembre 1776. Les dragons sont transformés en quatre escadrons de chasseurs à cheval, qui sont attachés aux 13e, 14e, 15e et 16e régiments de dragons. Uniforme en 1758 ; infanterie : habit ventre de biche, collet, parements, doublure et veste rouges; boutons et boutonnières blancs; casque de cuivre jaune à chenille écarlate, aigrette blanche pour les fusiliers, rouge pour les grenadiers. Cavalerie : revers rouges à l'habit, aigrette blanche au casque, bottes molles. Uniforme en 1616 : habit, collet, parements, pattelette de la veste ventre de biche ; doublure et veste rouges ; boutons blancs ; schabraque des dragons ventre de biche bordée d'un galon blanc traversé au milieu par une raie ventre de biche. Uniforme en 1770 : revers, collet et parements rouges; sept petits boutons au revers, trois gros au-dessous et trois au parement; schabraque en peau de mouton avec dents de loup chamois.
- Légion de Conflans

C'est l'ancien régiment des Dragons-Chasseurs de Conflans, qui prend le titre « Légion de Conflans » le 1er mars 1763, et qui est formée à 17 compagnies, dont une de grenadiers, huit de fusiliers et huit de dragons. L'unité se trouve garnison à Metz en 1616, à Vic en 1766, à Marsal en 1770, à Mirecourt en 1775. Les dragons sont transformés en hussards en 1767. Ce corps est supprimé le 25 mars 1776; l'infanterie est licenciée et les quatre escadrons de hussards forment le régiment des Hussards de Conflans. En 1616, le costume était pour tout le monde entièrement vert avec les boutons jaunes, les dragons avaient la schabraque verte bordée d'un galon blanc partagé en deux par une raie verte. La cavalerie en 1767 reprit le costume de hussard qui fut toujours vert avec galon et soutaches jaunes; schako noir doublé de vert, sabretache rouge bordée d'un galon vert avec le chiffre du roi en drap vert liseré de jaune. La schabraque fut en peau de mouton blanc avec dents de loup vertes. En 1770, l'infanterie avait l'habit à revers de la couleur du fond et le chapeau bordé d'un galon jaune.

Légion de Conflans
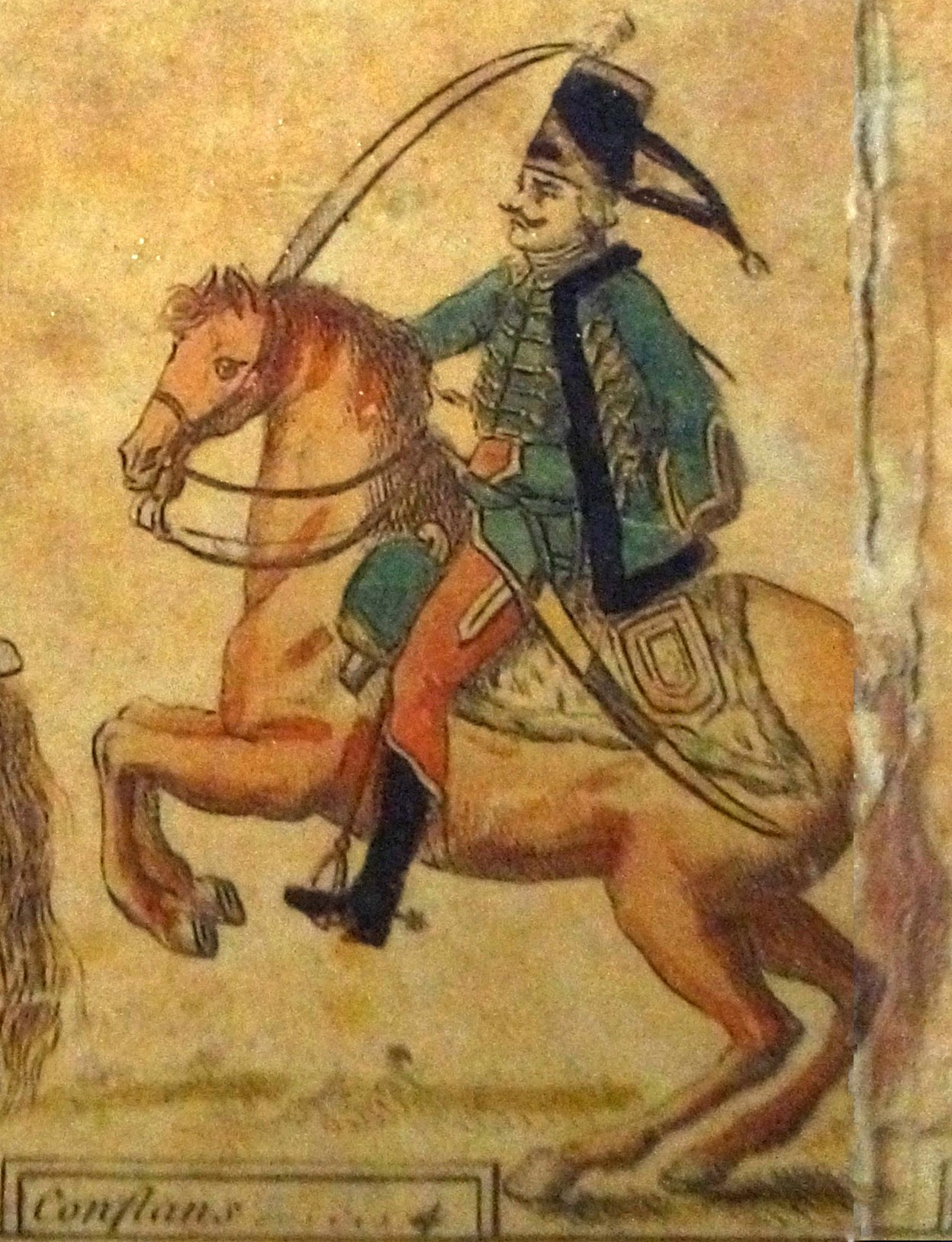
Hussards de Conflans

- Légion Corse

Cette unité est créée sous ce titre en 1769 après la pacification de la Corse, et formée à Tarascon sur le pied des autres légions de troupes légères c'est-à-dire à 17 compagnies, dont une de grenadiers, huit de fusiliers et huit de dragons. Donnée à N. des Lacs d'Arcambal, la légion prend garnison à Montauban en 1771, à Strasbourg en 1772, et à Libourne en 1775. Il prend le 26 avril 1775 le titre de légion de Dauphiné.
- Légion de Dauphiné

C'est l'ancienne Légion Corse, qui prend le titre « Légion de Dauphiné » le 26 avril 1775. L'infanterie corse de cette légion, est incorporée dans le régiment Royal-Corse, qui est remplacée dans cette légion par le régiment irlandais de Walsh qui vient dêtre supprimé. La légion ayant été licenciée le 24 novembre 1776, l'infanterie permet de rétablir le régiment de Walsh, et la cavalerie, transformée en 4 escadrons de chasseurs à cheval, est attachée aux 21e, 22e, 23e et 24e régiments de dragons. Ce corps portait habit et culotte bleu céleste, collet et parements noirs, veste et doublure blanches; boutons blancs; les dragons avaient la veste et la culotte chamois : l'armement était à la corse, le pistolet et le poignard à la ceinture. En 1772, l'infanterie prit la culotte blanche. En 1775, le collet était bleu ciel; l'habit avait le revers noir et l'épaulette bleue.
- Légion de Flandre

C'est l'ancien régiment des Volontaires de Flandre, qui prend le titre « Légion de Flandre » après avoir été reconstitué avec l'incorporation du régiment des Volontaires de Dauphiné le 21 décembre 1762 sur le pied de dix sept compagnies, dont une de grenadiers, huit de fusiliers et huit de dragons. Il se trouve en garnison à Givet en 1616, à Sarreguemines en 1764, à Vienne en 1765, à Guise en 1766, à Bourg en 1767, et à Montbrison en 1769. Elle est donnée en 1770 à N., vicomte d'Harambures et est en garnison au Puy en 1772, à Strasbourg en 1775 et à Falaise en 1776. L'unité est licenciée le 18 août 1776. Les dragons sont transformés en quatre escadrons de chasseurs à cheval qui sont attachés aux 5e, 6e, 7e et 8e régiments de dragons. L'uniforme, en 1760, consistait en habit, veste et doublure bleus; culotte blanche; parements et revers rouges; boutons et boutonnières blancs; chapeau bordé d'argent. En 1616, le corps portait habit jaune, doublé de même, collet, revers et parements verts, veste jaune avec une pattelette verte à la manche, boutons blancs. La schabraque des dragons jaune bordée d'un galon blanc. En 1764, ce costume était remplacé par un habit bleu céleste foncé, collet, revers, parements, veste, culotte et doublure blancs, pattelette bleu céleste. Schabraque de peau de mouton avec dents de loup bleu céleste.
- Légion de Hainaut

C'est l'ancien régiment des Volontaires de Hainaut, qui prend le titre « Légion de Hainaut » après avoir été reconstitué le 1er mars 1763 avec l'incorporation du régiment des Volontaires d'Austrasie. Donné à Antoine Charles du Houx, baron de Viomesmil, il est remplacé le 3 janvier 1770 par son frère Charles chevalier de Viomesnil. L'unité est en garnison en Flandre en 1616, à Tournon en 1764, au Puy en 1765, à Givet en 1766, au Puy en 1767, à Annonay en 1768. Elle est mise à la fin de cette année sous le titre de Légion de Lorraine.
- Légion de l'Île-de-France

Cette unité est créée le 1er juillet 1766 pour le service des îles de France et de Boutbon. La légion envoie des détachements dans les Indes orientales. Elle est incorporée le 18 août 1772 dans les régiments de l'Île-de-France, de l'Ile-Bourbon et du Port-Louis.
- Légion de Lorraine

C'est l'ancienne Légion de Hainaut, qui prend le titre « Légion de Lorraine » en 1768. Elle est en garnison à Tournon en 1769, puis en 1770 l'infanterie est en Corse, et la cavalerie dans le Languedoc. La légion complète se trouve en garnison à Bitche en 1771, à Saint-Lô en 1773, à Falaise en 1774 et à Tournon en 1775. L'unité est licenciée le 5 décembre 1776. Les dragons sont transformés en quatre escadrons de chasseurs à cheval, qui sont attachés aux 9e, 10e, régiment de Condé dragons et 12e régiments de dragons. Uniforme en 1760 : habit, veste et doublure bleus; poches en long; culotte blanche; parements, revers et collet noirs; boutons et boutonnières blancs; chapeau bordé d'argent. Uniforme en 1616 : babit bleu, veste et doublure ventre de biche; collet et parements de l'habit et pattelette de la veste noirs; boutons blancs. Schabraque bleue dordée d'un galon blanc, traversée au milieu par une raie noire. En 1764, l'infanterie, a la culotte blanche, et les dragons la culotte chamois ; la schabraque est en peau de mouton avec dents de loup bleu de roi. En 1775, l'habit a le revers et le collet bleus et le parement noir.
- Légion Royale

C'est l'ancien régiment des Volontaires Royaux, qui prend le titre « Légion Royale » le 7 mai 1758, en récompense de sa valeur. Toujours commandée par Charles-Louis, comte de Chabot La Serre, la légion est portée à quatorze cent vingt hommes, divisés en dix-sept compagnies, dont deux de grenadiers, douze de fusiliers-dragons, deux de hussards et une d'ouvriers. Engagé dans la guerre de Sept Ans, elle assiste à la bataille de Krefeld en 1758 et elle est donnée le 10 mars 1759 à Antoine, chevalier de Chabot La Serre, frère du précédent colonel qui mène l'unité aux batailles de Lutzelberg, de Metmen, d'Elberfeld et de Minden en 1759, batailles de Corbach, de Warburg, de Rhadern et de Kloster Kampen en 1760. L'unité est donnée le 16 mai 1760 à Louis de Drummond, comte de Melfort. Elle sert en Allemagne jusqu'à la paix. La légion est donnée le 20 février 1761 à Louis Florent, chevalier de Vallière (en), puis en mai 1763 à N., marquis de Nicolaï et constituée à dix sept compagnies, une de grenadiers, huit de fusiliers et huit de dragons. Mise en garnison à Huningue, elle passe à Annonay en 1764, et est donnée à N. comte de Coigny en 1765, puis elle se trouve en garnison à Givet en 1766, à Saint-Hippolyte en 1767, à Tournon en 1768, en Corse en 1769, à Bar-le-Duc en 1770, en Bretagne en 1771, à Mouzon en 1772 et à Sarreguemines en 1775. Elle avait été donnée en 1774 à N., duc de Lauzun. La légion est licenciée le 16 juillet 1776. Les dragons sont transformés en quatre escadrons de chasseurs à cheval, qui sont attachés aux quatre premiers régiments de dragons. La Légion royale portait en 1758 habit bleu, parements, collet, veste et doublure rouges, culotte blanche, boutons blancs, des deux côtés sur l'habit et la veste, trois sur les poches coupées en travers, bonnet de peau d'ours pour les hommes à pied, chapeau bordé d'argent pour les cavaliers. En 1764, la veste et la doublure sont bleues. La schabraque des dragons est bleue, bordée d'un galon blanc liséré de rouge sur les bords. En 1775, la doublure et la veste deviennent blanches; l'habit a des revers rouges; la schabraque est également rouge.
- Légion de Saint-Domingue

Cette unité est créée le 1er juillet 1766 pour le service des grandes et petites Antilles. Elle est incorporée le 18 août 1772 dans les régiments du Cap et du Port-au-Prince.
- Légion de Soubise

C'est l'ancien régiment des Volontaires de Soubise, qui prend le titre « Légion de Soubise » en 1766. Elle est mise en garnison à Douai en 1768, et en Corse en 1769. Donnée en 1770 à Henri-Louis-Marie de Rohan, prince de Guémené, l'unité est commandée par le colonel-commandaht N., baron de Klinglin. Elle prend garnison à Tournon en 1771 et à Hesdin en 1775. L'unité est licenciée le 27 août 1776. Les dragons sont transformés en quatre escadrons de chasseurs à cheval, qui sont attachés aux 17e, 18e, 19e et 20e régiments de dragons. Uniforme en 1762 : infanterie, habit, veste et manteau verts, parements, revers et collet noirs, culotte noire à la hongroise, demi-guêtres noires, boutons blancs, bonnet à la hongroise; cavalerie, agréments blancs sur l'habit coupé à la hongroise. Uniforme en 1765 : infanterie, veste et culotte bleues à la hongroise, pattelettes, revers et collet blancs; boutons blancs des deux côtés jusqu'à la poche qui est diagonale; bonnet noir bordé d'un galon blanc, brodequins noirs; dragons : habit et revers bleus doublés de blanc, parements blancs, poches en long, boutons et boutonnières blancs des deux côtés, veste et culotte blanches, bonnet de feutre à la pandoure, couverte de drap bleu et garnie de peau d'ours, bottes molles, schabraque
bleue avec galon blanc. En 1770, cette schabraque est en peau de mouton avec dents de loup blanches.
- Régiment de Léglise

Ce régiment est levé en février 1642 par N. de Léglise, dans le cadre de la guerre franco-espagnole. Affecté à l'armée d'Italie, il se trouve au siège de Tortone en 1642. Il est licencié le 8 octobre 1643.
- Régiment de Leisler 

Ce régiment allemand est formé le 1er août 1690 par Jean-Henri Leisler. Il prend le nom de régiment de Sparre (1694-1714) le 20 octobre 1694 après avoir été donné à Erik Sparre, comte de Sundby.

Régiment de Leisler
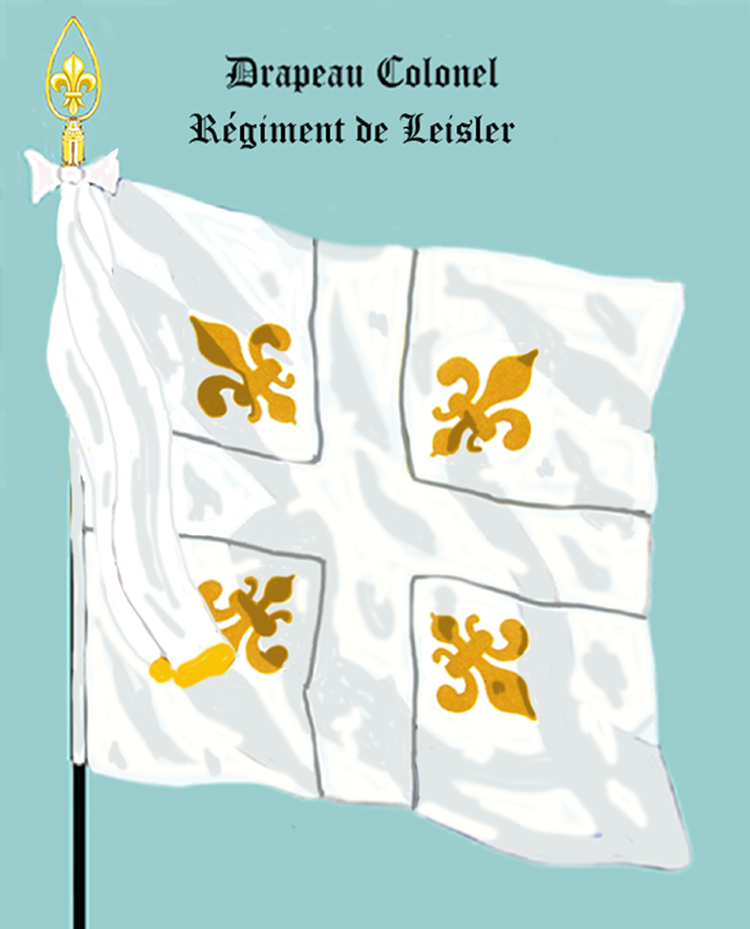
drapeau Colonel de 1690 à 1760
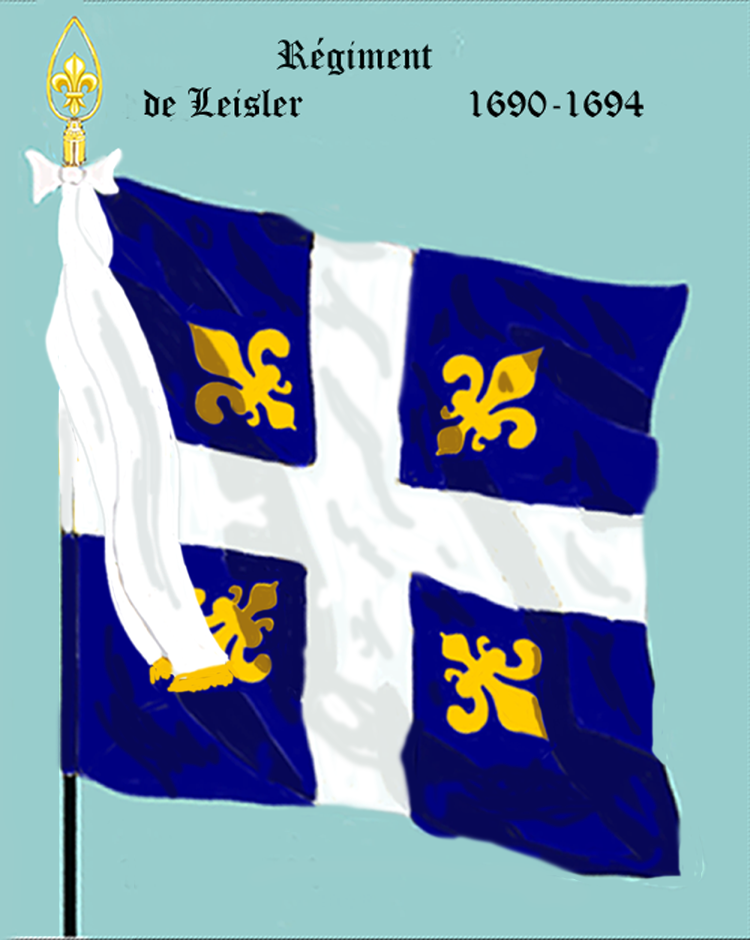
de 1690 à 1694

- Régiment de Lémon

Le régiment est levé le 17 juin 1625 par François de Savigny de Lémon. Réformé en mai 1626, il est rétabli en 1630 sous le nom de régiment de Navailles-Pontoux.
- Régiment de Lémont 

Ce régiment lorrain est amené en avril 1606, par François de Savigny de Lémont, pour l'expédition de Sedan. Congédié la même année, il est rappelé le 24 avril 1610 et est licencié au mois d'août.

Régiment de Lemps
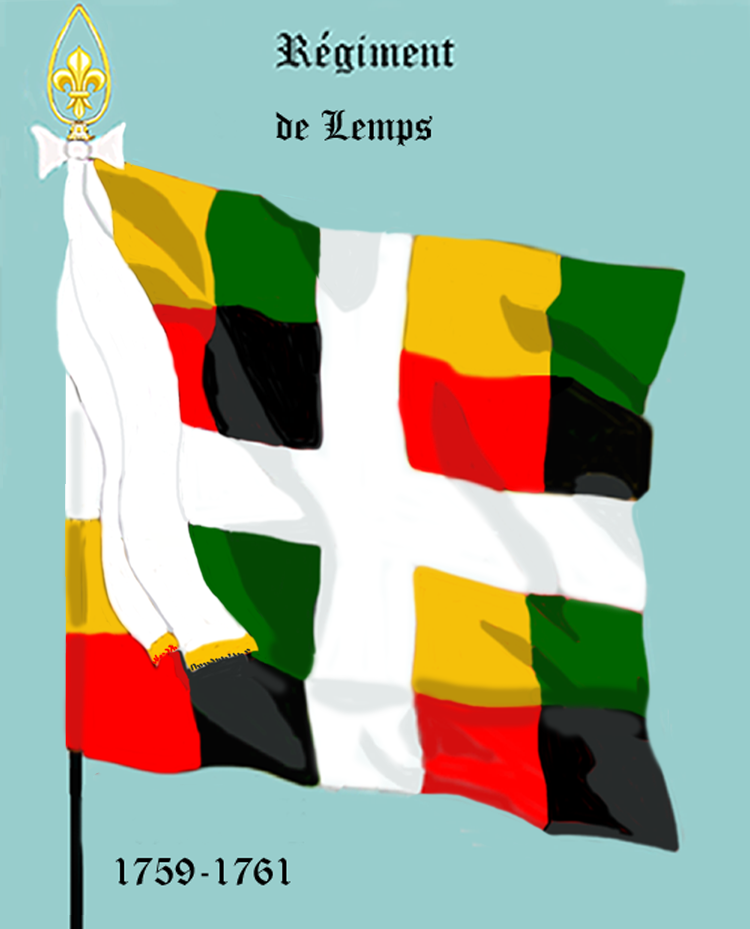
de 1759 à 1761

C'est l'ancien régiment de Cossé (1749-1759), qui est renommé « régiment de Lemps » le 24 septembre 1759 et qui prend le nom de régiment de Puységur (1761-1762) le 30 novembre 1761.
- Régiment de Lemps
- de 1759 à 1761

Régiment de Lenck
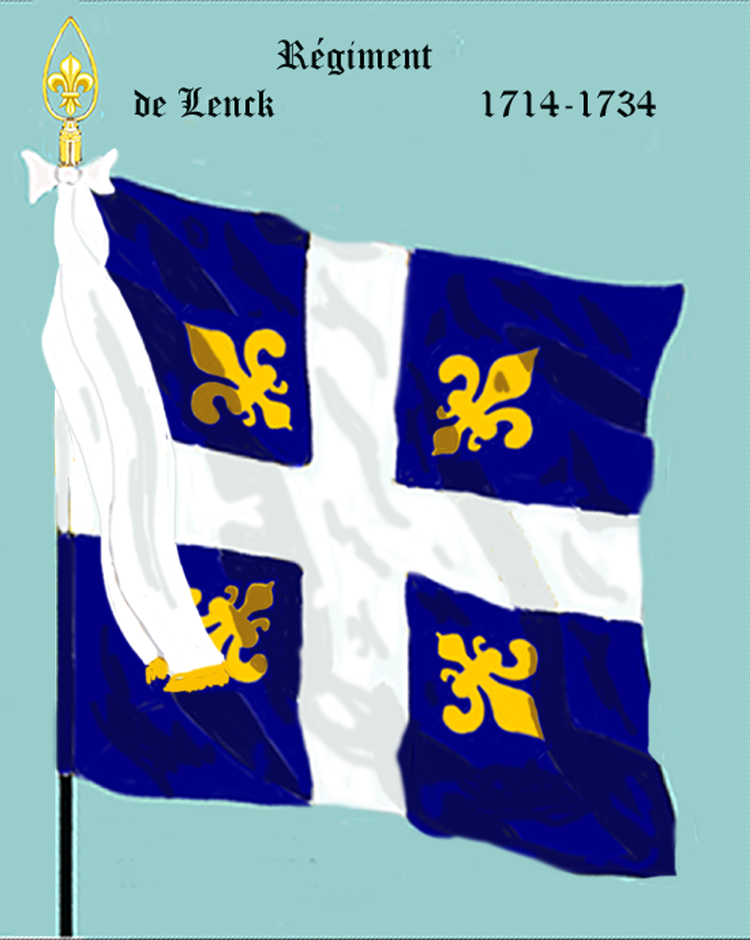
régiment de Lenck de 1714 à 1734

C'est l'ancien régiment de Sparre (1694-1714), est renommé « régiment de Lenck » le 10 mars 1714 après avoir été donné à Jakob Gustaf Lenck, et qui prend le nom de régiment d'Appelgrehn le 19 décembre 1734 après avoir été donné à Pierre Appelgrehn.
- Régiment de Lenck
- régiment de Lenck de 1714 à 1734

- Régiment de Lenoncourt

Ce régiment est levé le 15 août 1615, par Antoine de Lenoncourt.. Il sert dans le Bassigny et est licencié le 6 mai 1616 à la paix de Loudun.
- Régiment de Léon (1710-1715)

Voir régiment du Chevalier de Léon
- Régiment de Léon (1710-1712) 

C'est l'ancien régiment de Las Sierras, qui est renommé « régiment de Léon » en 1711. Engagé dans la guerre de Succession d'Espagne il est licencié en 1712.
- Régiment de Léotaud

C'est l'ancien régiment de Puységur (1706-1708), qui est renommé « régiment de Léotaud » après avoir été donné en 1708 à N. de Léotaud. Engagé dans la guerre de Succession d'Espagne, il est envoyé en Flandre. Il prend le nom de régiment de Valory après avoir été donné le 21 novembre 1712 à Guy-Louis-Henri, marquis de Valory.
- Régiment de Lermont

Le régiment est levé le 15 janvier 1641 par Jean de Bouex de Lermont, pour tenir garnison à Ardres. Il participe au siège de Courtrai en 1646 surant lequel le mestre de camp est tué. Le corps est licencié en 1648.
- Régiment Les Vaisseaux.

Le régiment est levé le 13 mars 1638 par Henri d'Escoubleau de Sourdis, archevêque de Bordeaux dans le cadre de la guerre franco-espagnole. Le 3 février 1640 il prend le nom de régiment des Vaisseaux-Richelieu.
- Régiment de Lescures

Ce régiment est levé le 8 février 1628 par N. de Lescures. Il sert en Languedoc et est licencié le 20 août 1629.
- Régiment de Lesdiguières

Ce régiment est levé le 21 juin 1640, dans le cadre de la guerre de Trente Ans, par François-Emmanuel de Blanchefort de Bonne, duc de Lesdiguières. Il sert en Picardie et est licencié en 1641. Il participe au siège de Bapaume. Licencié en 1641, il est rétabli le 1er août 1642. Cassé le 18 juin 1643 pour avoir déserté en partie en passant les Alpes, il est rétabli aussitôt après et envoyé au siège de Thionville en 1643. Licencié en 1644, il est rétabli le 6 avril 1655 avec dix compagnies tirées du régiment de Dauphiné (1639-1660) et affecté à l'armée d'Italie. Il est incorporé le 20 novembre 1655 dans le régiment de Sault qui deviendra le régiment de Flandre.
- Régiment de Lespinay

C'est l'ancien régiment de Nupcès, qui prend le nom de « régiment de Lespinay » en 1711 après avoir été donné à N. de Lespinay. Engagé dans la guerre de Succession d'Espagne, il sert sur le Rhin. Il est licencié en 1714.
- Régiment de Lestang

Ce régiment est levé le 1er janvier 1592 dans le cadre la huitième guerre de Religion, par N. de Lestang. Il sert en Anjou et participe à la bataille de Craon et est licencié la même année.
- Régiment de Lestelle

Le régiment est levé le 1er avril 1587 dans le cadre de la huitième guerre de Religion, par Arnaud de Beauville de Lestelle. Il sert en Normandie et est incorporé la même année dans le régiment de Villeluisant pour la défense de Fontenay-le-Comte. Après l'assassinat de Louis Hurault de Villeluisant, le mestre de camp du régiment, il est remplacé par Arnaud de Beauville de Lestelle qui donne son nom au régiment. Ainsi le régiment de Villeluisant, est renommé régiment d'Estelle. En 1588, l'unité participe à la prise de Marans, à la défense de Poitiers et au siège de La Garnache. En 1589, il sert en Normandie, en 1590, il est engagé au secours de Mayenne et au siège de La Ferté-Bernard et est licencié à la fin de la campagne.
- Régiment de Lestranges (1629-1629)

Ce régiment est levé le 15 juillet 1629 par N. baron de Lestranges. Dans le cadre de la répression de la troisième rébellion huguenote, il participe aux sièges de Privas et d'Alès et est licencié en 1629.
- Régiment de Lestranges (1702-1711)

Ce régiment est levé le 10 décembre 1702 par N. baron de Lestranges. Engagé dans la guerre de Succession d'Espagne il sert dans l'armée de Flandre. Il prend le nom de régiment de Moreton après avoir été donné à en 1711 à N. de Moreton.
- Régiment de Létorières

C'est l'ancien régiment Froulay (1703-1711), qui est renommé « régiment de Létorières » le 7 mars 1711 après avoir été donné à N. chevalier de Létorières. Engagé dans la guerre de Succession d'Espagne, il est licencié en 1714 après la paix.
- Régiment de Letterio 

C'est l'ancien régiment d'Albergotti, qui est renommé « régiment de Letterio » après avoir été donné en 1711 à N. de Letterio. Engagé dans la guerre de Succession d'Espagne il est licencié en 1712.
- Régiment de Leuré 

C'est un régiment ligueur, levé en 1590, dans le cadre la huitième guerre de Religion, par N. de Leuré. En 1590 le régiment participe à la défense de Paris et est licencié la même année.
- régiment de Leuville (1631-1633)

C'est l'ancien régiment d'Estissac, qui est renommé « régiment de Leuville » en 1631 et qui prend le nom de régiment de Maugiron en 1633.
- Régiment de Leuville (1700-1718)

C'est l'ancien régiment de Feuquières, qui est renommé « régiment de Leuville » en 1700 et qui prend le nom de régiment de Richelieu en 1718.

Régiment de Leuville (1700-1718)
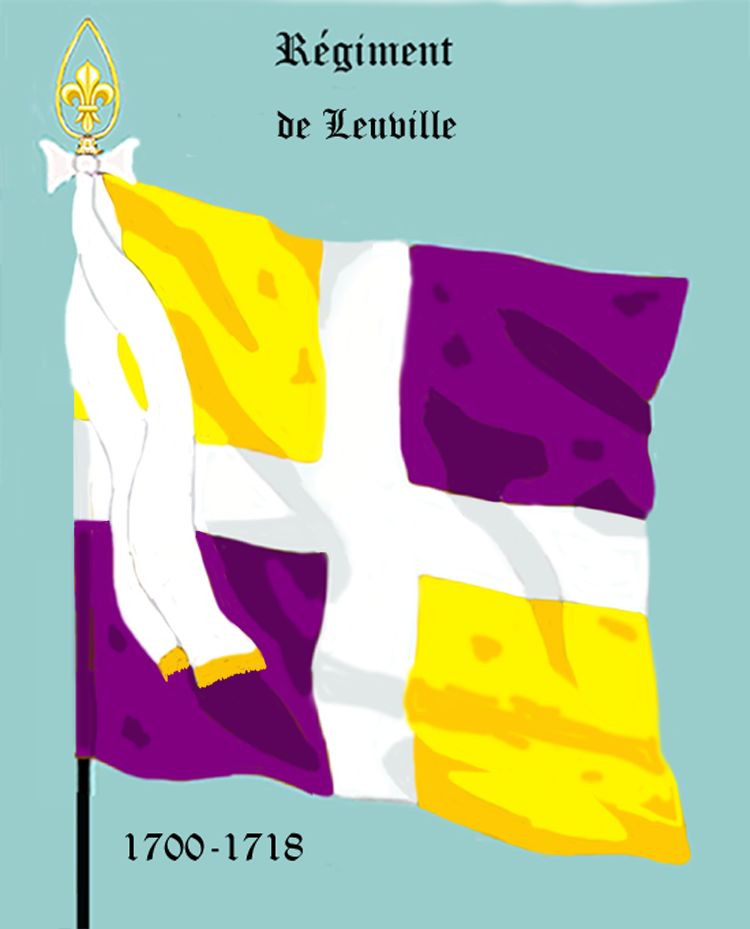
de 1700 à 1718

- Régiment de Lévis

Le régiment est levé le 27 juillet 1650 par Charles-Roger de Lévis-Charlus, marquis de Lévis. Il est licencié le 2 janvier 1651.
- Régiment de Lezun

Le régiment est levé le 7 juillet 1621 par N. de Lezun, dans le cadre de la répression organisée contre les Huguenots. Il participe au siège de Montauban et est licencié le 14 février 1623 après le traité de Montpellier.
- Régiment de Lignerac 

Ce régiment est levé en 1589, dans le cadre de la huitième guerre de Religion, pour la ligue, par Gilbert de Saint-Chomant de Lignerac. En 1590, il est participe à la défense de Paris puis se retire dans le Berry en 1590 et est licencié en 1595.
- Régiment de Lignery

Le régiment est formé 1er janvier 1689 des milices du Mans, par N. de Lignery. Dans le cadre de la guerre de la Ligue d'Augsbourg il sert en Flandre. Il est licencié le 3 mars 1698.
- Régiment de Lignières

C'est l'ancien |régiment de Lallier, qui est renommé « régiment de Lignières » en 1667. Le régiment de Lignières est incorporé en 1669 avec le régiment du Dauphin.

Régiment de Ligny
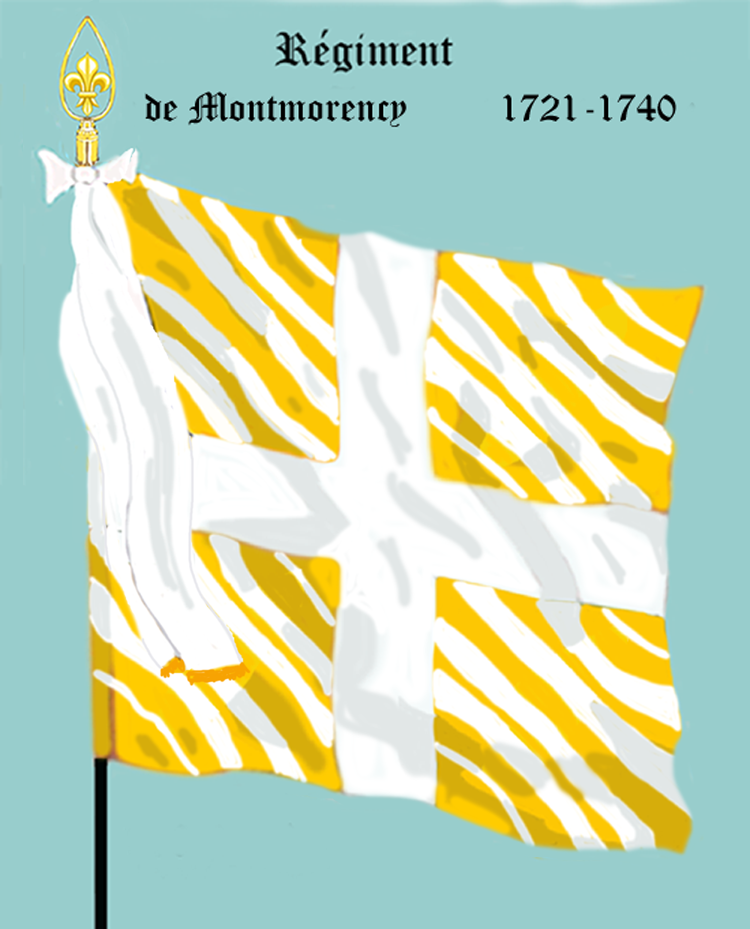
de 1721 à 1740

C'est l'ancien régiment d'Olonne, qui donné le 28 octobre 1721, à Anne de Montmorency-Luxembourg, comte de Ligny est renommé « régiment de Ligny ». Engagé dans la guerre de Succession de Pologne il se trouve à l'armée du Rhin, et participe au siège de Kehl en 1733, siège de Philippsbourg en 1734, à la bataille de Clausen en 1735 et fait les campagnes de 1739 à 1741 en Corse. Il prend le nom de régiment de Bauffremont le 1er janvier 1740 après avoir été donné au prince de Bauffremont.
- Régiment de Ligny
- de 1721 à 1740

- Régiment de Lille

C'est un régiment provincial qui est créé par ordonnance du 4 août 1771, en remplacement des milices provinciales. Ce régiment est formé des bataillons de Lille et de Valenciennes sous le commandement du chevalier de Croix. Le régiment est supprimé par ordonnance du 15 décembre 1775 qui fait disparaître les troupes provinciales.
- Régiment de Lillebonne

Le régiment est levé le 11 mars 1654 par N. d'Harcourt, comte de Lillebonne. Affecté à l'armée de Piémont, il est donné la même année à Charles de Lorraine, duc d'Elboeuf et devient le régiment d'Elboeuf
- Régiment de Limerick 

Le régiment de La Marine, arrive en France en 1689 et il passe au service de la France en septembre 1691. Sous les ordres du colonel, Richard Talbot, il est engagé dans la guerre de la Ligue d'Augsbourg et sert sur les côtes de Normandie en 1692, à l'armée d'Italie avec laquelle il participe à la bataille de La Marsaille en 1693, et au siège de Valenza 1696. Il est incorporé le 27 février 1698 dans le régiment de Berwick.
- Régiment de Limoges (1689-1698)

C'est l'autre nom du régiment de Desmoulins et du régiment d'Arginy, qui avaient été formés avec des milices de Limoges
- Régiment de Limoges (1771-1775)

C'est un régiment provincial qui est créé par ordonnance du 4 août 1771, en remplacement des milices provinciales. Ce régiment est formé des bataillons de Limoges et d'Angoulême sous le commandement de Guillaume de Galard de Béarn, comte de Brassac. Le régiment est supprimé par ordonnance du 15 décembre 1775 qui fait disparaître les troupes provinciales.
- Régiment de Limousin (1650-1661)

Ce régiment est levé sous ce titre, le 16 juin 1650, par François-Christophe de Lévis-Ventadour, comte de Bryon dans le cadre de la guerre franco-espagnole. Affecté à l'armée de Guyenne, il passe en Champagne en 1653 avec laquelle il se trouve au siège de Sainte-Ménéhould en 1653. Il rejoint l'armée de Flandre en 1654 et participe à l'attaque des lignes d'Arras puis au siège de Saint-Venant en 1657. Il est incorporé en 1661 dans lerégiment de La Reine.

Régiment de Limousin
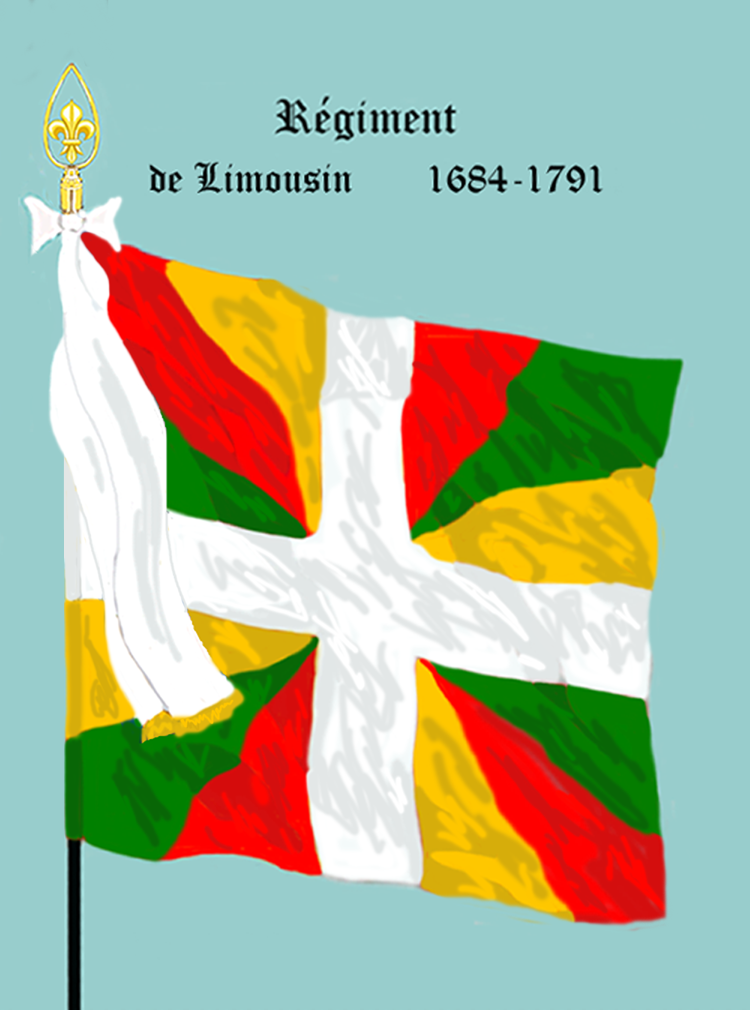
de 1684 à 1791

C'est l'ancien régiment de Montpezat, qui est renommé « régiment de Limousin » en 1684. Un bataillon du régiment qui se trouvait aux Antilles est amalgamé, le 18 août 1772, avec des détachements des régiments de Bouillon, de Périgord, de Médoc et Royal-Vaisseaux pour former les régiments de la Martinique et de la Guadeloupe. Par ordonnance du 30 janvier 1778, une compagnie du régiment forme le régiment des grenadiers royaux de la Touraine. Le « régiment de Limousin » est devenu depuis la Révolution le 42e régiment d'infanterie de ligne.
- Régiment de Limousin
- de 1684 à 1791

- Régiment de Linières (1646-1656)

C'est l'ancien régiment de Saint-Hurugues, qui est renommé « régiment de Linières » le 26 avril 1646 après avoir été donné à François des Essarts, marquis de Linières. Affecté à l'armée de Flandre en 1652, il est réformé le 21 mai 1653 puis il est rétabli le 30 mai 1653. Il participe au siège de Valenciennes en 1656 et il est licencié après cette campagne.
- Régiment de Linières

Ce régiment est levé le 30 mai 1653 par François des Essarts, marquis de Linières, pour tenir garnison à Saint-Quentin. Il est licencié en 1656.
- Régiment de Lisle ainé

C'est un régiment, formé en novembre 1568, dans le cadre de la troisième guerre de Religion, par Jean de Lisle-Marivaux. En 1569, il se trouve aux batailles et sièges de Jarnac, de Poitiers, de Moncontour et de Saint-Jean-d'Angély. Il est licencié le 8 août 1570 à la paix de Saint-Germain-en-Laye.
- Régiment de Lisle jeune

C'est un régiment, formé en novembre 1568, dans le cadre de la troisième guerre de Religion, par Claude de Lisle-Marivaux. En 1569, il se trouve aux batailles et sièges de Jarnac, de Poitiers, de Moncontour et de Saint-Jean-d'Angély. Il est licencié le 8 août 1570 à la paix de Saint-Germain-en-Laye.
- Régiment de Listenois

Le régiment est levé le 9 août 1674 par N. de Beauffremont, marquis de Listenois, dans le cadre de la guerre de Hollande. En 1685 il prend le titre de régiment Royal-Comtois
- Régiment de Livarot

Le régiment est levé le 15 avril 1580 par Jacques d'Arces de Livarot dans le cadre de la septième guerre de Religion. Il sert en Dauphiné et est licencié la même année après la paix du Fleix. Rétabli en mai 1585 pour la huitième guerre de Religion, il sert en Guyenne et est licencié en 1586.
- Régiment de Livry (1657-1657)

Il est levé le 20 février 1657 par N. Sanguin, marquis de Livry, dans le cadre de la guerre franco-espagnole. Il sert en Artois et est licencié la même année.
- Régiment de Livry (1703-1704)

C'est l'ancien régiment d'Enonville (1695-1698), qui est renommé « régiment de Livry » après avoir été donné le 21 novembre 1703 à Paul-Hippolyte Sanguin, chevalier de Livry. Engagé dans la guerre de Succession d'Espagne, il sert à l'armée de Bavière en 1704 et assiste à la bataille d'Höchstädt. Il prend le nom de régiment de Belzunce après avoir été donné le 17 septembre 1704 à Charles-Gabriel de Castelmoron, chevalier de Belzunce.
- Régiment de Lochmann (1648-1654) 

C'est l'ancien régiment de Rahn, qui est renommé « régiment de Lochmann » après avoir été donné en 1648 à Jean-Henri Lochmann, de Zurich dans le cadre de la guerre de Trente Ans. Envoyé aux armées de Roussillon et de Catalogne, il est licencié le 19 mars 1654, sauf la compagnie colonelle, qui est incorporée dans les Gardes Suisses.
- Régiment de Lochmann (1752-1777) 

Ce régiment suisse est levé le 1er mars 1752 par Jean-Ulrich Lochmann. En 1777, il prend le nom de régiment de Muralt.

Régiment de Lochmann (1752-1777)
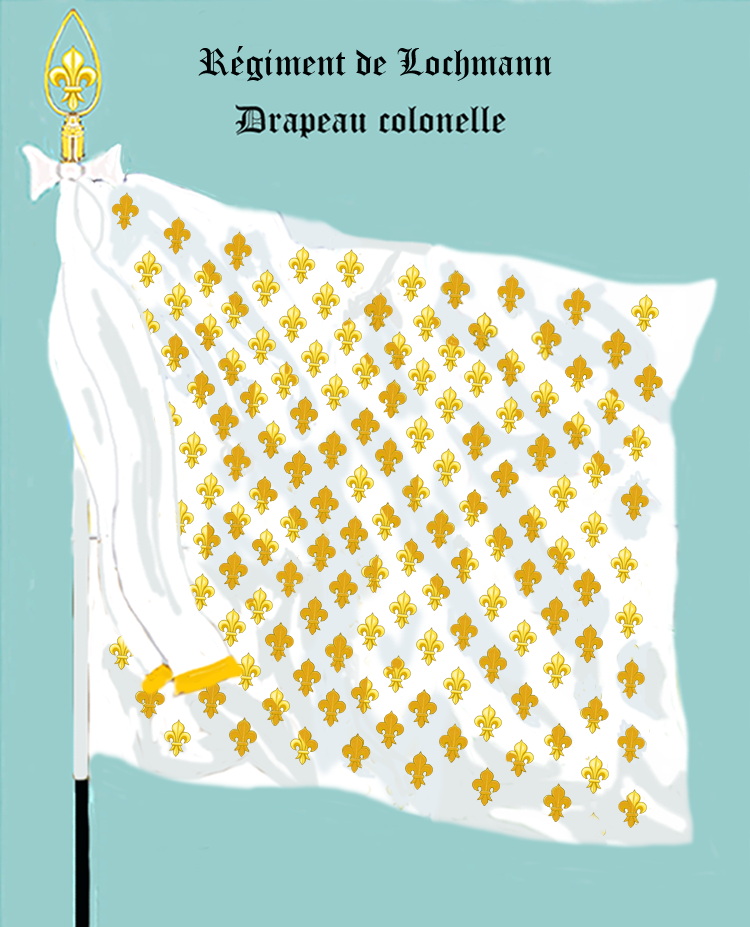
drapeau Colonel de 1751 à 1777
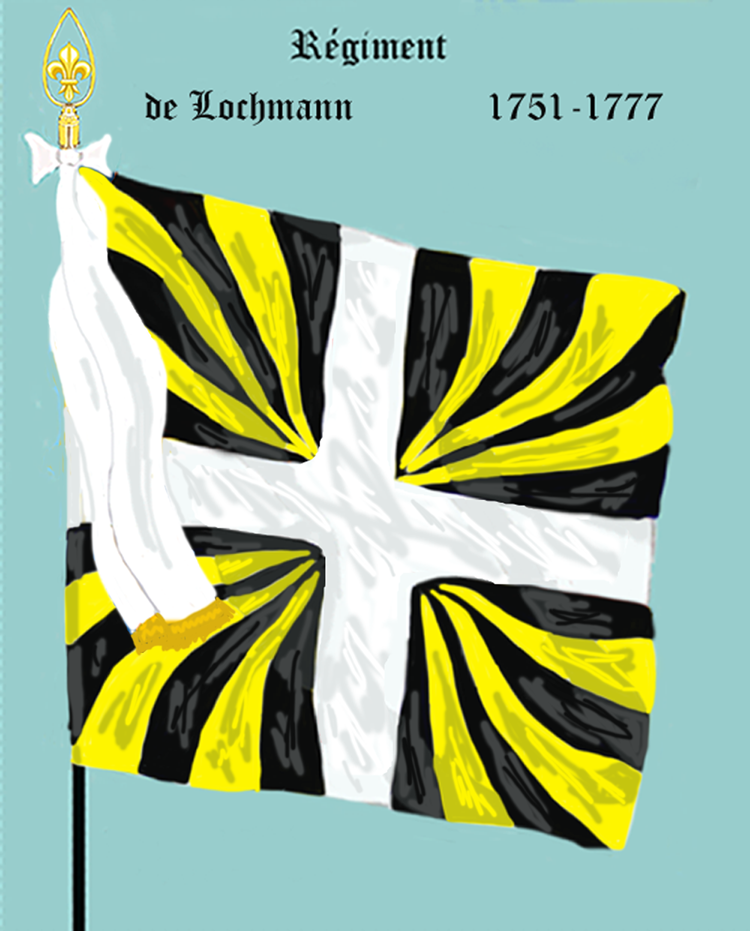
de 1751 à 1777

- Régiment de Lomagne

Ce régiment est levé le 19 décembre 1695 par Gilles-Gervais de La Roche-Lomagne. Engagé dans la guerre de la Ligue d'Augsbourg, il sert dans l'armée d'Italie. Il est réformé le 26 novembre 1698.
- Régiment de Longjumeau

Le régiment est levé le 27 mars 1630, par N. Ruzé d'Effiat, marquis de Longjumeau. Dans le cadre de la guerre de Succession de Mantoue, il sert en Savoie, puis, après le traité de Cherasco en 1631 il sert en Lorraine et participe au siège de Nancy en 1633 avant de prendre le nom de régiment d'Effiat.
- Régiment de Longuerue (1710-1713)

C'est l'ancien régiment de Montboissier qui est donné le 18 avril 1710 à N. de Longuerue, devenant le « régiment de Longuerue ». Il est licencié le 13 décembre 1713 à la signature des traités d'Utrecht mettant fin à la guerre de Succession d'Espagne.
- Régiment de Longueval

C'est l'ancien régiment de Manicamp, qui est renommé « régiment de Longueval » lorsqu'il est rétabli par Charles de Longueval le 27 mars 1630 pour participer à la guerre de Trente Ans. Il sert en Picardie et il se trouve à la bataille des Avins en 1635, au siège de Landrecies en 1637, à la défense de Guise en 1638 avant d'être mis en garnison à Mouzon en 1639. Il passe le 10 août 1640 à Henri de Théval, comte de Longueval avec lequel il participe au siège d'Aire en 1641 et est licencié après la campagne.
- Régiment de Longueville

Le régiment est levé le 15 juillet 1653 par Henri, duc de Longueville. Il participe au siège de Sainte-Ménéhould en 1653 et est mis en garnison dans cette place, puis il se trouve au siège de Clermont-en-Argonne en 1654 et au siège de Landrecies en 1655 et est licencié après cette campagne.
- Régiment de Lorges (1585-1585) 

C'est un régiment protestant, levé en juin 1585, dans le cadre de la huitième guerre de Religion, par N. de Montgommery de Lorges. Il participe au siège de Brouage et est licencié en 1585.
- Régiment de Lorges (1661-1665)

C'est l'ancien régiment de Duras (également appelé régiment de Montgommery), qui, après avoir été donné à Guy Alfonse de Durfort, comte de Lorges, est renommé « régiment de Lorges » en 1661 et reçoit l'incorporation du régiment de La Couronne (1638-1661) en 1661 puis il prend le titre de régiment de Rauzan en 1665.
- Régiment de Lorges (1689-1690)

Ce régiment est levé le 28 mai 1689 par Guy-Aldonse de Durfort, comte de Lorges. Engagé dans la guerre de la Ligue d'Augsbourg, il rejoint l'armée d'Allemagne et se trouve à la défense de Mayence en 1689. Il est licencié en 1690.
- Régiment de Lorraine (1585-1596) 

C'est l'ancien régiment lorrain de Guise, qui est renommé « régiment de Lorraine » en 1585. Devient un régiment ligueur en 1587, il fait sa soumission en 1596, et prend le titre de régiment de Phalsbourg.
- Régiment de Lorraine (1635-1669)

C'est l'ancien régiment de Chamblay, qui est renommé « régiment de Lorraine » en 1635 et qui est incorporé en 1669 avec le régiment du Roi.

Régiment de Lorraine (1684-1762)
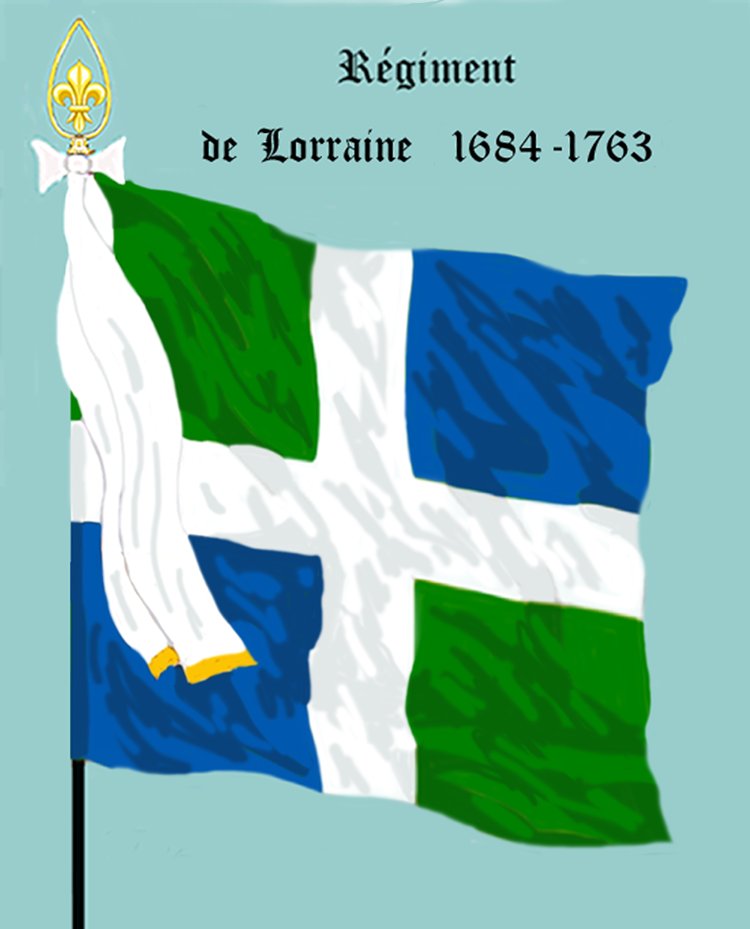
de 1684 à 1762

Ce régiment est créé sous ce titre, le 21 février 1684, et donné à Charles de Monchy, marquis d'Hocquincourt. Dans le cadre de la guerre de la Ligue d'Augsbourg il est affecté à l'armée de Flandre, et participe à la bataille de Fleurus en 1690 durant laquelle le colonel et six officiers y sont tués. Il est alors donné à Jean-Georges de Monchy, comte d'Hocquincourt, frère du précédent colonel avec lequel il est envoyé à l'armée de la Meuse. Son colonel ayant été tué en 1692 près d'Huy, il est donné le 4 octobre 1692 à Jean-Marie de Percin, marquis de Montgaillard qui mène le régiment au siège de Namur en 1692. Il rejoint l'armée des Alpes en 1693, avec laquelle il se trouve à la bataille de la Marsaglia, puis il rejoint l'armée d'Allemagne en 1694, l'armée de Flandre en 1695, l'armée de la Meuse en 1696 et 1697. Engagé dans la guerre de Succession d'Espagne avec l'armée d'Allemagne, il se trouve à la bataille de Friedlingen en 1702, au siège de Kehl et à la campagne de Bavière en 1703. Il est donné le 16 décembre 1703 à Jean-Charles de Bournel de Namps, marquis de Monchy et participe à la bataille d'Höchstädt en 1704 puis il rejoint l'armée de la Moselle en 1705 et 1706, l'armée de Flandre en 1707 avec laquelle il assiste à la bataille d'Audenarde en 1708, et à la bataille de Malplaquet en 1709. Il est donné le 29 mars 1710 au comte de La Mothe-Houdancourt avec lequel il se trouve engagé dans la défense d'Aire en 1710 durant laquelle le colonel y est tué. Il est alors donné le 27 janvier 1711 à Jean-Étienne de Varennes-Gournay qui le mène à la bataille de Denain au sièges de Douai, du Quesnoy et de Bouchain en 1712, et au sièges de Landau et de Fribourg en 1713. Durant la guerre de Succession de Pologne il participe à l'occupation de la Lorraine en 1733 et au siège de Philippsbourg en 1734. Il est donné le 25 novembre 1734, à Claude-François-Léonor de Saint-Mauris, comte de Montbarrey avec lequel il se trouve à la bataille de Clausen en 1735. Engagé dans la guerre de Succession d'Autriche, il rejoint l'armée de Flandre en 1742, l'armée de Bavière en 1743 et sert en Alsace, en 1744 et 1745. Donné le 1er décembre 1745 à Jean-François-Hubert Le Ver, marquis de Caux, il est envoyé à l'armée de Flandre avec laquelle il se trouve aux prises de Mons et de Charleroi et à la bataille de Rocoux en 1746, à la bataille de Lauffeld, et au siège de Berg-op-Zoom en 1747. Le 10 février 1749 il reçoit l'incorporation du régiment de Gâtinais (1692-1749). Dans le cadre de la guerre de Sept Ans, le 1er bataillon s'embarque pour l'Inde en janvier 1757, et le 2e bataillon reste à Coutances. Le 1er bataillon qui arrive à Pondichéry le 8 septembre suivant participe au siège de Gondelour en 1758 et au siège de Madras en 1759. Le régiment est donné en février 1759 à Jules-Marc-Antoine de Morel, marquis d'Aubigny avec lequel il se trouve à la défense de Pondichéry en 1760 puis il rentre en France en 1761. Le régiment est incorporé dans le régiment d'Aunis le 10 décembre 1762. Les cinq drapeaux d'ordonnance de Lorraine avaient deux carrés verts et deux carrés gris de lin, opposés par couleur. L'uniforme consistait en habit, culotte, collet et parements blancs; veste rouge, boutons jaunes; pattes ordinaires; chapeau bordé d'or.
- Régiment de Lorraine (1684-1762)
- de 1684 à 1762

Régiment de Lorraine
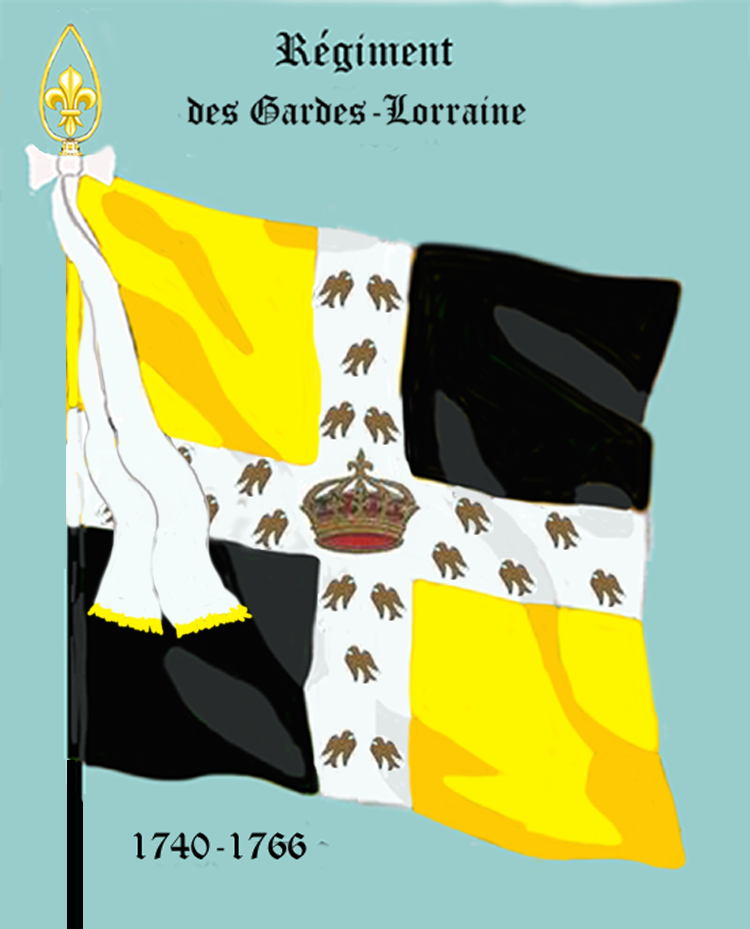
de 1740 à 1766
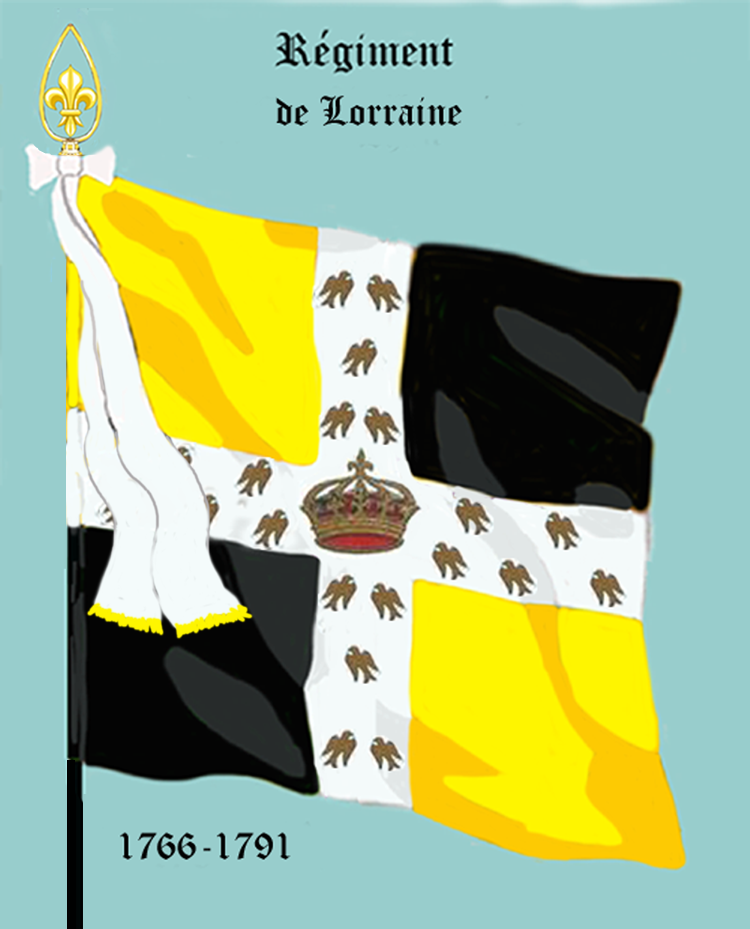
de 1766 à 1791
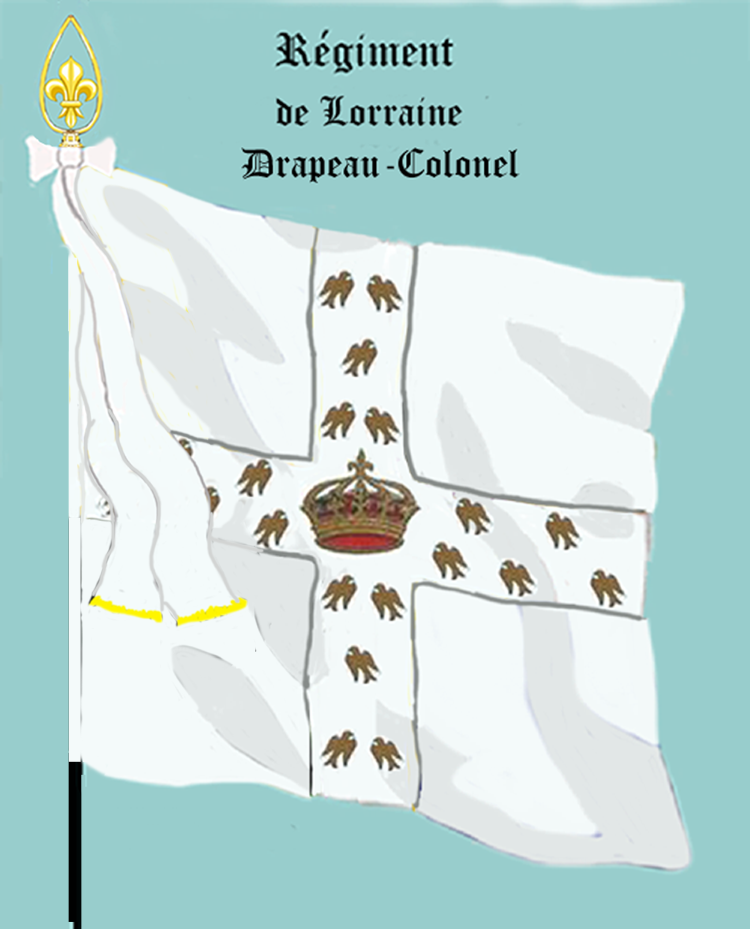
drapeau colonel de 1766 à 1791

C'est l'ancien régiment des Gardes de Lorraines (que l'usage a transformé en celui de régiment des Gardes Lorraines), qui est renommé « régiment de Lorraine » le 28 mars 1766, la province de Lorraine ayant été définitivement incorporée à la France. Par ordonnance du 30 janvier 1778, une compagnie du régiment forme le régiment des grenadiers royaux de la Lorraine. Le « régiment de Lorraine » est devenu depuis la Révolution le 47e régiment d'infanterie de ligne.
- Régiment de Lorraine
- de 1740 à 1766
- de 1766 à 1791
- drapeau colonel de 1766 à 1791

- Régiment de Los Rios 

Ce régiment espagnol passe le 1er février 1707 de la solde de l'Espagne à celle de France. Engagé dans la guerre de Succession d'Espagne il sert dans l'armée de Flandre et prend le nom de régiment de Las Sierras en 1710.
- Régiment de Lostanges (1689-1698)

Le régiment est formé 1er janvier 1689 des milices de Tulle, par N. de Lostanges. Dans le cadre de la guerre de la Ligue d'Augsbourg, il sert sur en Flandre et sur la Meuse. Il est licencié le 19 juillet 1698.
- Régiment de Lostanges (1695-1698)

Ce régiment est levé le 16 novembre 1695 Jacques Blanchet de Pierre-Buffière, marquis de Lostanges. Engagé dans la guerre de la Ligue d'Augsbourg, il est réformé le 19 juillet 1698, après le traité de Ryswick.
- Régiment de Lostanges (1702-1707)

Ce régiment est levé le 25 juillet 1702 Jacques Blanchet de Pierre-Buffière, marquis de Lostanges. Engagé dans la guerre de Succession d'Espagne, il est affecté à l'armée de Flandre, et participe à la bataille d'Ekeren en 1703, à la bataille de Ramillies et défense d'Ostende en 1706. Il prend le nom de régiment de Rasilly (1707-1714) après avoir été donné en juin 1707 à N. de Rasilly.
- Régiment de Lostanges-Béduer (1710-1713)

C'est l'ancien régiment de Brancas (1706-1710), qui est renommé « régiment de Lostanges-Béduer » après avoir été donné le 29 novembre 1710 à N. marquis de Lostanges-Béduer. Engagé dans la guerre de Succession d'Espagne, il est licencié le 13 décembre 1713.
- Régiment de Loumagne, 

C'est l'ancien régiment de Reding (1705-1715), qui est renommé « régiment de Loumagne » après avoir été donné à la fin de 1706 à N. de Loumagne. Engagé dans la guerre de Succession d'Espagne, il sert à l'armée des Alpes puis il passe en Espagne et participe au siège de Barcelone. Il reprend le nom de régiment de Reding après avoir été donné le 16 février 1707 à Dominique, baron de Reding de Bibberegg.
- Régiment de Louvignies (1702-1712)

Ce régiment est levé le 14 mai 1702 par Jean Meignard de Bernières de Louvignies. Engagé dans la guerre de Succession d'Espagne il sert à l'armée de Frandre et participe à la bataille de Ramilies en 1706. Il rejoint l'armée d'Espagne en 1707 etassiste au siège de Lérida, puis il retourne en Flandre en 1708 et se trouve à la bataille d'Audenarde en 1708 et à la bataille de Malplaquet en 1709. Il prend le nom de régiment de Siffredy après avoir été donné le 16 avril 1712 à N. de Siffredy.
- Régiment de Louvigny (1665-1674)

C'est l'ancien régiment de Gramont (1642-1665), qui est renommé « régiment de Louvigny » le 11 octobre 1665 et qui prend le nom de régiment de Guiche en 1674.

Régiment de Louvigny (1665-1674)
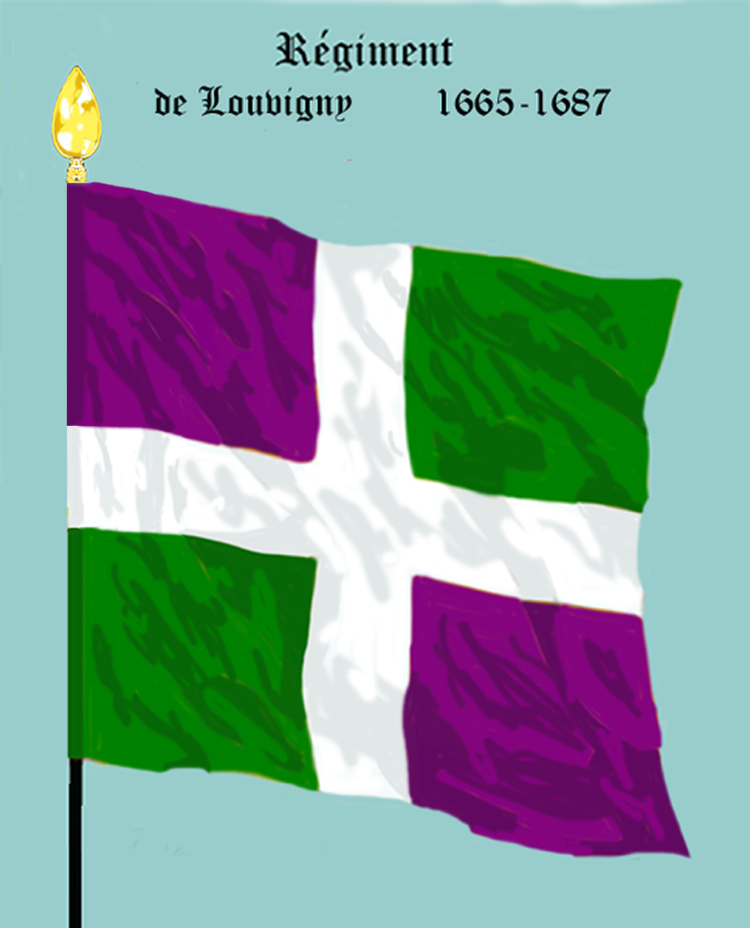
de 1665 à 1674

- Régiment de Louvigny (1705-1711)

C'est l'ancien régiment de Morangiès, qui est renommé « régiment de Louvigny » le 2 août 1705 et qui prend le nom de régiment de Bacqueville le 27 janvier 1711.

Régiment de Louvigny (1712-1734)
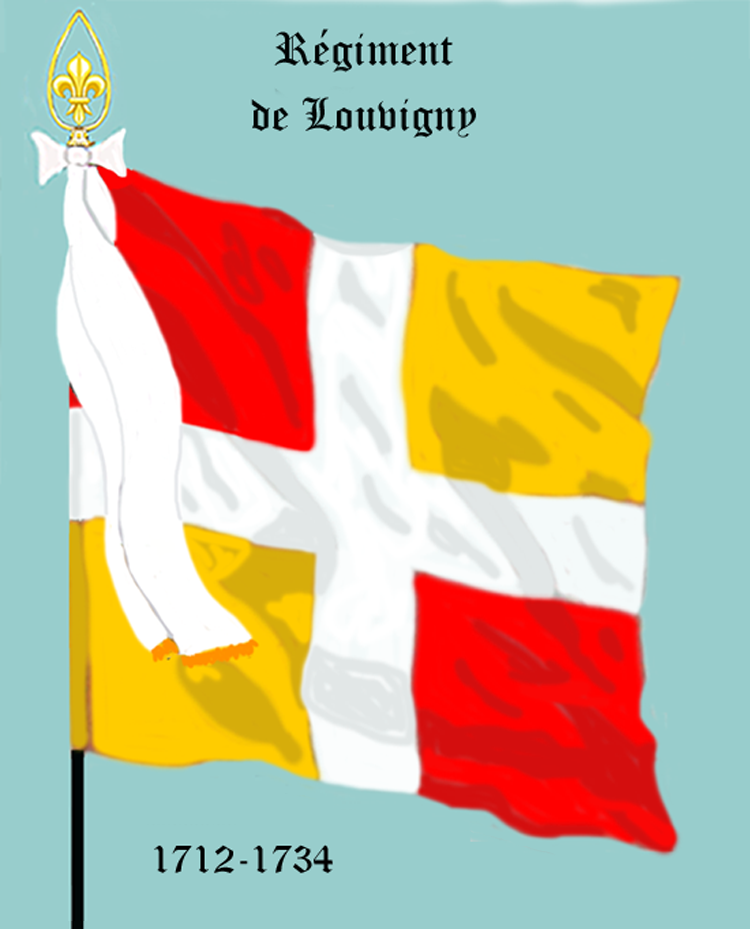
de 1712 à 1734

C'est l'ancienrégiment de Lannoy (1708-1712), qui est renommé « régiment de Louvigny » le 16 avril 1712 et qui prend le nom de régiment de Rochechouart (1734-1743) le 10 mars 1734.
- Régiment de Louvigny (1712-1734)
- de 1712 à 1734

- Régiment de Lowendal 

Le régiment est levé le 1er septembre 1743 par Woldemar, comte de Lowendal. Engagé dans la guerre de Succession d'Autriche, il est affecté à l'armée de Flandre et assiste aux sièges de Menin, d'Ypres et de Furnes en 1744 puis il passe en Alsace et se trouve à la bataille d'Augenheim et au siège de Fribourg la même année, puis il retourne à l'armée de Flandre en 1745 et assiste à la bataille de Fontenoy, aux prises de Gand, d'Audenarde, d'Ostende et de Nieuport en 1745, aux prises d'Huy et de Namur en 1746, à la prise de l'Écluse, du Sas de Gand et de Berg-op-Zoom en 1747 et au siège de Maastricht en 1616. Il est donné en 1755 à François Xavier Joseph de Lowendal, fils du premier colonel, avec lequel il fait les campagnes de la guerre de Sept Ans en Allemagne. Il est incorporé, le 18 janvier 1760, le 1er bataillon dans le régiment d'Anhalt et le 2e bataillon dans le régiment de La Mark. Ce régiment avait 24 drapeaux. Il porta d'abord habit bleu, parements, doublure, veste, culotte et petit collet blancs, boutons et galons d'or. En 1760, il avait habit, veste et culotte bleus, boutons jaunes unis, collet et parements blancs garnis de trois gros boutons, douze boutons d'un côté de l'habit, doubles poches avec trois boutons, deux rangs de boutonnières et de boutons de deux en deux sur la veste, chapeau bordé d'or.
- Régiment de Lucé

Le régiment est levé, le 1er mars 1574, par N. de Lucé, dans le cadre de la cinquième guerre de Religion. En 1574, il participe aux sièges de Saint-Lô, de Domfront, de Carentan, de Fontenay et de Lusignan. Le mestre de camp est tué devant Lusignan et le régiment est licencié après la campagne de 1575 et l'édit de Poitiers.
- Régiment de Ludovic 

Le colonel Ludovic amène en 1542, à l'armée de Picardie, un régiment de 4 000 lansquenets.
- Régiment de Lusignan

Le régiment est levé le 20 mars 1635 par N. de Lusignan, dans le cadre de la guerre de Trente Ans. Affecté à l'armée de Picardie, il se trouve à la bataille d'Avein en 1635, puis sert en Béarn en 1636. Il est licencié en 1637.
- Régiment de Lussan (1574-1575)

Le régiment est levé le 1er mars 1574, par Bertrand d'Esparbès de Lussan, dans le cadre de la cinquième guerre de Religion. En 1574, il participe siège de Domfront et il est licencié après la campagne de 1575 et l'édit de Poitiers.
- Régiment de Lussan (1627-1628)

Le régiment est levé le 4 octobre 1627 par Jacques Audibert, comte de Lussan dans le cadre de la répression de la troisième rébellion huguenote. Il sert en Languedoc et est licencié en novembre 1628.
- Régiment de Lutternaw 

Le colonel Jérôme de Lutternaw, de Soleure, lève en 1551, un régiment pour servir en Piémont. Passé en Picardie en 1553 il est congédié le 21 septembre 1553.
- Régiment de Luttrel 

Ce régiment irlandaisest formé le 27 février 1698 par Henri Luttrel des régiments de La Reine d'Angleterre et de Klincarthy. Il prend le nom de régiment de Bourke après avoir été donné le 18 juin 1699 à Walter, comte Bourke.
- Régiment de Luxbourg 

Ce régiment de dix enseignes qui est amené en 1558 en Picardie par le colonel Luxbourg dans le cadre de la onzième guerre d'Italie est licencié la même année.
- Régiment de Luxembourg

Le régiment est créé sous ce titre, le 26 septembre 1684, et formé avec un bataillon du régiment de La Marine. Donné à N. de Brancas, duc de Villars, il est en garnison à Luxembourg jusqu'en 1694. Engagé dans la guerre de la Ligue d'Augsbourg, il fait les campagnes de 1694 et 1695 sur le Rhin, la campagne de 1696 sur la Meuse, la campagne de 1697 en Flandre, et participe au siège d'Ath. Donné le 14 juillet 1698 à Bernard de Joisel de Mony, dans le cadre de la guerre de Succession d'Espagne il rejoint l'armée de Flandre en 1701, se trouve au siège de Nimègue en 1702 puis il passe à l'armée de la Moselle de 1703 à 1705, à l'armée du Rhin en 1706, à l'armée de Flandre en 1707, à l'expédition d'Écosse et à la bataille d'Audenarde en 1708, à la bataille de Malplaquet en 1709, à l'attaque d'Arleux en 1711, aux sièges de Douai, du Quesnoy et de Bouchain en 1712, au sièges de Landau et de Fribourg en 1713. Il est donné le 15 mars 1718 à François-Ferdinand de Clermont-Tonnerre, comte de Morges. Dans le cadre de la guerre de Succession de Pologne, il est affecté à l'armée d'Italie de 1733 à 1736 et assiste à toutes les affaires. Il est donné en juillet 1734 à Jean-Baptiste de Budes, marquis de Guébriant, qui est tué à la bataille de Guastalla, et remplacé, en septembre 1734, par Victor-François, duc de Broglie. Dans le cadre de la guerre de Succession d'Autriche, il rejoint l'armée de Bavière en 1741, passe en Bohême en 1742 et participe à la défense de Prague, à la bataille d'Egra, à la bataille de Sahay en 1742 puis il passe à l'armée du Haut-Rhin en 1743, à la reprise des lignes de la Lauter, et au siège de Fribourg en 1744,et rejoint l'armée du Bas-Rhin en 1745. Donné le 1er décembre 1745 à Jacques-Charles de Courbon, marquis de La Roche-Courbon qui le mène à l'armée de la Meuse, et assiste aux sièges de Mons et de Charleroi, et bataille de Rocoux en 1746, à la défense de la Provence avec l'armée du Var en 1747 et 1616. Il est incorporé le 10 février 1749, la compagnie des grenadiers dans le régiment des Grenadiers de France et les autres compagnies dans le régiment de Vastan. Les deux drapeaux d'ordonnance du « régiment de Luxembourg » avaient dans chaque carré cinq bandes perpendiculaires à la hampe, deux bandes jaunes et trois noires. La tenue de ce corps se composait d'un habit complet gris blanc, parements et petit collet bleus, boutons et galon de chapeau d'argent.
- Régiment de Luynes

Le régiment est levé, en Provence le 10 février 1575, par Albert de Luynes, pendant la cinquième guerre de Religion. Mis en garnison à Pont-Saint-Esprit il est licencié en 1577.
- Régiment de Lyon

C'est un régiment provincial qui est créé par ordonnance du 4 août 1771, en remplacement des milices provinciales. Ce régiment est formé des bataillons de Montbrison et de Tarare sous le commandement de Charles Emmanuel Crémeaux marquis d'Entragues. Le régiment est supprimé par ordonnance du 15 décembre 1775 qui fait disparaître les troupes provinciales.
- Régiment de Lyonnais

C'est l'ancien régiment d'Alincourt, qui est renommé « régiment de Lyonnais » en 1635. Le 19 janvier 1714, il reçoit l'incorporation du régiment de Mornac. Le 13 décembre 1714, il reçoit l'incorporation du régiment de Charolais. Le régiment se trouve au camp d'Aimeries-sur-Sambre en 1732. Le10 février 1749 il reçoit l'incorporation du régiment d'Auxerrois (1692-1749). Par ordonnance royale du 26 avril 1775, les 2e et 4e bataillons du régiment forment le régiment de Maine. Par ordonnance du 30 janvier 1778, une compagnie du régiment forme le régiment des grenadiers royaux du Quercy. Le « régiment de Lyonnais » est devenu depuis la Révolution le 27e régiment d'infanterie de ligne. 1639 il renforcé par l'incorporation du régiment d'Alincourt (1639-1639).

Régiment de Lyonnais
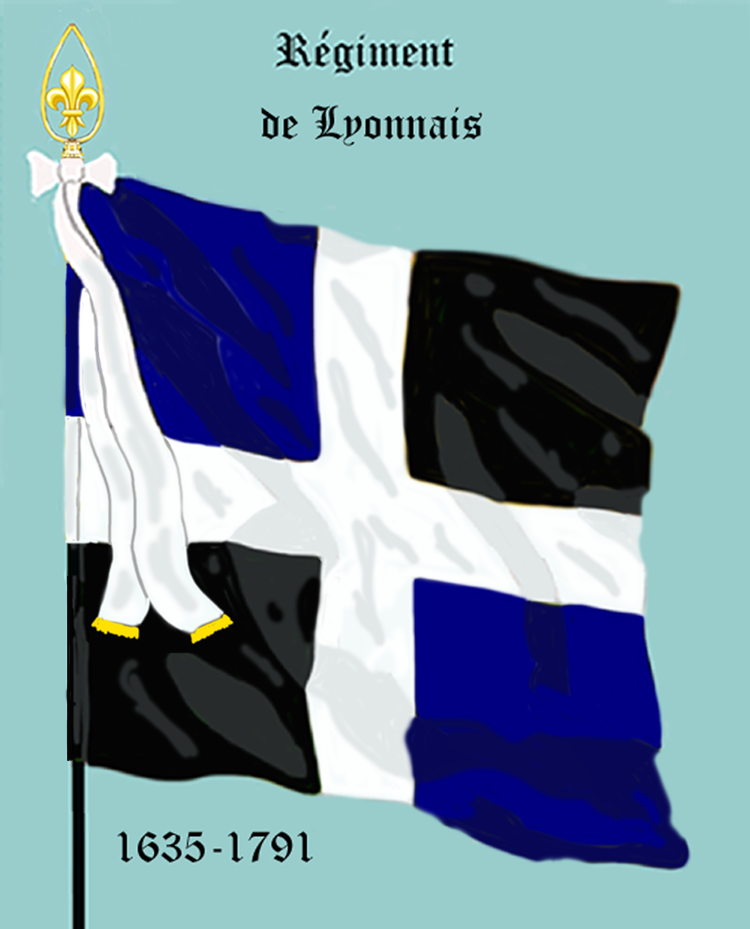
de 1635 à 1791

- Régiment de Lyonne

C'est l'ancien régiment de Le Normand du Fort, qui est renommé « régiment de Lyonne » le 29 novembre 1710 et qui prend le nom de régiment de Montconseil le 1er février 1723.